# 孚日圣迪耶
孚日圣迪耶（法語：Saint-Dié-des-Vosges，發音：[sɛ̃ dje de voʒ] ⓘ），法国东北部城市，大东部大区孚日省的一个市镇，同时也是该省的一个副省会，下辖孚日圣迪耶区，其市镇面积为46.15平方公里，2022年1月1日时人口数量为19,324人，是该省人口第二多的市镇，在法国市镇中排名第492位。
孚日圣迪耶位于孚日省东部，默尔特河畔，市区位于一处山间谷地，其附近区域被称为“代奥达蒂地区”，自中世纪起便成为该区域的行政中心，现代则为一个区域性的工商业城市和交通枢纽，有高速列车可直达巴黎。
孚日圣迪耶被称为“世界地理之都”（Capital mondiale de la géographie）。16世纪初，德意志人地理学家马丁·瓦尔德泽米勒在此发表了《宇宙学入门》以及《瓦尔德泽米勒地图》，首次将北美大陆命名为“亚美利加”。该市自1990年起每年秋季举办国际地理节，其间颁布的沃特兰·吕德奖被认为是世界地理学领域的最高荣誉。

## 地名来源

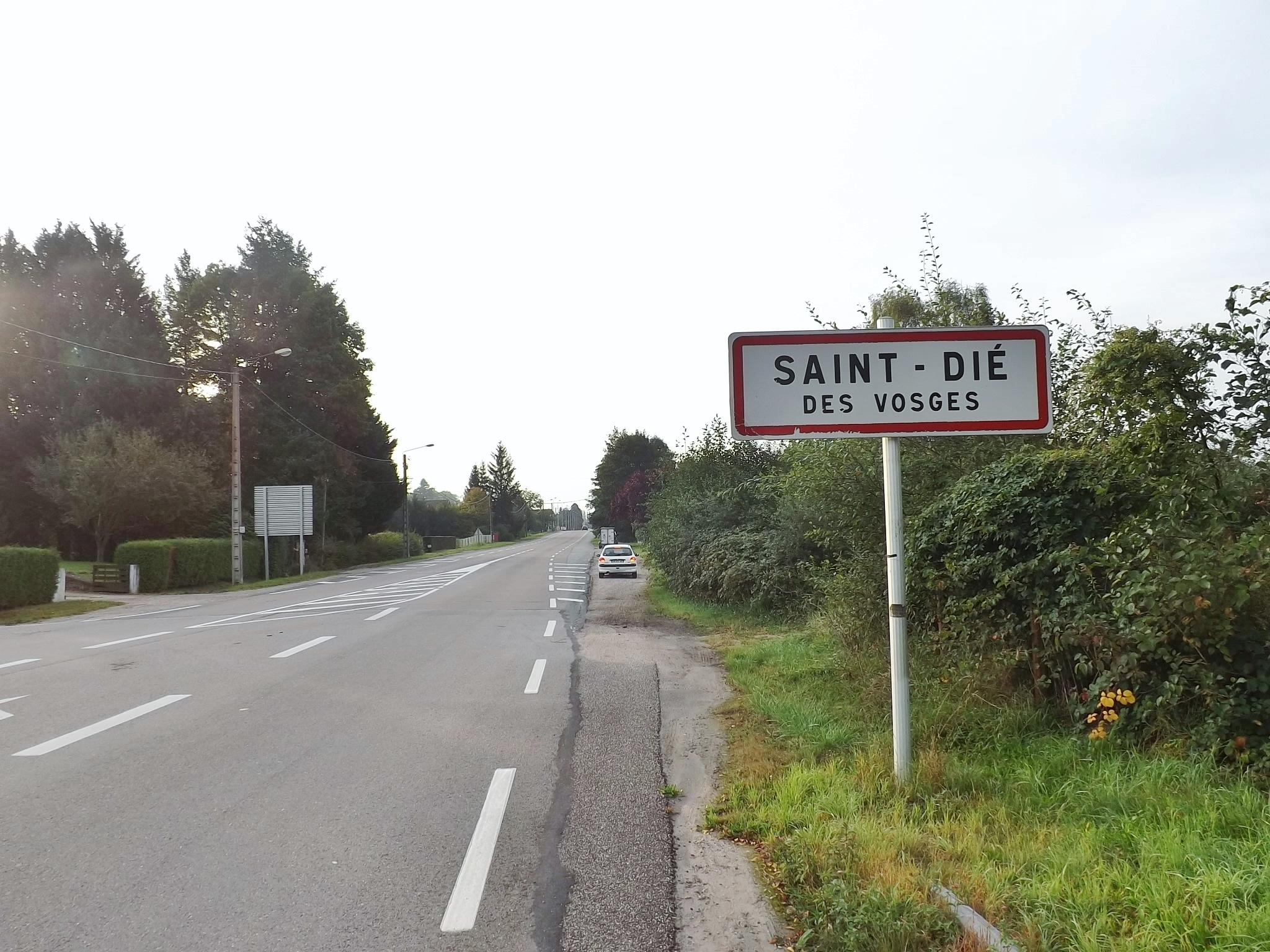
孚日圣迪耶的一处入城路牌

“圣迪耶”一名来源于宗教人物圣迪耶（法语转写为“saint Déodat”），其本职为讷韦尔主教，后前往洛林成为默尔特河谷地区的掌权人。而事实上，关于圣迪耶的记载大多来源于民间传说，其具体生平尚有待进一步考证。位于孚日山东侧的勒博诺姆以及博诺姆岭（“博诺姆”在法语中意为“好人”）亦以圣迪耶命名。法国大革命时期，因“圣迪耶”一名含有宗教色彩，当地地名被共和派更名为奥尔蒙（Ormont）。
“孚日”（des-Vosges）这一后缀自1999年成为当地官方名称的一部分，其法语本意为“孚日山”，亦可指代“孚日省”。因法国境内无其它市镇含有“Saint-Dié”一名，故单独的“圣迪耶”简称即可指代该市。
孚日圣迪耶历史上曾与阿尔萨斯地区来往密切，“Saint-Dié”对应的阿尔萨斯语拼写为“Sankt-Didel”。此外，因翻译标准不同，“Saint-Dié-des-Vosges”在部分汉语文献中又被译为圣迪耶-德孚日。

## 历史

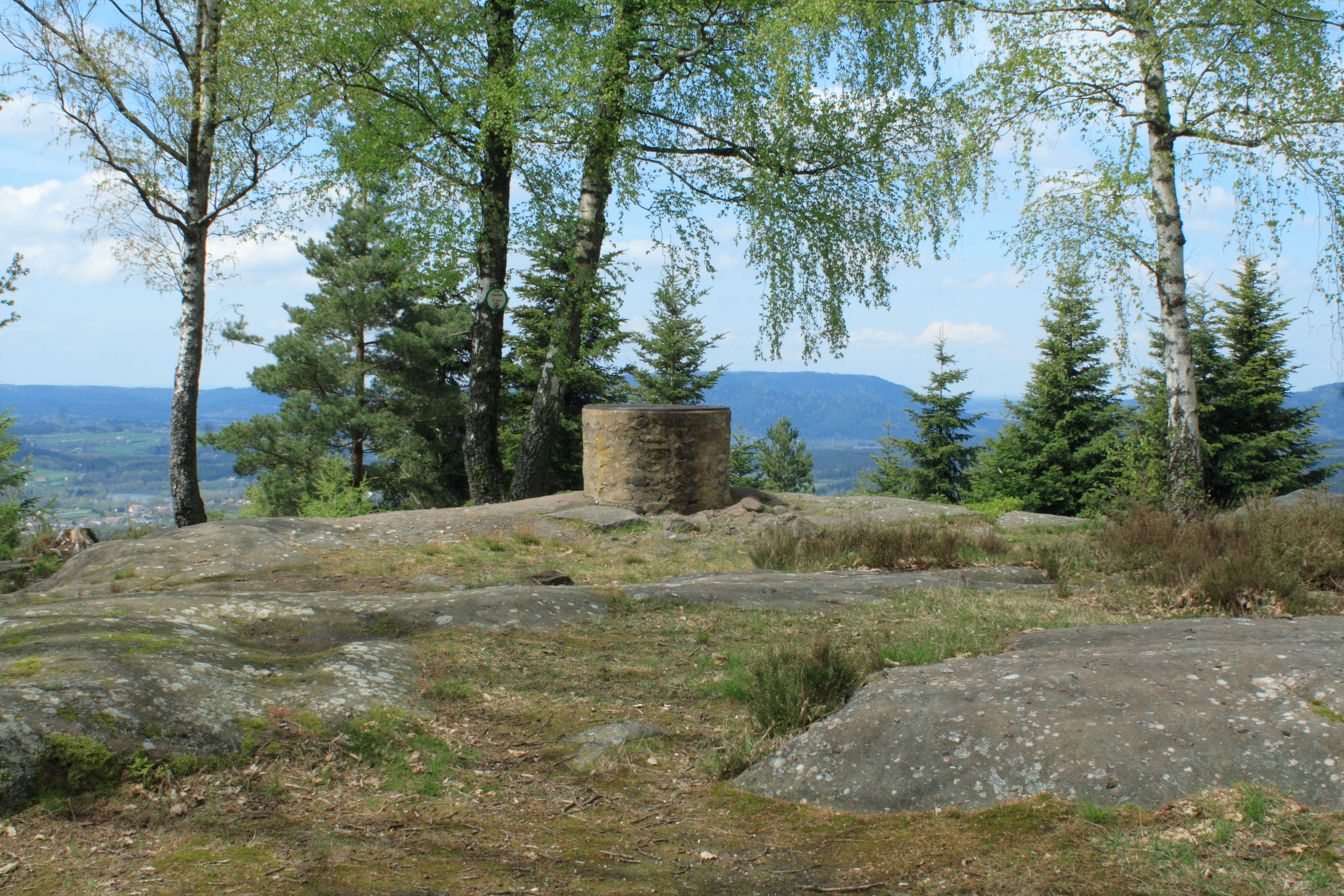
拉比尔凯尔特人营地遗址

### 古典时期
孚日圣迪耶所在的默尔特河谷最初的人类活动可追溯至新石器时期，拉比尔凯尔特人营地位于孚日圣迪耶市区西北部的马尔泽莱街区内，是一处拉坦诺文化遗址，经现代考古研究证明其活跃年代在公元前100年至公元350年之间。罗马人入侵后，圣迪耶所处的绍蒙图瓦地区成为比利时高卢的一部分，拉比尔被改建成为一处奥皮杜姆，当地出现了一处供奉墨丘利的神庙，一条沿默尔特河延伸的盐道从该地穿过。公元4世纪后，随着西罗马帝国的日趋衰败，拉比尔逐渐被废弃，绍蒙图瓦地区被日耳曼人控制，其活动中心逐渐转移至摩泽尔河上游谷地。

### 中世纪

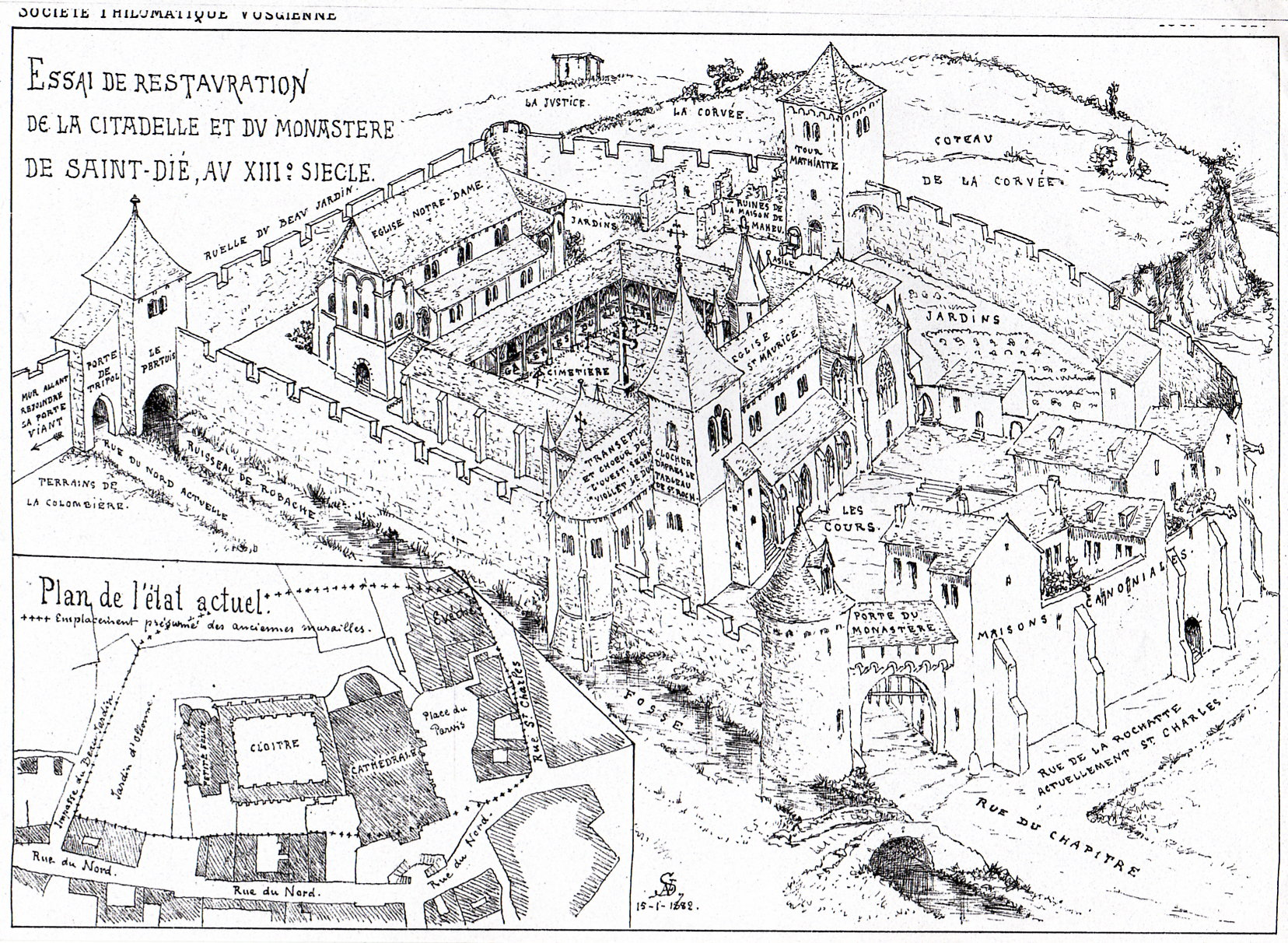
13世纪的圣迪耶大教堂修道院

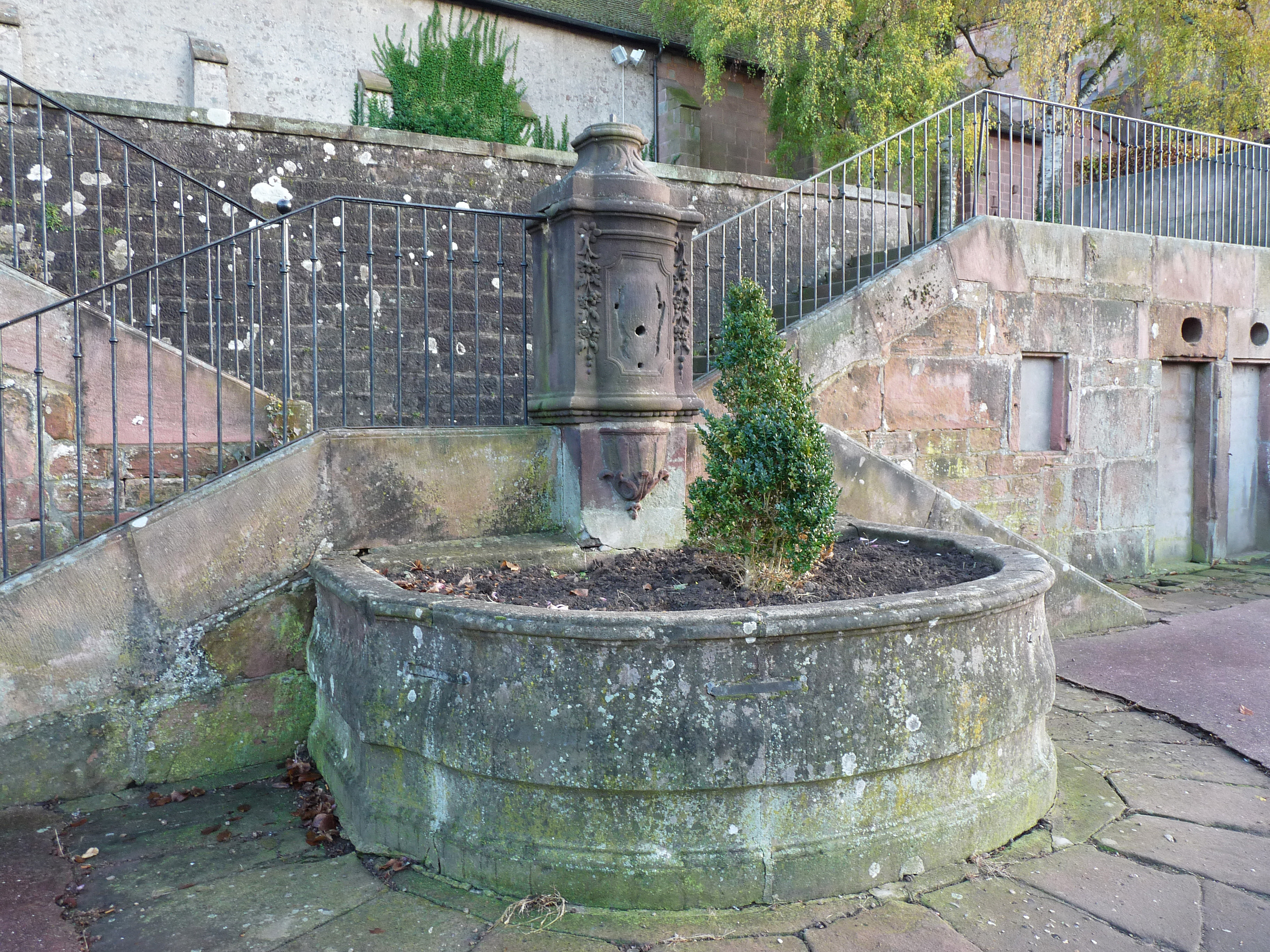
建于中世纪的喷泉

公元511年，克洛维一世逝世，绍蒙图瓦成为奥斯特拉西亚的一部分。公元7世纪时，希尔德里克二世将圣迪耶设立为一个巴努姆，其管辖范围亦包括了法沃河谷。根据当地民间传说，公元669年，圣迪耶在圣马丁岩石下方修建小圣迪耶小教堂，其周边逐渐发展成为集镇，而“公元669年”也被当地官方认定为圣迪耶的始建年份。
公元八世纪时，查理曼将圣迪耶附近的一处修道院赠予圣但尼圣殿，该修道院后因火灾而被毁，后被扩建成为圣母教堂。《凡尔登条约》签订后，绍蒙图瓦及孚日山被洛泰尔一世获得，成为中法兰克王国的一部分，后又通过《梅尔森条约》划入东法兰克王国，自962年起成为神圣罗马帝国的领土。与此同时，在教皇的许可下，洛林公爵将圣迪耶设立为一个堂区，并直接负责任命当地的常驻法政牧师。1026年，圣迪耶牧师良九世被任命为图勒主教，后于1049年被任命为罗马教宗。
得益于良九世的威望，圣迪耶的宗教及政治权力在中世纪中后期得以加强。1155年，圣迪耶教堂在一场大火中被烧毁，其重建的圣迪耶大教堂在原有建筑的基础上大幅扩张。1266年，在洛林公爵费里三世的支持下，圣迪耶堂区得以快速发展，其大教堂附近出现了修道院，外围建成了城墙和护城渠，内部则兴建了花园和多处宫楼，连接各地的道路被铺上了碎石，这项工程于1289年完工。除修道院外，圣迪耶境内还同期兴建了多处宗教建筑，圣马丁教堂是其中的代表。至13世纪末，圣迪耶已拥有超过500名居民。
14世纪初，随着天主教势力的日趋加强，圣迪耶的异教徒日益遭受压迫，当地的犹太教会于1320年被洛林公爵认定为异端而被铲除。圣迪耶及其所在的孚日山地区在13世纪中期遭遇严重的黑死病疫情，当地近半数的居民因疾病身亡。14世纪中后期，圣迪耶牧师为加强其权力而在该区域实行严厉的教法，加之彼时受到英法百年战争的影响，圣迪耶地区经济严重衰退，大批居民及商人外流。1475年，勃艮第公爵大胆查理曾率兵攻占圣迪耶并将其并入勃艮第公国。大胆查理身亡后，勃艮第被法奥瓜分，圣迪耶及洛林根据1493年《桑利斯条约》划入神圣罗马帝国，最终被哈布斯堡王朝继承。

### 十六至十八世纪

诞生于孚日圣迪耶的《瓦尔德泽米勒地图》

16世纪初，地理学家沃特兰·吕德在圣迪耶创建孚日山科学文化联盟，马蒂亚斯·林曼、让·巴桑、马丁·瓦尔德泽米勒等多名学者参与该联盟，其中马丁·瓦尔德泽米勒在此发表了《宇宙学入门》以及《瓦尔德泽米勒地图》，首次以“亚美利加”来表示美洲大陆，成为后者的名称来源。
宗教战争期间，因不满查理五世的统治，洛林公国内的梅斯、凡尔登和图勒三地主教寻求法兰西国王的保护。1552年，三名主教与亨利二世签订《香波条约》，三地组建为三主教管区行省，成为法兰西王国的一部分。此后，洛林公爵多次提议在洛林公国内新增主教区，其主教座初步选址于首府南锡，但为了减少与法兰西王国之间的正面冲突，洛林公爵利奥波德决定将主教座设立于孚日山腹地的圣迪耶，圣迪耶也因此被称为“第四主教区”（Quatrième Évêché）。1726年，圣迪耶成为洛林公国内的一个行政官辖区。1777年，天主教圣迪耶教区正式建立；而在此之前，洛林公国已于1766年因斯坦尼斯瓦夫一世的逝世而被并入法兰西王国，成为后者的一个行省。
法国大革命后，洛林行省被撤销，圣迪耶成为孚日省的一个市镇，并在1790至1795年间为该省的一个专区行署，后改建为副省会。

### 近现代

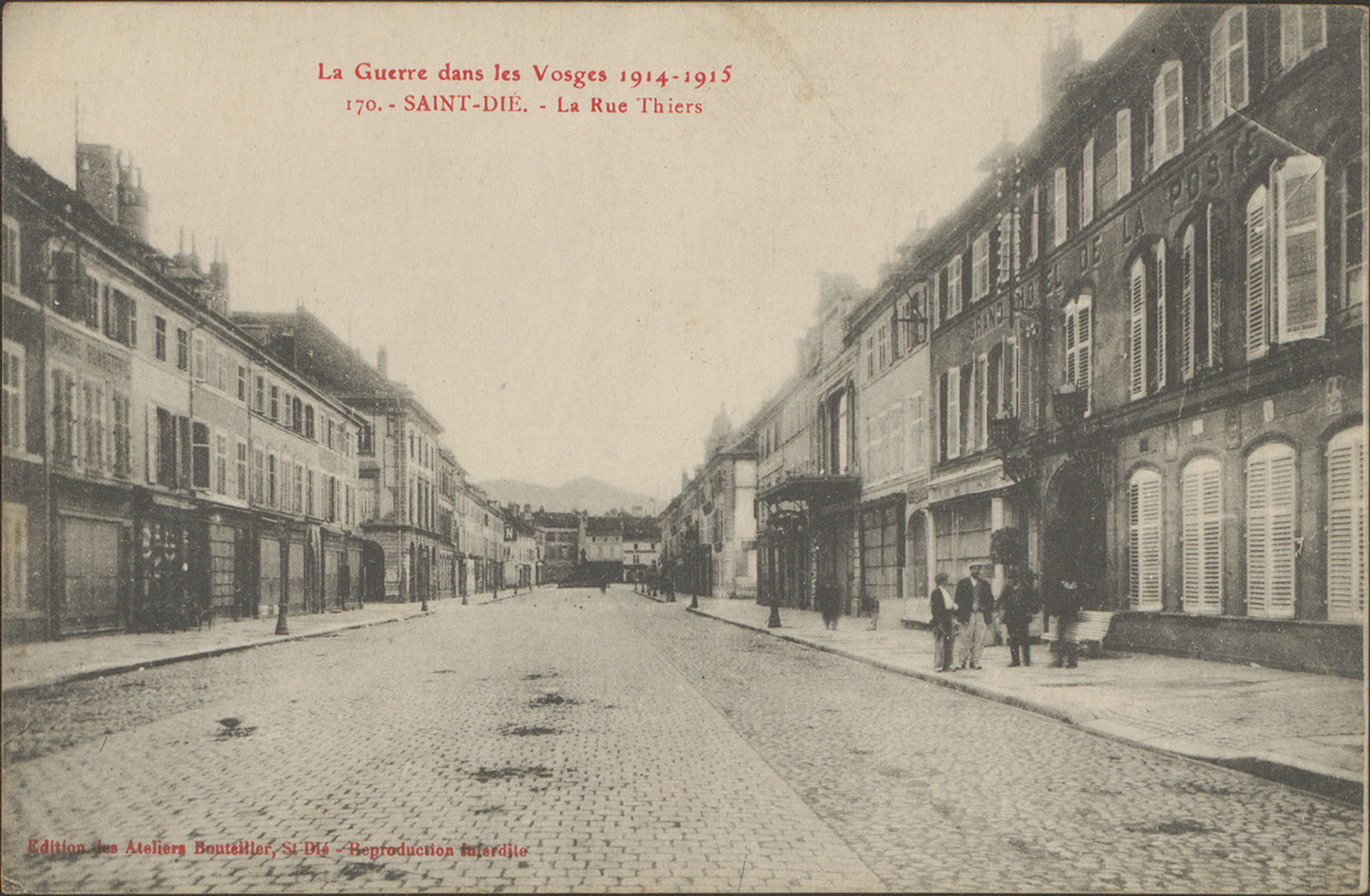
20世纪初的圣迪耶

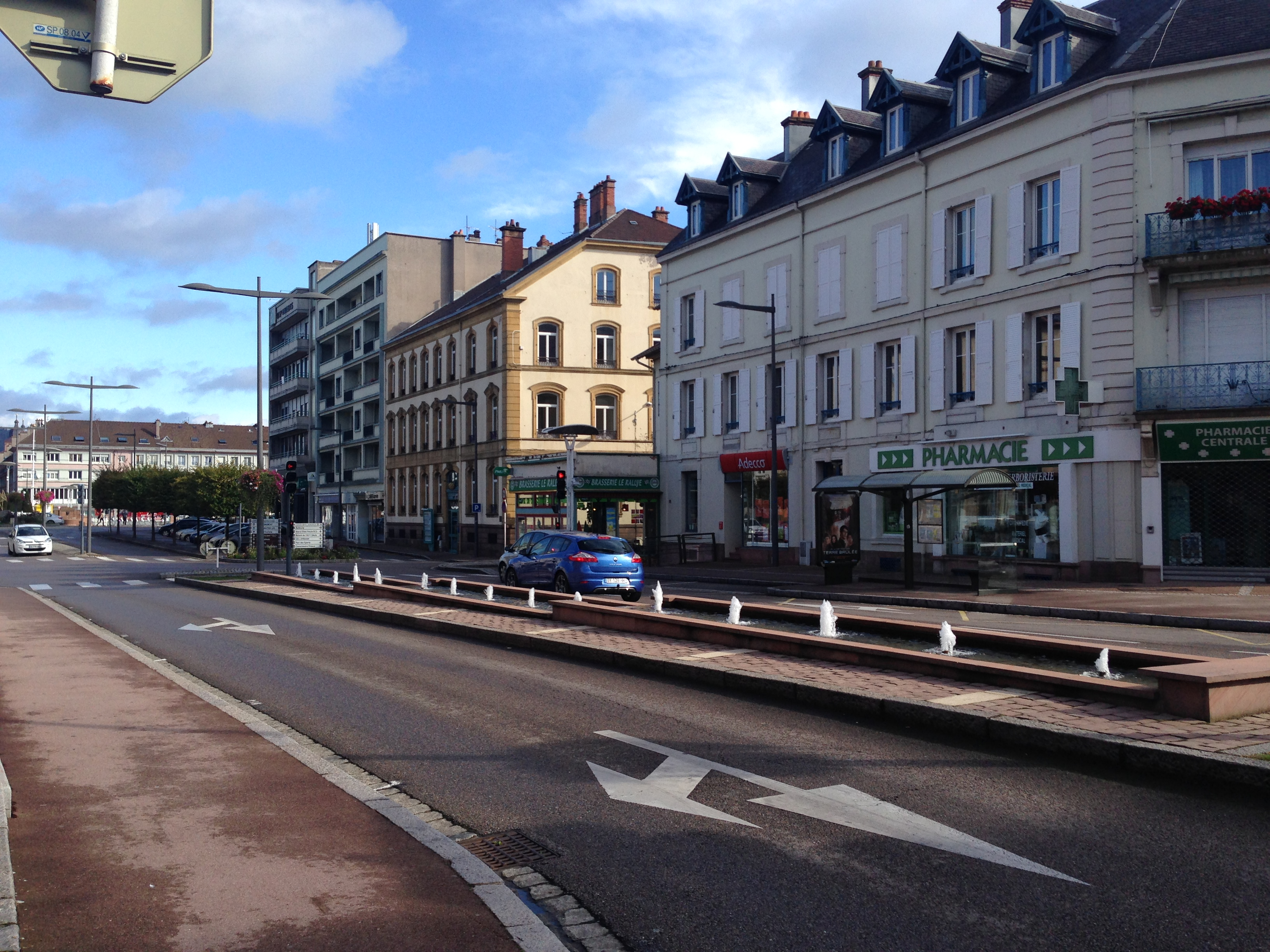
战后复建的阿尔萨斯街及圣马丁广场

1813年莱比锡战役后，反法同盟兵分多路入侵法国。巴伐利亚元帅卡尔·菲利普·约瑟夫·冯·弗雷德率军从东路翻越孚日山，于1814年1月9日占领圣迪耶。一周后，卡尔·菲利普与符滕堡国王威廉一世率领的军队在埃皮纳勒会合，两支军队集结后于16日离开了孚日地区。
19世纪中期，得益于工业革命的推动，圣迪耶地区的伐木业得到机械化发展，当地出现了多处木材加工厂，并衍生出了造纸和制绳工业。默尔特河上游则兴建了热利奥（Géliot）水力磨坊，为当地的皮革和刀具加工业提供的动力。连接圣迪耶的吕内维尔－圣迪耶铁路和阿尔什－圣迪耶铁路于1864年和1876年相继建成通车，圣迪耶出产的木材得以源源不断地向外运输。19世纪末，圣迪耶还出现了三处钢铁厂，年产量最高达6,000
吨，鼎盛时期共有近五百名钢铁厂工人。
1871年普法战争结束后，根据《法兰克福条约》，阿尔萨斯-洛林地区被普鲁士军队占领，原圣迪耶区下属的18个市镇亦被并入阿尔萨斯。圣迪耶距离普法边境仅十余公里，这一地理位置使得圣迪耶吸引了大批来自科尔马及周边地区的厂矿及居民，圣迪耶市镇的人口数量因此快速增加，在不到30年的时间内翻了近一倍。
第一次世界大战结束后，阿尔萨斯-洛林重归法国，连接圣迪耶和斯特拉斯堡之间的铁路线修建计划于1920年被批准，最终斯特拉斯堡－圣迪耶铁路1928年全线建成通车，至此圣迪耶成为一个三个方向的铁路枢纽。20世纪30年代，受到经济危机和国际市场竞争所带来的影响，圣迪耶境内的木材加工业逐年萎缩，钢铁生产量亦大幅下降，一些钢铁企业迁址至地形开阔且煤炭储量丰富的地区，如北部-加来海峡或蒂永维尔。
第二次世界大战期间，圣迪耶被纳粹德军占领，当地一些曾为法国政府的官员及退伍军人被纳粹关押迫害。1943年，圣迪耶出现了多个抵抗运动组织，并为全国抵抗委员会联络成员。1944年11月，为清剿藏匿于圣迪耶的纳粹残余势力，圣迪耶居民被紧急转移。11月13日，美国步兵103师（外号“仙人掌”）对该区域进行了猛烈的轰炸，造成该区域超过一万五千处房屋建筑被完全破坏。11月21日，圣迪耶得以解放，被疏散至外地的居民陆续返回，但最终仍有近千名居民失去联络。1945年，圣迪耶获得由法国政府颁发的战争勋章。
圣迪耶的战后重建工程持续了近十年。黄金三十年期间，圣迪耶曾兴建了多处集中式居民区以接纳新增人口及原海外殖民地居民。但自20世纪70年代起，受到能源危机的影响，圣迪耶的社会经济有所衰落，当地多处的工厂倒闭，人口数量也有所下降。1987年12月21日，圣迪耶火车站餐厅接连发生凶杀案，两名餐厅老板被杀害。1990年，在彼时圣迪耶市长克里斯蒂安·皮埃雷的推动下，首届国际地理节在圣迪耶举办；同年，圣迪耶自由之塔建成。1999年，“Saint-Dié-des-Vosges”成为当地官方名称；同年12月底，孚日圣迪耶遭遇暴风雨袭击，造成当地多处房屋建筑受损，数十名居民受伤。2003年2月22日，孚日圣迪耶附近发生里氏5.4级地震，其市区有明显震感，部分居民被紧急疏散。2007年，随着东部高速铁路的建成通车，孚日圣迪耶和巴黎之间的高速列车开通运营，两地间的最佳旅行时间在两个半小时以内，相比普通铁路缩短了近一倍。2018至2019年的黄背心运动期间，孚日圣迪耶的多处公共设施遭到破坏，其直接经济损失超过7.2万欧元，孚日圣迪耶市政府曾起诉两名主要活动成员，但最终于2022年6月败诉。

## 地理

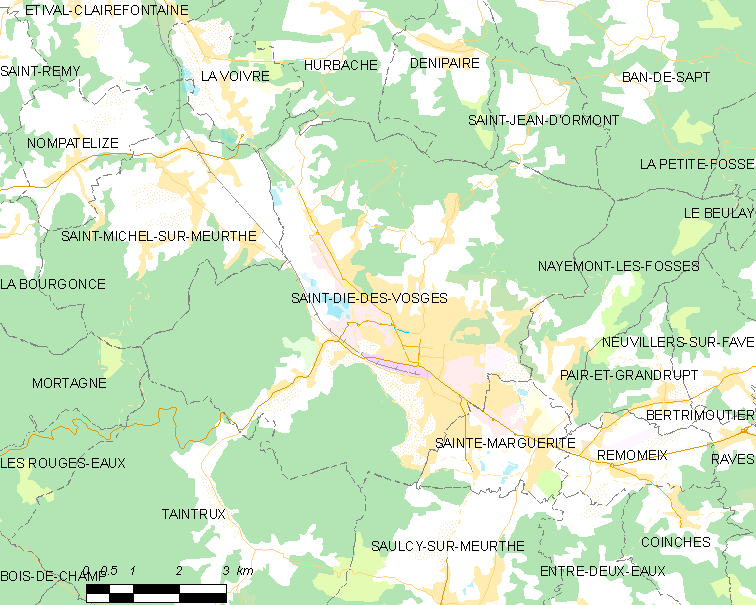
孚日圣迪耶市镇范围地图

孚日圣迪耶位于法国东北部，大东部大区东部和孚日省东部，距离省会埃皮纳勒大约50公里。与孚日圣迪耶接壤的市镇包括：德尼派尔、邦德萨、于尔巴什、莫尔塔涅、奈蒙莱福斯、圣让多尔蒙、圣玛格丽特、默尔特河畔圣米歇尔、默尔特河畔索尔西、坦特吕和拉瓦夫尔。
在用地情况方面，2018年，孚日圣迪耶市镇范围内23.1%的土地为城市建设用地（道路、广场、建筑等）、20.3%为农业用地、55.5%为林地、0.5%为自然土地，以默尔特河为首的水体区域占孚日圣迪耶市镇面积的0.6%。

### 地形
孚日圣迪耶位于孚日山西侧的一处河谷之中，东侧为肯贝格山脉，西侧为洛林高原的东部延伸地带，主城区位于默尔特河畔一处平坦的冲积平原上，地势自市中心向南北两侧逐渐抬升，其中靠近格拉坦岩（Roche Gratin）和圣马丁岩附近的街区起伏明显。孚日圣迪耶的平均海拔约600米，最高点海拔891米，位于市镇东北部与奈蒙莱福斯交汇处的“碎石岩”（Roche des Cailloux）；最低点海拔310米，位于市镇西北部与默尔特河畔圣米歇尔和拉瓦夫尔三地交界处的默尔特河面。

### 地质

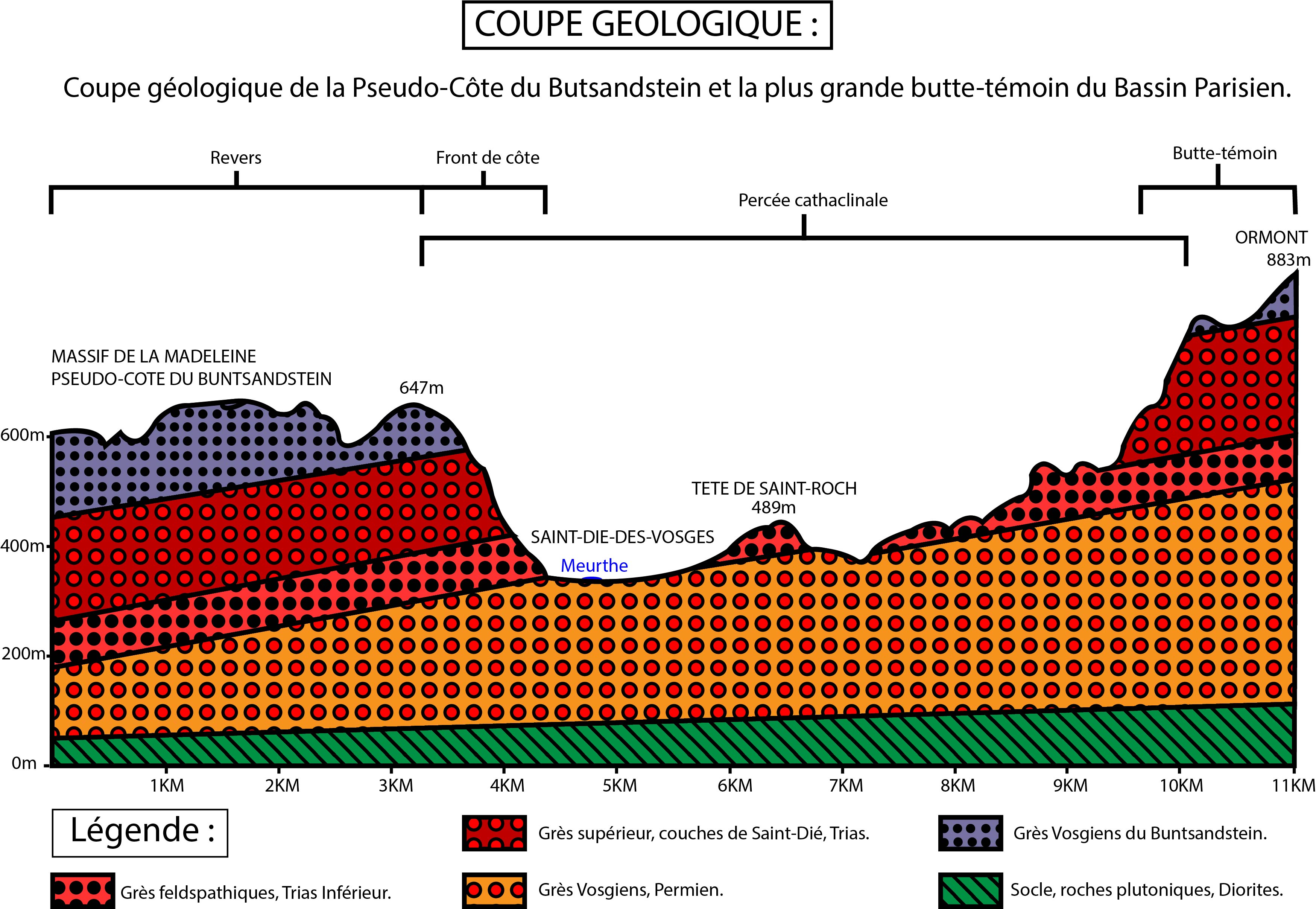
孚日圣迪耶附近的截面地质图

按照地质类型及形成年代，孚日圣迪耶市镇范围内地表岩层大致有四种类型：
- 默尔特河两侧约1公里的地表主要为现代沉积物，主要包括砂石、砾岩及淤泥等，多形成于维尔姆冰期，在地质图上标注为Fz[15]。孚日圣迪耶城市核心区域位于此地带上[2]。
- 现代沉积物带外侧为砂岩及长石砂岩（法语：Arkose）分布带，其土壤形成于图林根期（法语：Thuringien）（二叠纪），在地质图上被标注为r3a（早期）和r3b（晚期）[15]。该岩层厚度达120米，占据了孚日圣迪耶市镇范围内的大部分地区，因此该层又被称为“圣迪耶层”（Formation de Saint-Dié）[地 2]。
- 砂岩带地势较高的区域有古冰川运动形成的卵石沙土混合带，该岩层带在地质作用下逐渐抬升，其表面因风化作用而裸露，在地质图上标注为Pv1[15]。因风化作用差异，该岩层在默尔特河左岸地表未有出现[15]。
- 市镇范围外缘的山地地区多古孚日山砂岩（Grès vosgien supérieur）分布，其形成年代为三叠纪，在地质图上标注为t1b[15]。

### 水文

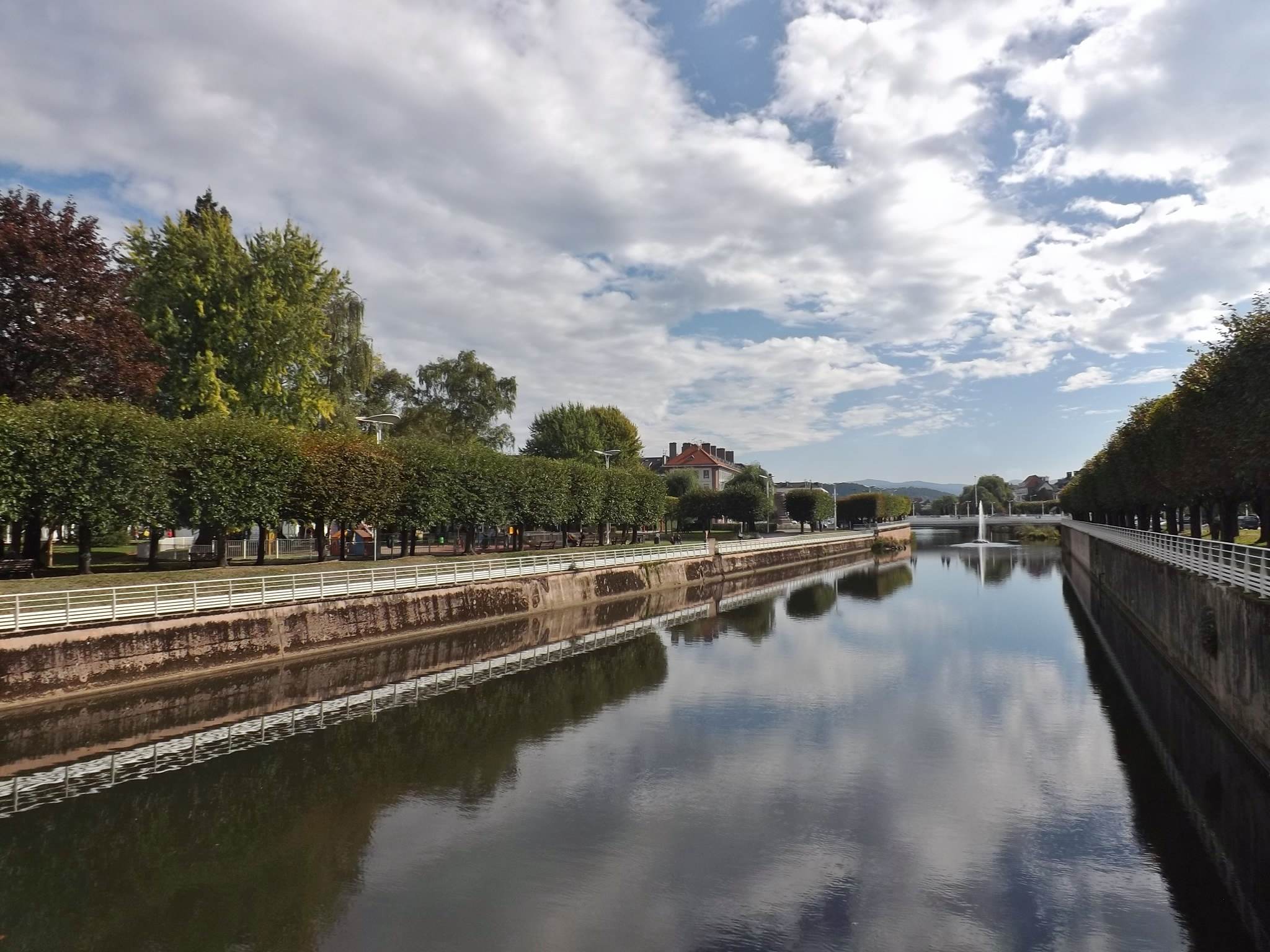
默尔特河圣迪耶段

孚日圣迪耶位于莱茵河流域范围内，默尔特河干流自东南向西北流经市中心，该河在孚日圣迪耶市区的平均宽度约30米，1967至2022年9月间的年均径流量为每秒7.56立方米，最高记录出现于2006年10月3日，达每秒167立方米。
坦特鲁埃河发源自圣莱奥纳尔，在孚日圣迪耶市区西北部汇入默尔特河，两河交汇处附近有多处湖泊分布，其中欧蒙水塘（Étang Haumont）附近开辟有健身步行道。

### 植被

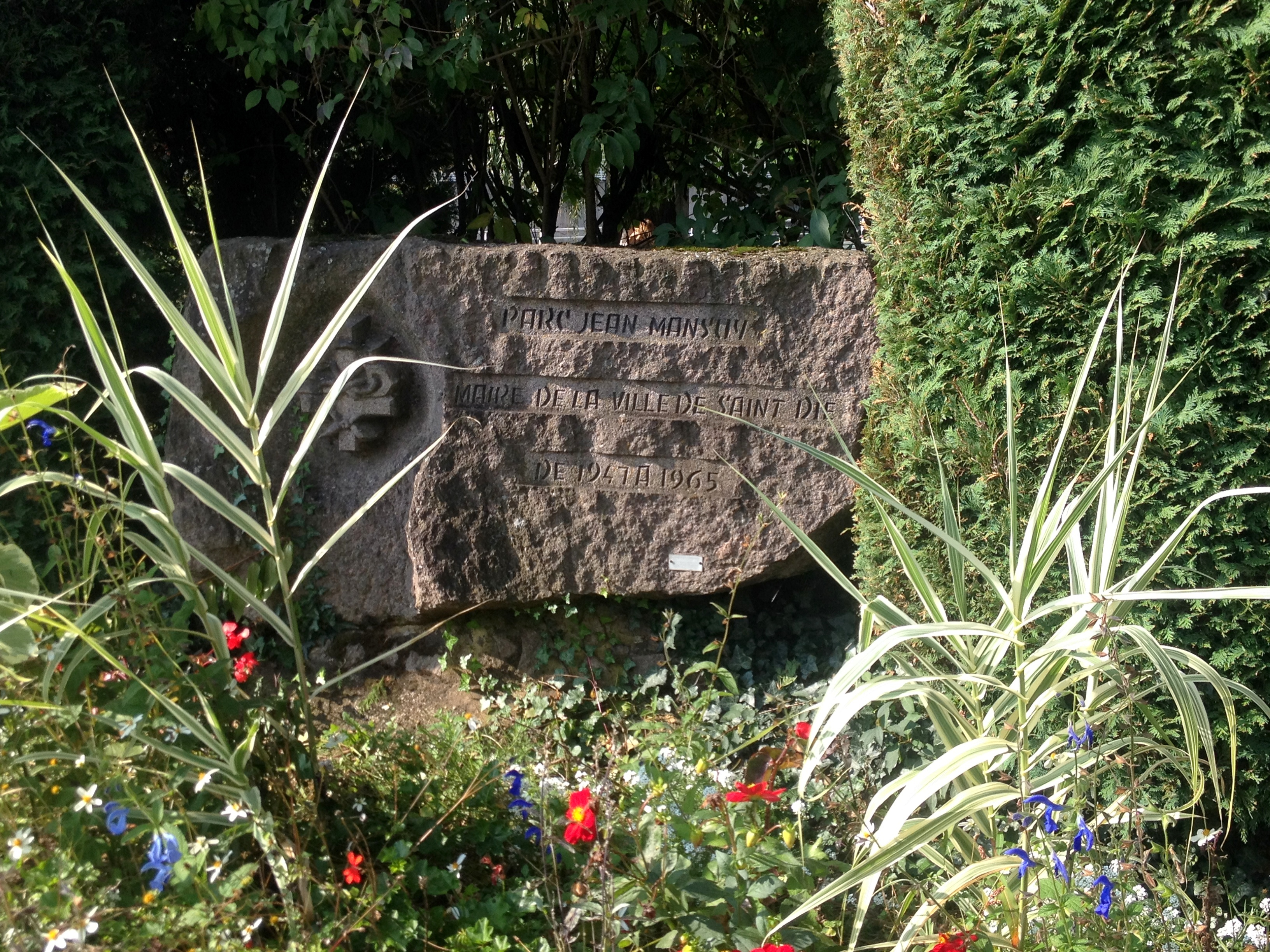
让·芒叙公园石碑

孚日圣迪耶属于温带阔叶混交林区，部分高海拔地带有针叶林分布。市中心的让·芒叙公园（Parc Jean Mansuy）建于1960年，后于2014年大面积整修，该园占地2.5公顷，其中近半数为林地，是孚日圣迪耶市区主要的城市绿地。圣迪耶大教堂东侧的主教区公园（Parc de l'Evêché）亦有小片树林分布。
孚日圣迪耶东部和南部为孚日山圆顶峰地区自然公园的组成部分，森林地区广泛分布于市区周边的山地地带。
在鲜花城市的评比中，孚日圣迪耶被评为3星级鲜花城市。

### 气候
孚日圣迪耶在柯本气候分类法中属于带有大陆性特征的温带海洋性气候，因当地距离海岸线较远，且海拔相对较高，孚日圣迪耶的气候又有一定的山地特征，具体表现为当地平均气温低于同纬度同气候带的沿海地区，冬季受大陆气团影响，偶有极端气温出现。自21世纪以来，随着全球变暖等因素影响，当地极端气候愈发频繁，表现为夏季高温和干旱情况愈发频繁。2022年7月，孚日圣迪耶地区出现了连续一个月无有效降水的极端干旱天气，对当地生态造成了严重影响。
孚日圣迪耶市区东南部的圣玛格丽特境内设有常年气象站。截至2022年11月，该气象站所测得的最高温度记录为39.9摄氏度，出现于2003年8月3日；最低温度记录为-25摄氏度，出现于1968年1月13日；单日降水量记录为75.6毫米，出现于2000年5月30日。以下为该气象站的数据（其中日照数据取自埃皮纳勒）：
| 圣玛格丽特 1981年－2010年 | 圣玛格丽特 1981年－2010年 | 圣玛格丽特 1981年－2010年 | 圣玛格丽特 1981年－2010年 | 圣玛格丽特 1981年－2010年 | 圣玛格丽特 1981年－2010年 | 圣玛格丽特 1981年－2010年 | 圣玛格丽特 1981年－2010年 | 圣玛格丽特 1981年－2010年 | 圣玛格丽特 1981年－2010年 | 圣玛格丽特 1981年－2010年 | 圣玛格丽特 1981年－2010年 | 圣玛格丽特 1981年－2010年 | 圣玛格丽特 1981年－2010年 |
| 月份                      | 1月                       | 2月                       | 3月                       | 4月                       | 5月                       | 6月                       | 7月                       | 8月                       | 9月                       | 10月                      | 11月                      | 12月                      | 全年                      |
| ------------------------- | ------------------------- | ------------------------- | ------------------------- | ------------------------- | ------------------------- | ------------------------- | ------------------------- | ------------------------- | ------------------------- | ------------------------- | ------------------------- | ------------------------- | ------------------------- |
| 历史最高温 °C（°F）       | 16.4 (61.5)               | 21.2 (70.2)               | 25.1 (77.2)               | 29.3 (84.7)               | 34.7 (94.5)               | 37.1 (98.8)               | 38.9 (102.0)              | 39.9 (103.8)              | 31.9 (89.4)               | 28.8 (83.8)               | 24.4 (75.9)               | 19.9 (67.8)               | 39.9 (103.8)              |
| 平均高温 °C（°F）         | 4.8 (40.6)                | 6.6 (43.9)                | 10.9 (51.6)               | 15.2 (59.4)               | 19.8 (67.6)               | 23.1 (73.6)               | 25.3 (77.5)               | 25 (77)                   | 20.6 (69.1)               | 15.6 (60.1)               | 9 (48)                    | 5.3 (41.5)                | 15.1 (59.2)               |
| 日均气温 °C（°F）         | 1.5 (34.7)                | 2.4 (36.3)                | 5.8 (42.4)                | 9.1 (48.4)                | 13.6 (56.5)               | 16.7 (62.1)               | 18.8 (65.8)               | 18.4 (65.1)               | 14.6 (58.3)               | 10.6 (51.1)               | 5.4 (41.7)                | 2.4 (36.3)                | 9.9 (49.8)                |
| 平均低温 °C（°F）         | −1.8 (28.8)               | −1.9 (28.6)               | 0.7 (33.3)                | 2.9 (37.2)                | 7.3 (45.1)                | 10.4 (50.7)               | 12.3 (54.1)               | 11.8 (53.2)               | 8.7 (47.7)                | 5.7 (42.3)                | 1.7 (35.1)                | −0.5 (31.1)               | 4.8 (40.6)                |
| 历史最低温 °C（°F）       | −25 (−13)                 | −21 (−6)                  | −18 (0)                   | −9.5 (14.9)               | −4.1 (24.6)               | 0.2 (32.4)                | 2.2 (36.0)                | 1.3 (34.3)                | −3.7 (25.3)               | −7.6 (18.3)               | −13.8 (7.2)               | −21.8 (−7.2)              | −25 (−13)                 |
| 平均降水量 mm（）         | 103 (4.1)                 | 89.3 (3.52)               | 95.2 (3.75)               | 78.4 (3.09)               | 107.5 (4.23)              | 90.8 (3.57)               | 86.5 (3.41)               | 80.7 (3.18)               | 89 (3.5)                  | 102.7 (4.04)              | 101.5 (4.00)              | 120.7 (4.75)              | 1,145.3 (45.09)           |
| 月均日照時數              | 84.6                      | 77.8                      | 121.4                     | 167.7                     | 179.8                     | 238.7                     | 238.2                     | 216.4                     | 159.7                     | 112.9                     | 49                        | 53.6                      | 1,699.8                   |
| 来源：infoclimat.fr       |                           |                           |                           |                           |                           |                           |                           |                           |                           |                           |                           |                           |                           |

## 行政区划
孚日圣迪耶的市镇编号为88413，邮政编号为88100。
在行政管理方面，孚日圣迪耶隶属于法国大东部大区孚日省孚日圣迪耶区；在地方选举方面，孚日圣迪耶是孚日圣迪耶第一县和孚日圣迪耶第二县的中央投票站所在地，其市镇范围全境被划入孚日省第二选区；在社会管理方面，孚日圣迪耶是孚日圣迪耶城市圈公共社区的办公驻地。
孚日圣迪耶的克勒曼（Kellermann）和圣罗克-榆树（Saint-Roch-L'Orme）两个街区为城市政策优先街区，实行街区自治制度。
法国国家统计与经济研究所（简称）在进行数据统计时，将孚日圣迪耶及相邻的另外15个市镇设为孚日圣迪耶城市核心区，并将包括核心区在内的周边共37个市镇划为孚日圣迪耶城市区。自2020年起，孚日圣迪耶城市区被包含47个市镇的孚日圣迪耶城市辐射区代替。此外，还将孚日圣迪耶市镇分为了13个“块区”（IRIS），以便于统计人口分布情况。
| 富沙吕-加斯东·萨夫 · Foucharupt Gaston Save 莱穆瓦特雷斯-三钢厂-莱蒂日 · Les Moitresses Les 3 Scieries Les Tiges 西圣迪耶 · Saint-Dié Ouest 罗巴什-马尔泽莱-拉佩什里 · Robache Marzelay La Pecherie Le Ville 榆树 · l'Orme 圣罗克 · Saint-Roch 东北圣迪耶 · Saint-Die Nord-Est 西南圣迪耶 · Saint-Die Sud-Ouest 维涅-仙女岩-炼狱 · Vigne Roche des Fees Purgatoire 北圣迪耶 · Saint-Die Nord 市中心 · Centre-Ville ① ② ① 克勒曼 Kellermann ② 工业区 Zone Industrielle |                                         |                     |                   |
| 块区名称* | 法语原名                                | 人口数量 （2012年） | 失业率 （2012年） |
| 市中心 | Centre-Ville                            | 3843                | 19.3 %            |
| 富沙吕-加斯东·萨夫 | Foucharupt Gaston Save                  | 3344                | 22.7 %            |
| 克勒曼 | Kellermann                              | 2633                | 42.9 %            |
| 莱穆瓦特雷斯-三钢厂-莱蒂日 | Les Moitresses Les 3 Scieries Les Tiges | 1196                | 15.4 %            |
| 榆树 | l'Orme                                  | 1747                | 39.2 %            |
| 罗巴什-马尔泽莱-拉佩什里 | Robache Marzelay La Pecherie Le Ville   | 2814                | 17.2 %            |
| 北圣迪耶 | Saint-Die Nord                          | 7                   | 0                 |
| 东北圣迪耶 | Saint-Die Nord-Est                      | 50                  | 23.8 %            |
| 西圣迪耶 | Saint-Die Ouest                         | 0                   | 不适用            |
| 西南圣迪耶 | Saint-Die Sud-Ouest                     | 2                   | 0                 |
| 圣罗克 | Saint-Roch                              | 1912                | 38.5 %            |
| 维涅-仙女岩-炼狱 | Vigne Roche des Fees Purgatoire         | 3380                | 19.5 %            |
| 工业区 | Zone Industrielle                       | 123                 | 0                 |
| *注：中文名称非官方正式翻译，仅供参考。 |                                         |                     |                   |

## 交通

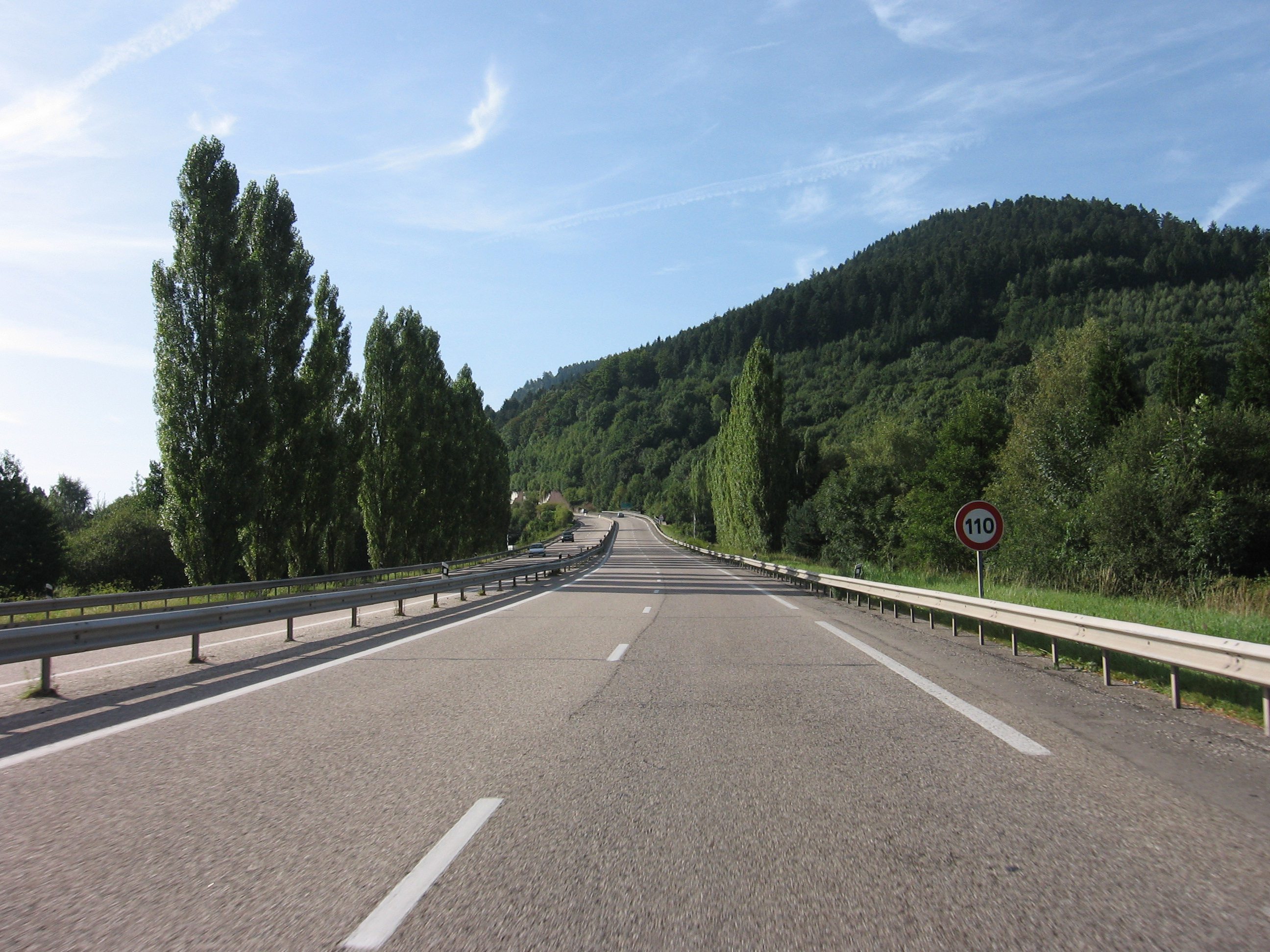
国道N59线孚日圣迪耶段

### 公路
法国国道N59线连接吕内维尔和孚日圣迪耶，是孚日省东部重要的干线公路，该道路已于1968年完成加宽改造，现为双向四车道的无障碍快速公路。国道N159线连接孚日圣迪耶和塞莱斯塔，其穿越孚日山主脉的莫里斯-勒迈尔隧道全长近7公里，最初为建于1937年的一座铁路隧道，后于1976年改建为公路隧道，现由巴黎-莱茵-罗讷高速公路公司负责管理，需付费通行。此外还有孚日省省道D31线、D49线、D82线、D415线和D420线在孚日圣迪耶境内交汇。大东部大区城际客运开行由孚日圣迪耶前往塞莱斯塔方向的城际巴士线路，省内城际巴士则可前往埃皮纳勒、热拉尔梅等地，此外还有多条校车线路，可前往周边部分市镇。
| 9 | 102 |

|  | 62 |

| 17 | 42 |

| 埃皮纳勒 | 49 |

| 布吕耶尔 | 25 |

| 阿努尔德 | 13 |

| 南锡 | 85 |

| 吕内维尔 | 52 |

| 拉翁莱塔普 | 17 |

| 斯特拉斯堡 | 87 |

| 莫尔塞姆 | 65 |

| 萨勒 | 21 |

| 科尔马 | 57 |

| 塞莱斯塔 | 49 |

| 里博维莱 | 42 |

2018年，60.1%的孚日圣迪耶家庭拥有至少一辆私人汽车。2020年，孚日圣迪耶境内共发生各类交通事故10起，造成1人遇难，10人受伤，其中6人需要住院治疗。
孚日圣迪耶的道路建设和车辆管理事务由其城市圈公共社区负责。自2020年12月起，孚日圣迪耶市镇范围内每天夜间车辆可免费停靠。

### 铁路

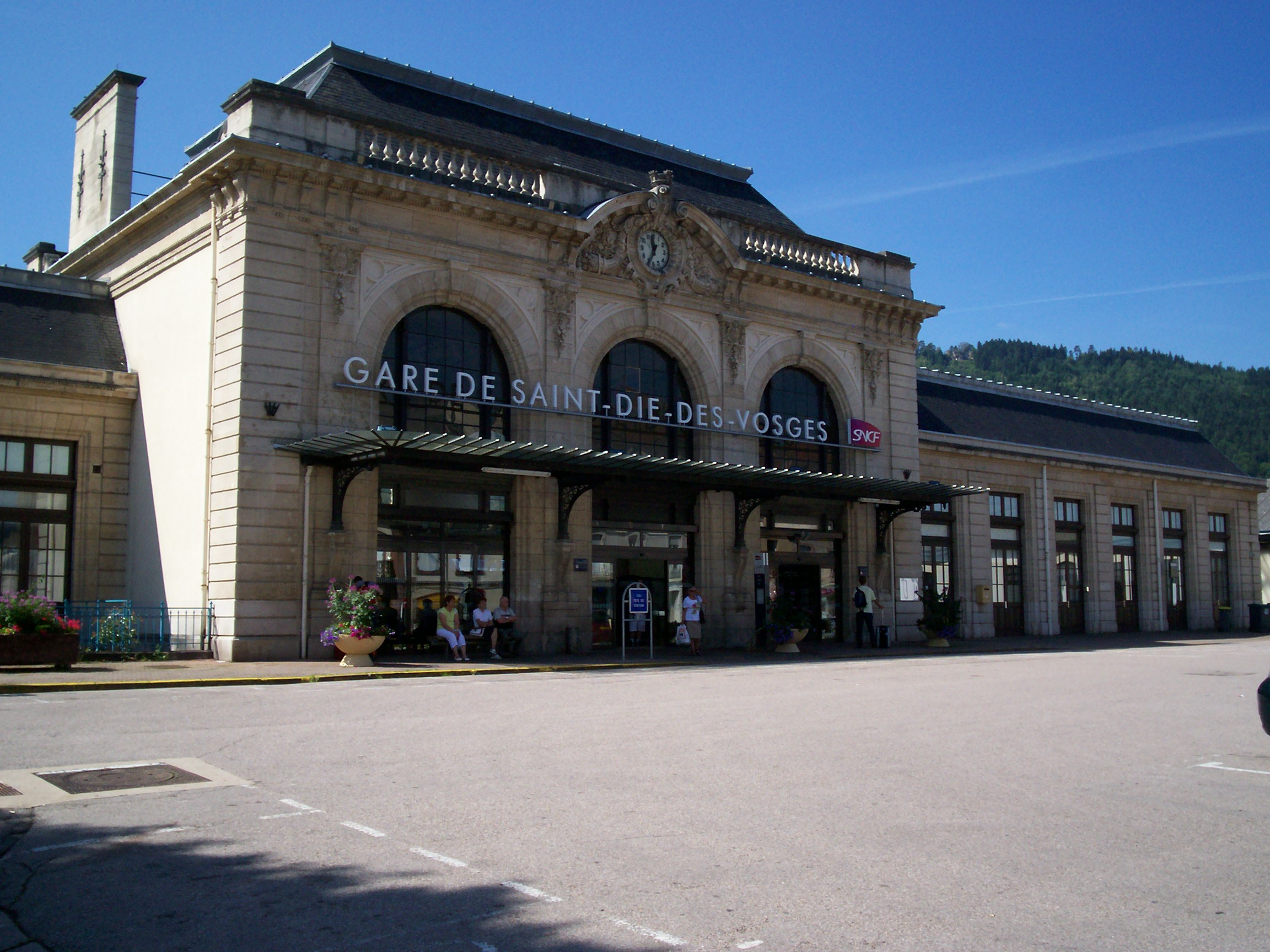
孚日圣迪耶火车站

孚日圣迪耶位于斯特拉斯堡－圣迪耶铁路、吕内维尔－圣迪耶铁路和阿尔什－圣迪耶铁路三线交汇处，其中前往吕内维尔方向的铁路已于2005年完成电气化改造，可供高速列车运行；前往埃皮纳勒方向的铁路则曾因设施老化于2018年12月关闭，后因当地民众反对而得以翻新改造，并于2021年12月重新开通，彼时法国总理让·卡斯泰曾出席开通仪式。
孚日圣迪耶站位于市区南部，该站每天开行一班直达巴黎的高速列车，其全程运行时间约2小时20分钟。此外还开行前往南锡、埃皮纳勒和斯特拉斯堡三个方向的区域列车。
| 途径孚日圣迪耶的列车路线                                                                                               | 途径孚日圣迪耶的列车路线 | 途径孚日圣迪耶的列车路线 | 途径孚日圣迪耶的列车路线 |
| 类型 | 编号                     | 路线 | 日往返次数               |
| --- | ------------------------ | --- | ------------------------ |
| 高速列车 |                          | 巴黎 ↔ 香槟-阿登TGV ↔ 默兹TGV ↔ 南锡 ↔ 吕内维尔 ↔ 孚日圣迪耶 | 1                        |
| 区域列车 | A8                       | 斯特拉斯堡 ↔ 恩赛姆机场 ↔ 莫尔塞姆 ↔ 米齐格 ↔ 格雷斯维莱尔 ↔ 艾利根贝格-莫尔基什 ↔ 于尔马特 ↔ 米勒霍夫 ↔ 吕策卢斯 ↔ 维什 ↔ 吕斯-埃尔斯巴克 ↔ 希尔梅克-拉布罗克 ↔ 罗托 ↔ 富代 ↔ 布吕什堡 ↔ 萨勒 ↔ 法沃河畔普罗旺谢尔 ↔ 孚日圣迪耶 | 9                        |
| 区域列车 | L11                      | 南锡 ↔ 默尔特河畔栋巴勒 ↔ 吕内维尔 ↔ 舍讷维耶尔 ↔ 梅尼勒-弗兰 ↔ 阿兹拉耶 ↔ 巴卡拉 ↔ 贝尔特里尚 ↔ 蒂亚维尔 ↔ 拉翁莱塔普 ↔ 埃蒂瓦勒-克莱尔方丹 ↔ 默尔特河畔圣米歇尔 ↔ 孚日圣迪耶                                                   | 19                       |
| 区域列车 | L13                      | 孚日圣迪耶 ↔ 布吕耶尔 ↔ 阿尔什 ↔ 埃皮纳勒 | 10                       |
| 注：部分线路之间的班次可能分段或贯通运行，日均班次数量以工作日为标准。灰色字体站点仅部分班次停靠。资料截至2022年11月。 |                          | |                          |

### 航空
圣迪耶-勒莫梅克斯飞行场位于孚日圣迪耶市区东南大约5公里处，该飞行场无常规航班，现为一处直升机和滑翔机机场，供当地的救援、商务及航空爱好者使用。
距离孚日圣迪耶最近的民用航空站为史特拉斯堡機場，该机场位于斯特拉斯堡附近的恩赛姆，距离孚日圣迪耶市中心的公路里程约82公里。截至2022年9月，该机场开行前往欧洲及北非共40个城市的常年或季节性民用航线。

### 城市公共交通

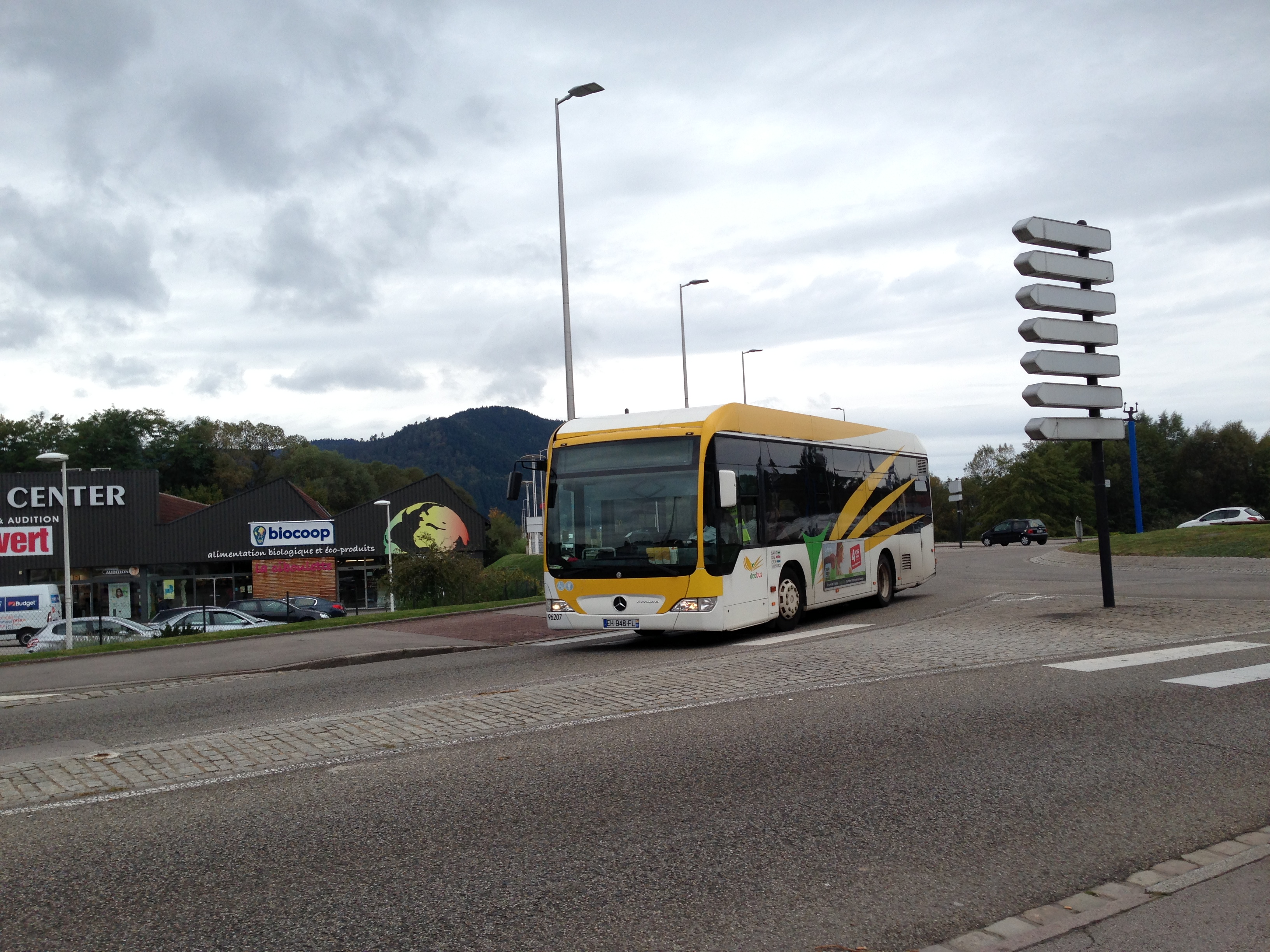
孚日圣迪耶公交

孚日圣迪耶城市公共交通（商业名称为“Sylvia”，2021年9月以前为“Déobus”）是当地的城市公共交通系统，自2021年9月起由法国交通发展集团负责运营。截至2022年11月，该系统共包括五条常规公交线路、一条摆渡车线路和两条郊区线路，并开设有定制公交服务。市区线路覆盖了市区内的主要街道和居民区，郊区线路则可直通勒索尔西和普兰凡。

## 政治

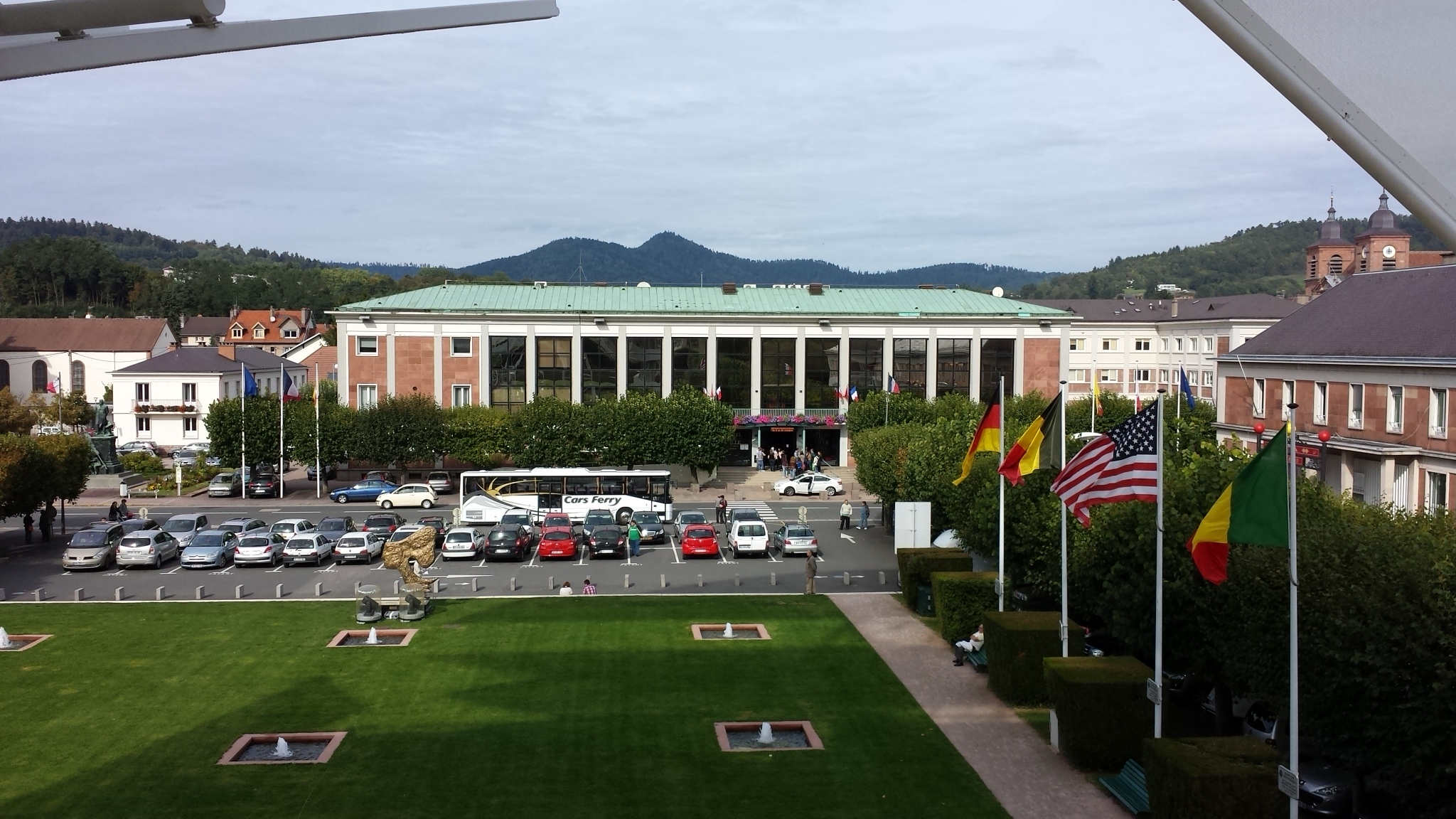
孚日圣迪耶市政厅

### 市政内阁
孚日圣迪耶的现任市长为达维德·瓦朗斯先生，他是激进运动的一名成员，在2014年的市政选举中获得了47.94%的支持率；在2020年的市政选举中获得了71.77%的支持率，实现连任。
|                                                                                     | David VALENCE 达维德·瓦朗斯   | - MRD改革者运动 - DVC混杂中间派 | 3,308 | 71.77 | 29 | 19 |
| 口号：与达维德·瓦朗斯一同复兴圣迪耶（Plus forts pour Saint-Dié avec David Valence） |                               |                                 | 3,308 | 71.77 | 29 | 19 |
|                                                                                     | Romain GANIER 罗曼·加尼耶     | - DVG左翼无党派人士             | 918   | 19.91 | 3  | 2  |
| 口号：生态和公民化的圣迪耶（Saint-Dié écologique et citoyenne）                     |                               |                                 | 918   | 19.91 | 3  | 2  |
|                                                                                     | Geoffrey MOUREY 若弗鲁瓦·穆雷 | - RN国民联盟                    | 383   | 8.3   | 1  | 0  |
| 口号：为圣迪耶集结（Rassemblement pour Saint-Dié）                                  |                               |                                 | 383   | 8.3   | 1  | 0  |

### 历届市长

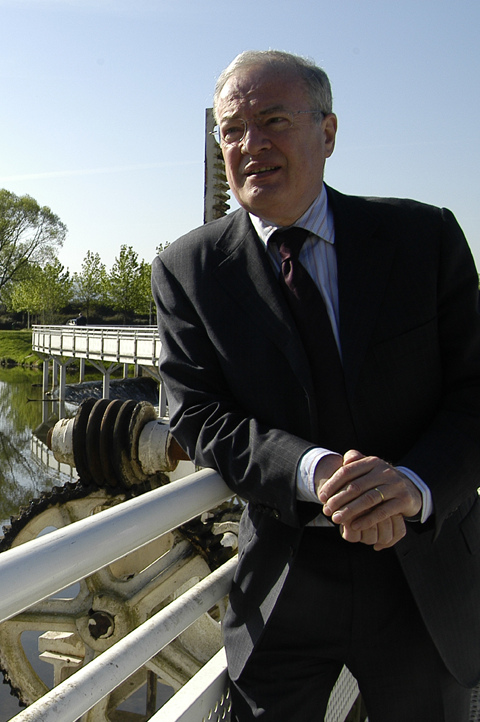
克里斯蒂安·皮埃雷

| 孚日圣迪耶历届市长 | 孚日圣迪耶历届市长                  | 孚日圣迪耶历届市长                                  |
| 任期               | 市长                                | 党派                                                |
| ------------------ | ----------------------------------- | --------------------------------------------------- |
| 1944年－1945年     | Pierre EVRAT 皮埃尔·埃夫拉          | 無黨籍                                              |
| 1945年－1947年     | Gaston COLNAT 加斯通·科尔纳         | 無黨籍                                              |
| 1947年－1965年     | Jean MANSUY 让·芒叙                 | 無黨籍                                              |
| 1965年－1977年     | Pierre NOËL 皮埃尔·诺埃尔           | CR共和中心 →PS社会党                                |
| 1977年－1989年     | Maurice JEANDON 莫里斯·让东         | RPR保衛共和聯盟                                     |
| 1989年－1997年     | Christian PIERRET 克里斯蒂安·皮埃雷 | PS社会党                                            |
| 1997年－2002年     | Robert BERNARD 罗贝尔·贝尔纳        | PS社会党                                            |
| 2002年－2014年     | Christian PIERRET 克里斯蒂安·皮埃雷 | PS社会党                                            |
| 2014年－           | David VALENCE 达维德·瓦朗斯         | UDI民主人士和独立人士联盟 →RAD激进党 →MRD改革者运动 |

### 各级选举
| 孚日圣迪耶历届投票选举结果 | 孚日圣迪耶历届投票选举结果 | 孚日圣迪耶历届投票选举结果 | 孚日圣迪耶历届投票选举结果             | 孚日圣迪耶历届投票选举结果 | 孚日圣迪耶历届投票选举结果 | 孚日圣迪耶历届投票选举结果             | 孚日圣迪耶历届投票选举结果 | 孚日圣迪耶历届投票选举结果 | 孚日圣迪耶历届投票选举结果 |
| 选举项目                   | 选举范围                   | 选区单位                   | 选区单位内的选举结果                   | 选区单位内的选举结果       | 选区单位内的选举结果       | 选区单位内的选举结果                   | 选区单位内的选举结果       | 选区单位内的选举结果       | 参考资料                   |
| 选举项目                   | 选举范围                   | 选区单位                   | 第一轮胜出者                           | 第一轮胜出者               | 支持率                     | 第二轮胜出者                           | 第二轮胜出者               | 支持率                     | 参考资料                   |
| -------------------------- | -------------------------- | -------------------------- | -------------------------------------- | -------------------------- | -------------------------- | -------------------------------------- | -------------------------- | -------------------------- | -------------------------- |
| 2017年法國總統選舉         | 法國                       | 市镇                       |                                        | 玛丽娜·勒庞                | 24.31%                     |                                        | 埃马纽埃尔·马克龙          | 63.1%                      | [ 20 ]                     |
| 2017年法国立法选举         | 孚日省第二选区             | 市镇                       |                                        | 热拉尔·谢尔皮翁            | 37.02%                     |                                        | 热拉尔·谢尔皮翁            | 58.55%                     | [ 20 ]                     |
| 2019年欧洲议会选举         | 法國                       | 市镇                       |                                        | 若尔丹·巴尔代拉            | 26.68%                     | （不适用）                             | （不适用）                 | （不适用）                 | [ 社 13 ]                  |
| 2021年法国省级选举         |                            | 孚日圣迪耶第一县           |                                        | 克洛德·布尔东 威廉·马蒂斯  | 59.12%                     |                                        | 克洛德·布尔东 威廉·马蒂斯  | 72.39%                     | [ 社 14 ]                  |
| 2021年法国省级选举         | 市镇（第一县部分）         |                            | 克洛德·布尔东 威廉·马蒂斯              | 56.56%                     |                            | 克洛德·布尔东 威廉·马蒂斯              | 74.07%                     |                            | [ 社 14 ]                  |
| 2021年法国省级选举         | 孚日圣迪耶第二县           |                            | 斯特凡纳·德芒热 卡罗琳·普里瓦-马蒂奥尼 | 52.23%                     |                            | 斯特凡纳·德芒热 卡罗琳·普里瓦-马蒂奥尼 | 55.78%                     |                            |                            |
| 2021年法国省级选举         | 市镇（第二县部分）         |                            | 斯特凡纳·德芒热 卡罗琳·普里瓦-马蒂奥尼 | 71.72%                     |                            | 斯特凡纳·德芒热 卡罗琳·普里瓦-马蒂奥尼 | 79.71%                     |                            |                            |
| 2021年法国大区选举         | 大東部大區                 | 市镇                       |                                        | 让·罗特纳                  | 46.32%                     |                                        | 让·罗特纳                  | 54.51%                     | [ 社 15 ]                  |
| 2022年法国总统选举         | 法國                       | 市镇                       |                                        | 埃马纽埃尔·马克龙          | 27.78%                     |                                        | 埃马纽埃尔·马克龙          | 55.08%                     | [ 20 ]                     |
| 2022年法国立法选举         | 孚日省第二选区             | 市镇                       |                                        | 达维德·瓦朗斯              | 38.53%                     |                                        | 达维德·瓦朗斯              | 62.84%                     | [ 20 ]                     |

## 人口
2020年，孚日圣迪耶市镇人口数量为19,490，在法国排名第492位。其中男性9,280人，女性10,210人，75岁及以上人口占11.1%，出生于法国以外的居民人口数量为2,114人，人口密度为422人/平方公里，当地居民被称为（男性）或（女性）。2021年，孚日圣迪耶境内出生186人，死亡人口317人。
| 孚日圣迪耶1901年－2020年人口变化情况 |
|                                      |
| 数据来源：Cassini、INSEE             |

## 经济

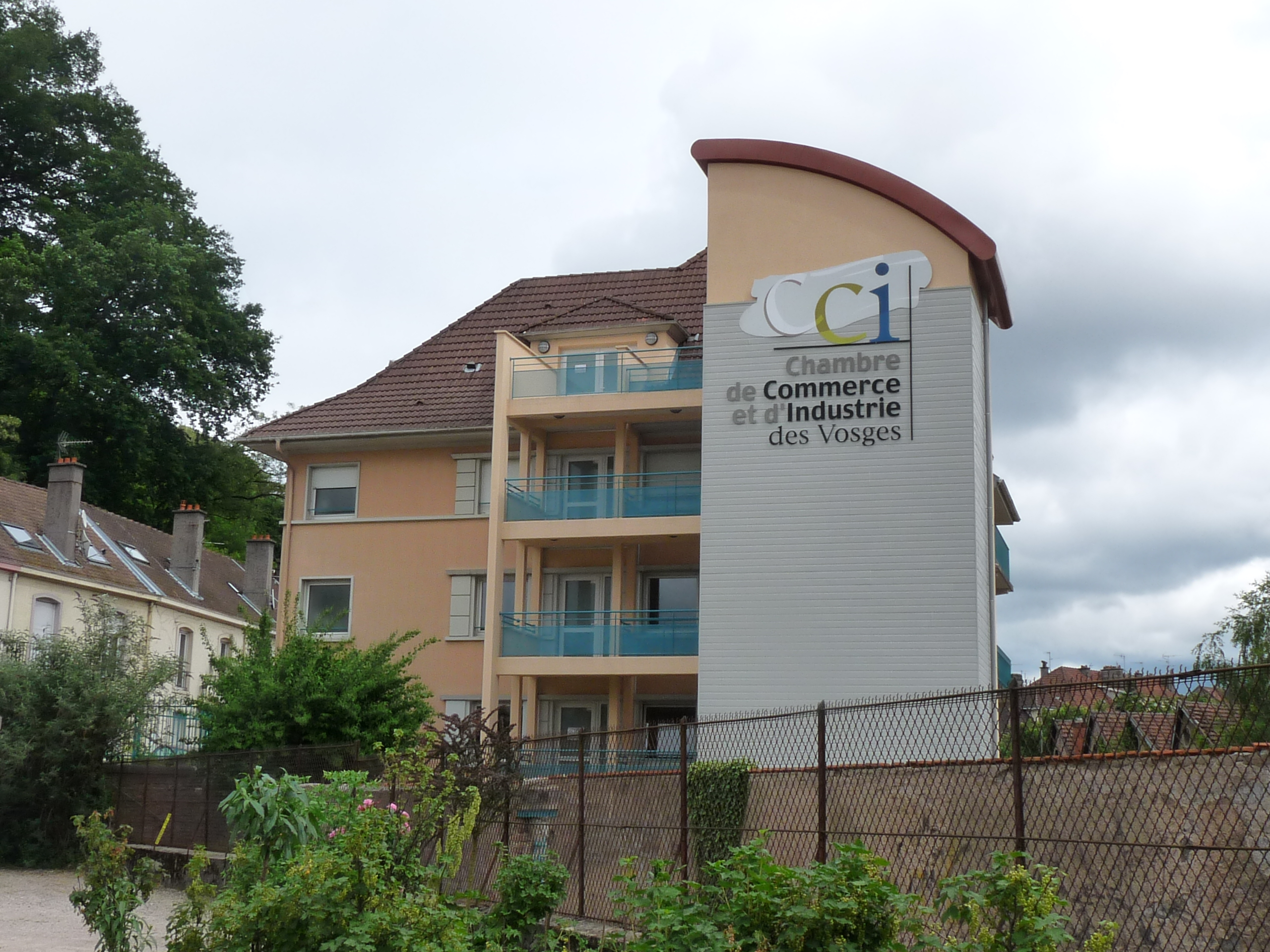
孚日省工商会圣迪耶分会

孚日圣迪耶是一个区域性的中心城市，孚日省工商会（CCI des Vosges）在该地设有一个分会。法国就业局亦在孚日圣迪耶设有劳务办公室，为当地居民提供创业及就业帮助。

### 产业分布
在第一产业方面，孚日圣迪耶所处区域地形复杂，除默尔特河附近冲积平原带外其余地区不适合大规模农业开垦，故农业在当地历史上未能成为主要经济活动。截至2019年底，孚日圣迪耶境内有3家农业类企业，占总企业数量的0.4%；相关就业总人数为2人，不到总数的0.1%。
在第二产业方面，孚日圣迪耶在工业革命期间为一个区域性的工业中心，木材加工和钢铁生产是彼时当地主要的经济支柱。20世纪中后期，受到经济危机及人口外流影响，当地大量工业生产部门关闭或外迁，工业规模逐年萎缩。2019年，孚日圣迪耶的工业及建筑业用人单位数量为104家，占总数的12.6%；相关就业总人数为1,482，占总人数的16.1%。
在第三产业方面，孚日圣迪耶是孚日省东部的政治中心，也是一个区域性的经济、文化、科教、通讯、医疗中心，数十家大型企业的在孚日圣迪耶设有分支，相关就业单位和从业人数分别达到了总量的87%和83.9%。

### 重要企业
截止2022年11月，孚日圣迪耶市镇范围内共有各类用人单位（包含自雇）3,261家，平均历史为16年，其中98.88%为中小型企业（PME），行政、医疗及社会服务是当地的主要就业岗位类型，2022年9月至11月间，当地的经济活力指数为0.83%。
| 孚日圣迪耶境内的主要大型企业 |      |              |                             |                   |           |
| 企业                         | 类型 | 领域         | 员工数量 （2021年12月31日） | 营业额 （2021年） | 数据来源  |
| Diedis                       | 总部 | 大型零售     | 165                         | 69,066,687 €      | [ 社 22 ] |
| Fibre Premium                | 总部 | 木质建材     | 9                           | 32,841,843 €      | [ 社 23 ] |
| Gantois Industries           | 总部 | 金属部件生产 | 177                         | 23,872,473 €      | [ 社 24 ] |
| Sodel                        | 总部 | 电气安装     | 179                         | 22,937,342 €      | [ 社 25 ] |
| BSA Automobiles              | 总部 | 汽车销售     | 19                          | 18,900,630 €      | [ 社 26 ] |

### 财政
2020年，孚日圣迪耶的财政收入总额为30,056,000欧元，财政支出总额为26,173,400欧元，当年的债务总额为38,865,400欧元。2021年，孚日圣迪耶市镇共获得5,752,309欧元的国家财政补助，比上一年增加了2.74%。

### 居民收入
2019年，孚日圣迪耶的人均月收入总额为2,006欧元，其中高级职员为3,677欧元，低于法国平均水平（4,230欧元）；中级职员为2,181欧元，低于法国平均水平（2,411欧元）；普通职员为1,651欧元，亦于法国平均水平（1,740欧元）。
2019年，孚日圣迪耶境内的青壮年（15至64岁）失业率为24.3%，当地36.5%的家庭拥有纳税资格，平均纳税3,049欧元，低于法国平均水平（3,910欧元）。

## 社会事务

### 教育

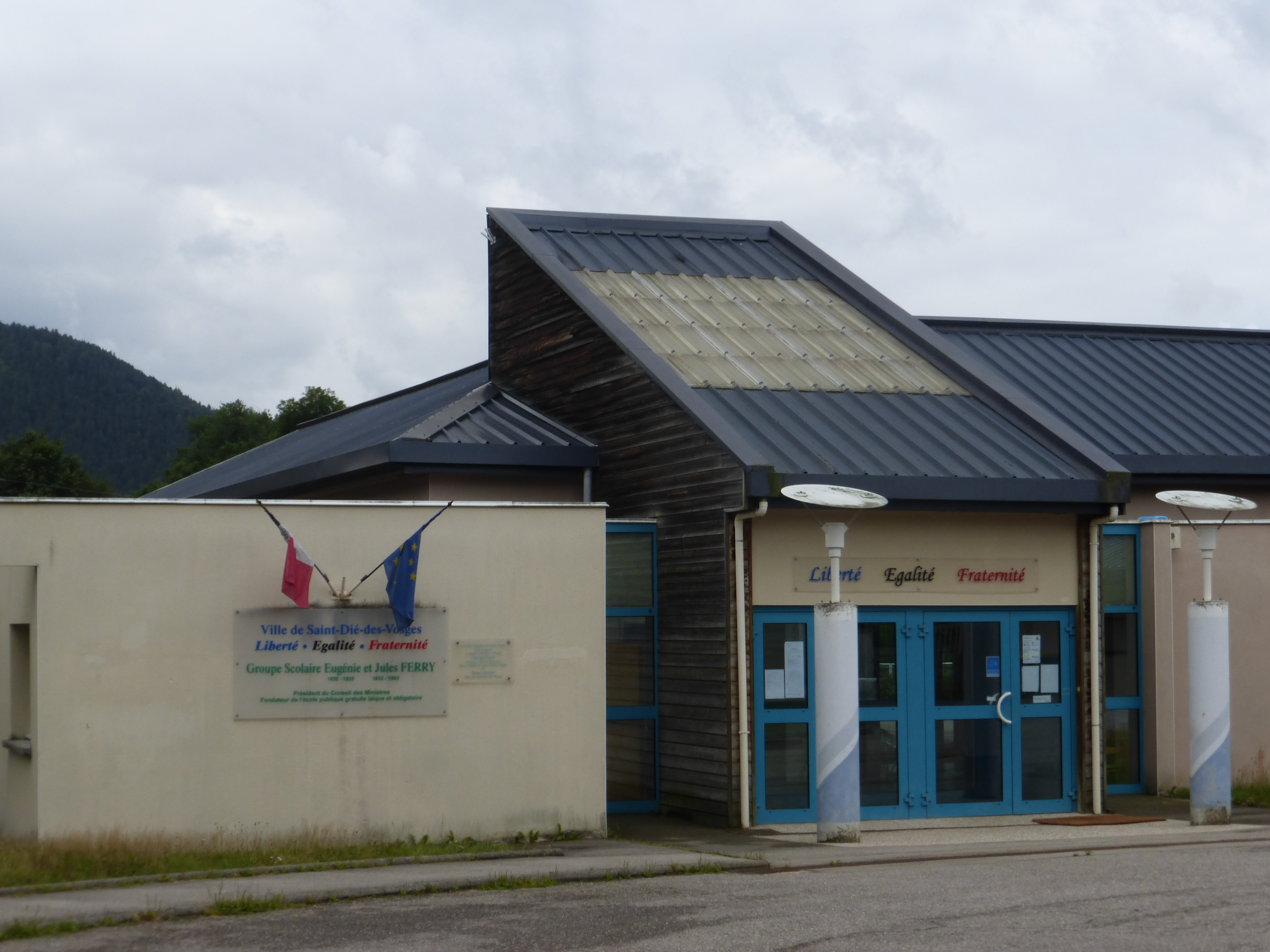
孚日圣迪耶的一所学校

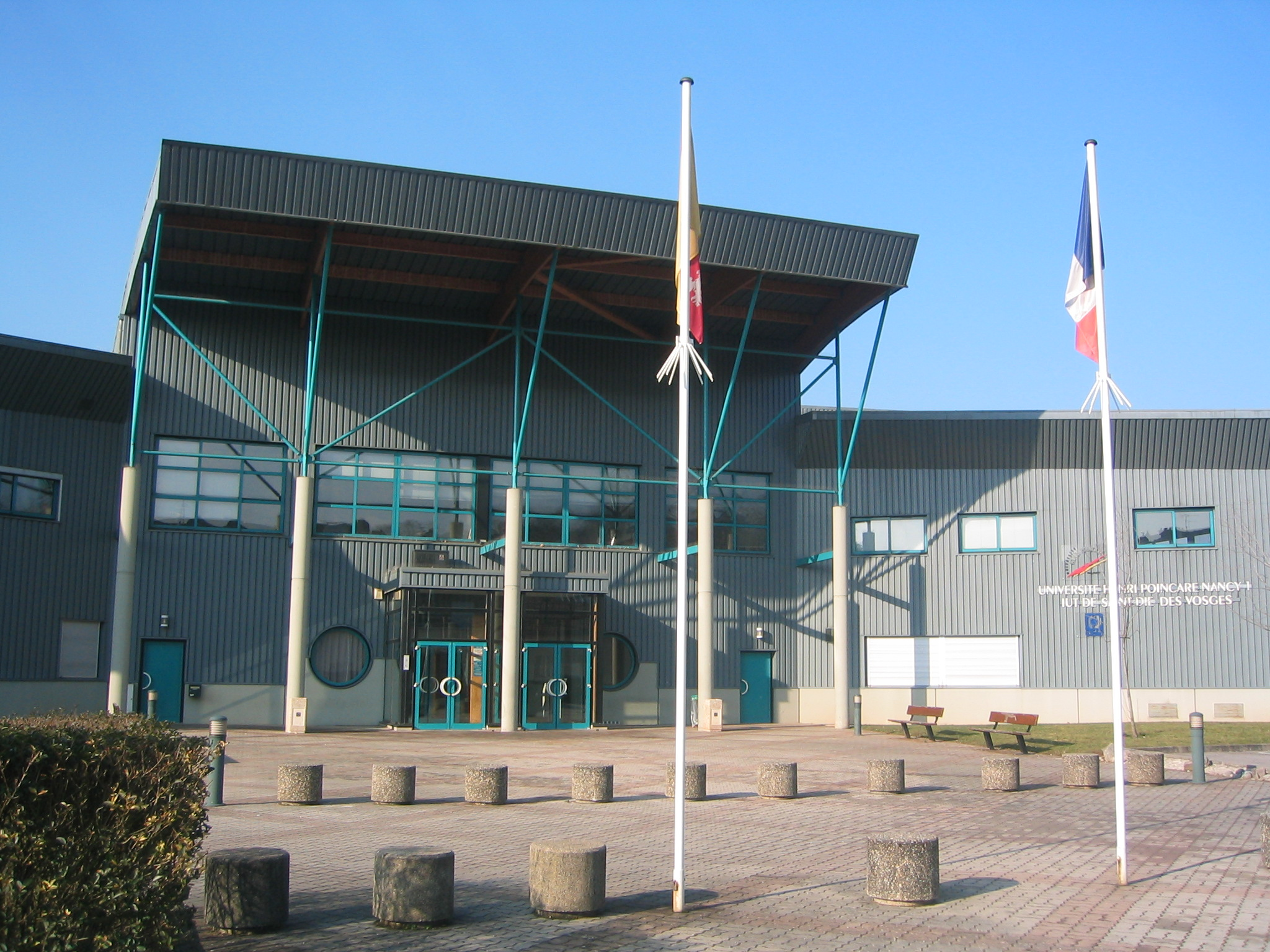
孚日圣迪耶大学技术学院

孚日圣迪耶属于南锡-梅斯学区。截止2021年1月1日，孚日圣迪耶境内共有2所幼儿园、12所小学、5所初级中学、3所普通高中和2所职业高中，其中三所高中开设有大学校预科班。2018至2019学年度，孚日圣迪耶境内共有在校中小学生3,998名。孚日圣迪耶美丽花园高级中学（Lycee Beau Jardin）毕业生在2021年毕业会考中取得平均19.1分（满分20分）的成绩，87%的考生总成绩12分以上，所有考生通过率为100%，总成绩在孚日省所有高级中学中排名第一位，在全法国则排名第38位。
在高等教育方面，高等设计工程师学院位于孚日圣迪耶，洛林大学亦在孚日圣迪耶设有一所大学技术学院，开设了多个大学技术学士文凭专业及职业本科专业。
| 孚日圣迪耶的主要高等教育机构 | 孚日圣迪耶的主要高等教育机构 | 孚日圣迪耶的主要高等教育机构 | 孚日圣迪耶的主要高等教育机构                              |
| 中文名称                     | 法语名称或缩写               | 类别                         | 开设主要专业                                              |
| ---------------------------- | ---------------------------- | ---------------------------- | --------------------------------------------------------- |
| 高等设计工程师学院           | InSIC                        | 公立大学二级学院             | - 机械工程设计（南锡国立高等矿业学校） - 设计（洛林大学） |
| 孚日圣迪耶大学技术学院       | IUT Saint-Dié                | 大学技术学院                 | - 工业电子信息工程 - 计算机 - 多媒体                      |
| 圣迪耶卫生学校               | IFSI Saint-Dié               | 卫生学校                     | - 护理                                                    |

### 医疗

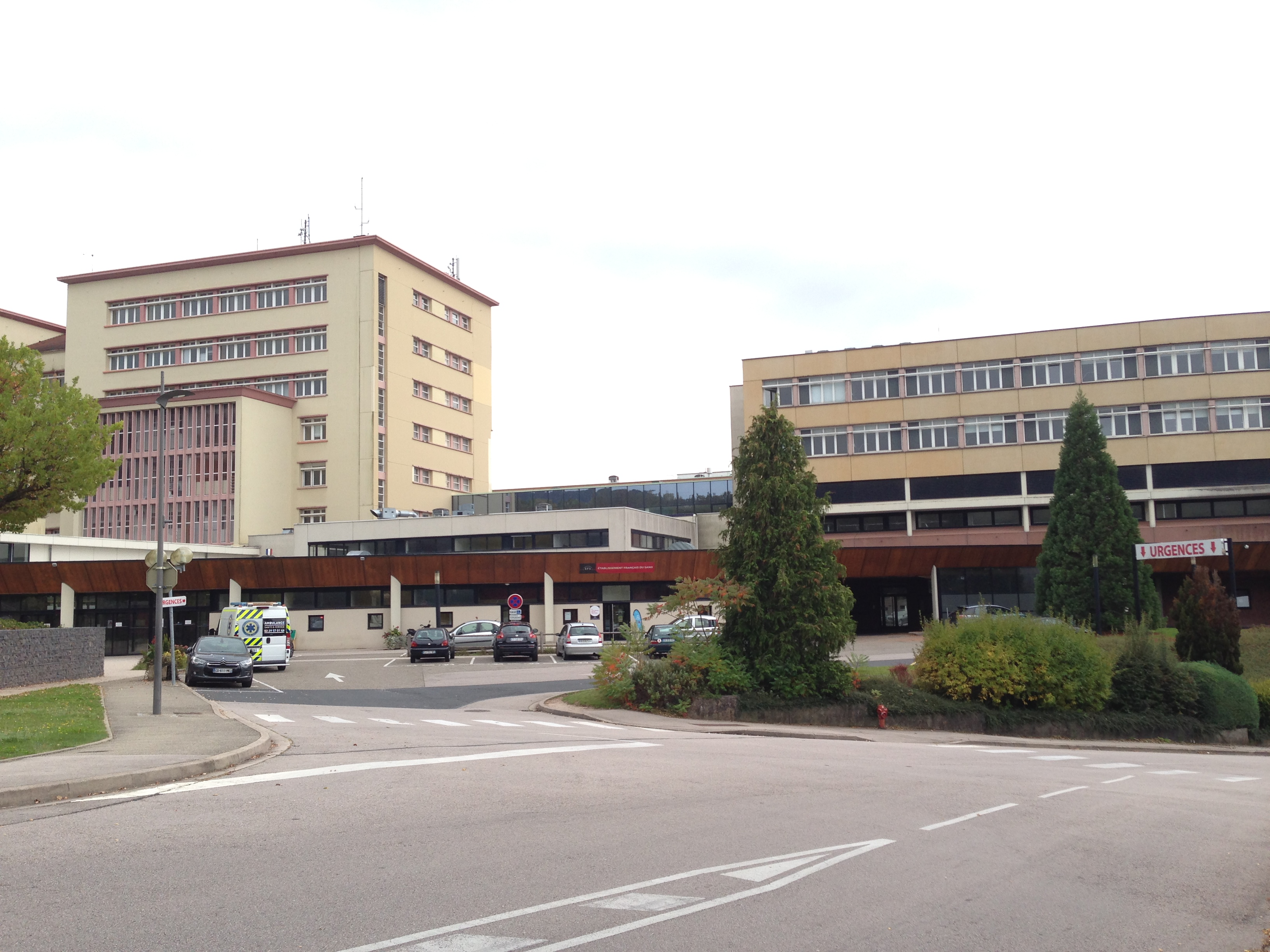
孚日圣迪耶中心医院

截止2021年1月1日，孚日圣迪耶境内共有全科医生24名、保健师23名、牙医18名、护士34名、眼科医生2名、皮肤科医生3名、助产士2名和妇科医生3名。境内共有药房11家、养老院1家、残疾人帮扶中心6家。
孚日圣迪耶中心医院（Centre Hospitalier de Saint-Dié-des-Vosges）是法国的一个区域性医疗机构，其主病区圣夏尔医院（Site Saint-Charles）位于孚日圣迪耶市区东北部的圣夏尔街区，设有床位265个，并设有紧急救援部，是当地规模最大的公立综合性医院；分病区富沙吕医院（Site de Foucharupt）位于市区南部，设有床位185个，该院主要收治慢性疾病及需要长期康复训练的病人。

### 住房

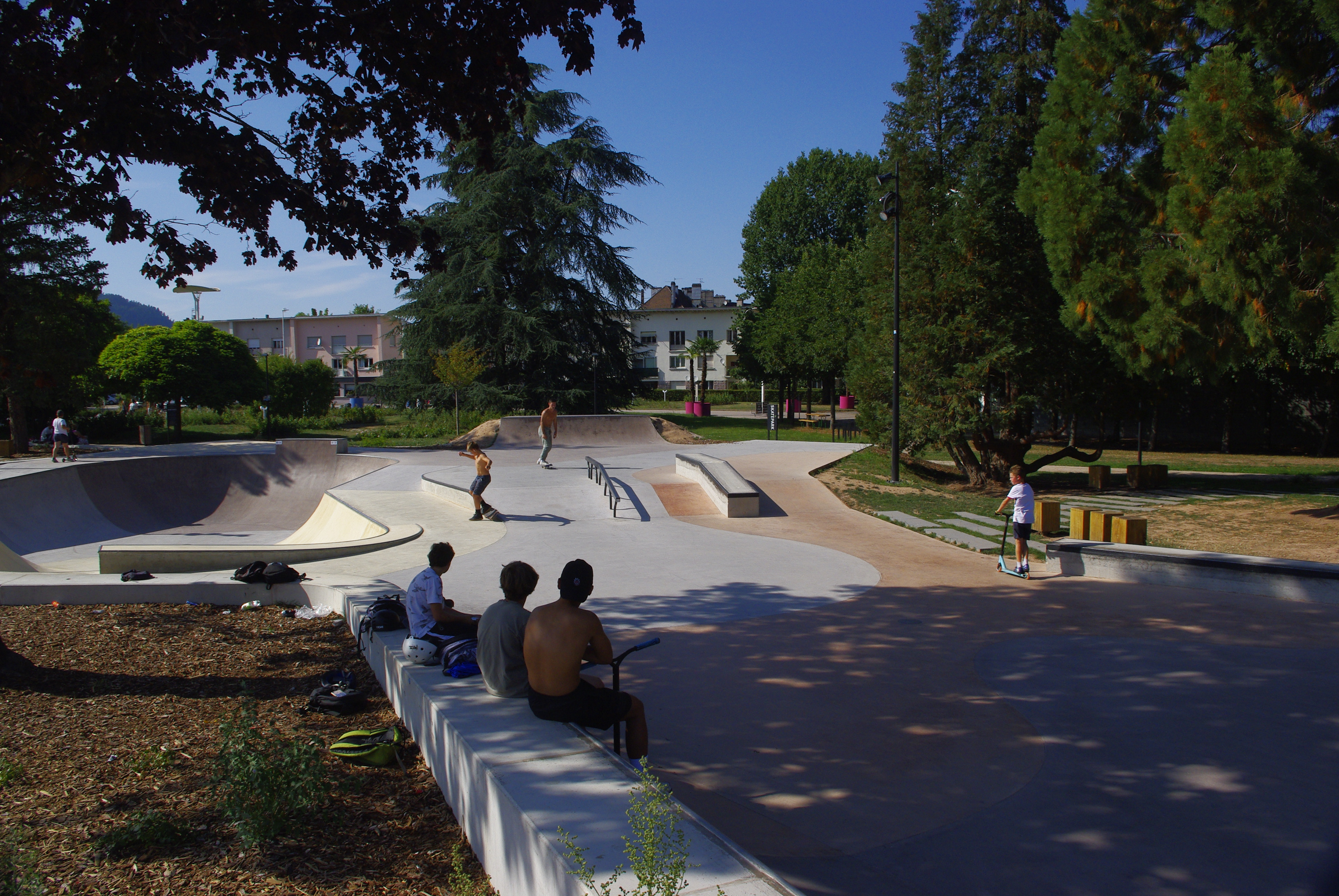
孚日圣迪耶的一处社区体育设施

2019年，孚日圣迪耶境内共有各类住房11,823套，其中33.6%为独立式居民区，主要分布于市区东北部和东南部外围；65.8%为集中式居民区，主要分布于市中心及市区西北部的圣罗克（Saint-Roch）和红鼻子街区（Nez rouges）。孚日圣迪耶市镇范围内的房价中位数为每平方米1,000欧元，低于孚日省的房价中位数（1,060欧元）。按照住户类型分类，孚日圣迪耶境内的房屋所有者和租房客占比分别为41.1%和57.3%，常住房屋占孚日圣迪耶市镇范围内居民建筑总量的80.2%；按照房屋大小分类，当地291户住房的居住面积小于30平方米，1,199户住房的居住面积超过120平方米；按照住房年限分类，孚日圣迪耶境内1919年以前和2005年以后修建的居民房屋总数分别为592户和585户。
在住房保障政策方面，2021年，孚日圣迪耶境内共有3,741户家庭获得了住房经济补助，受益人数占总人口数量的19.1%，其中3,626份为房租补助。孚日圣迪耶城市圈公共社区自2017年起启动市际区域城市规划方案（PLUi），预计2023年完成设计，并将于2023年12月开始实施，该方案是这一地区社会发展的纲领性文件，住房新建和改造事务亦为该方案的一部分。

### 商业

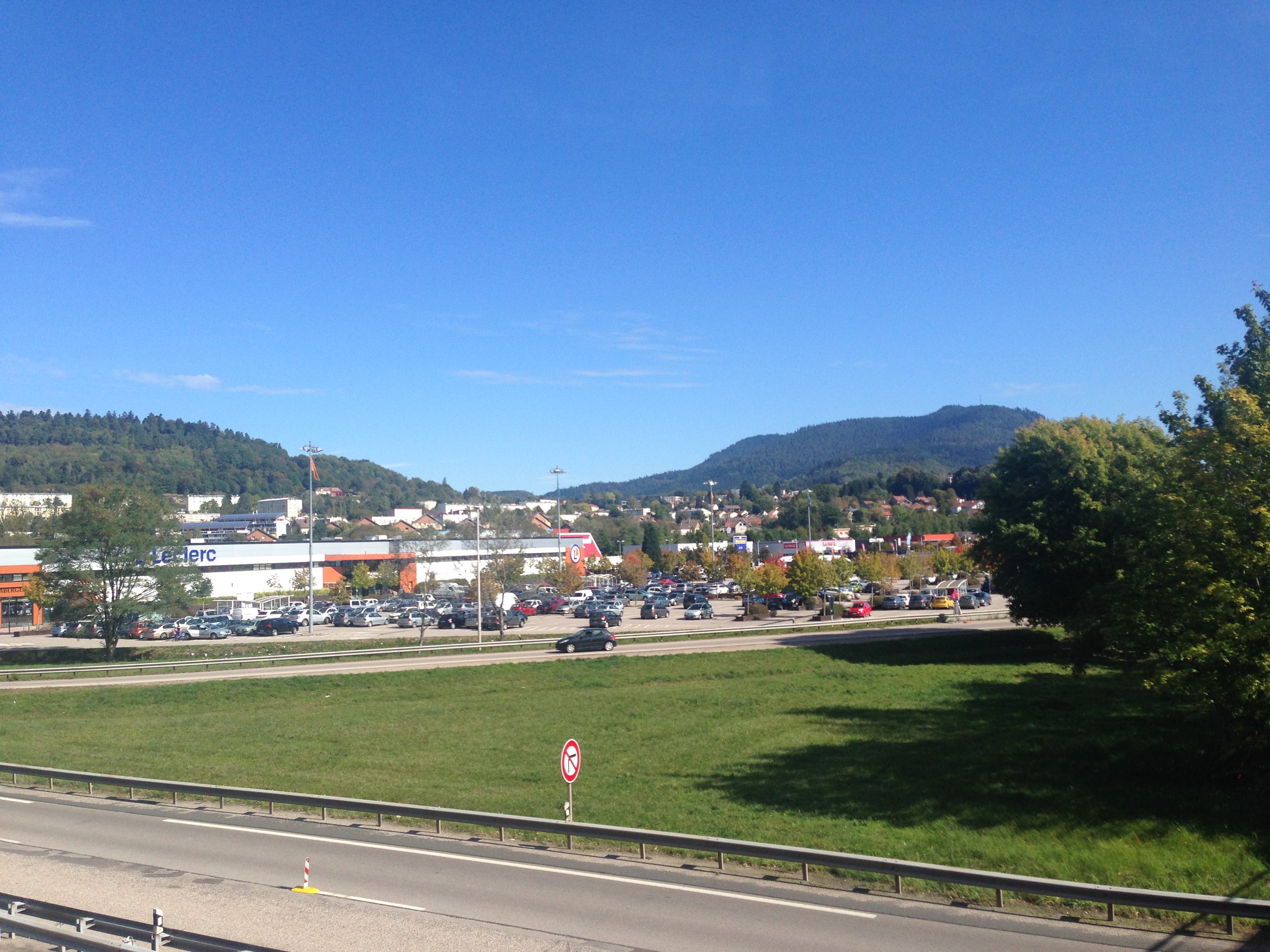
孚日圣迪耶西北部的埃利厄勒商业中心

2021年，孚日圣迪耶境内共有各类实体商铺484家，其中餐厅71家、大型超市8家、杂货店9家、面包房17家、肉铺6家、书店7家、装饰品店2家、银行门店11家、美容美发店49家、汽车维修店22家。
孚日圣迪耶的传统商业街区位于市中心的梯也尔街（rue Thiers）至阿尔萨斯街（rue d'Alsace）一线，协和街（rue Concorde）附近建有露天集市广场。现代大型商业街区主要位于城市外缘，其中市区西北部的埃利厄勒街区（Hellieule）建有大型开放式商业街区，有E.Leclerc、Aldi、Lidl、迪卡侬、汉堡王等商业餐饮机构。孚日圣迪耶市区东南的圣玛格丽特亦有大型商业街区分布。

### 媒体

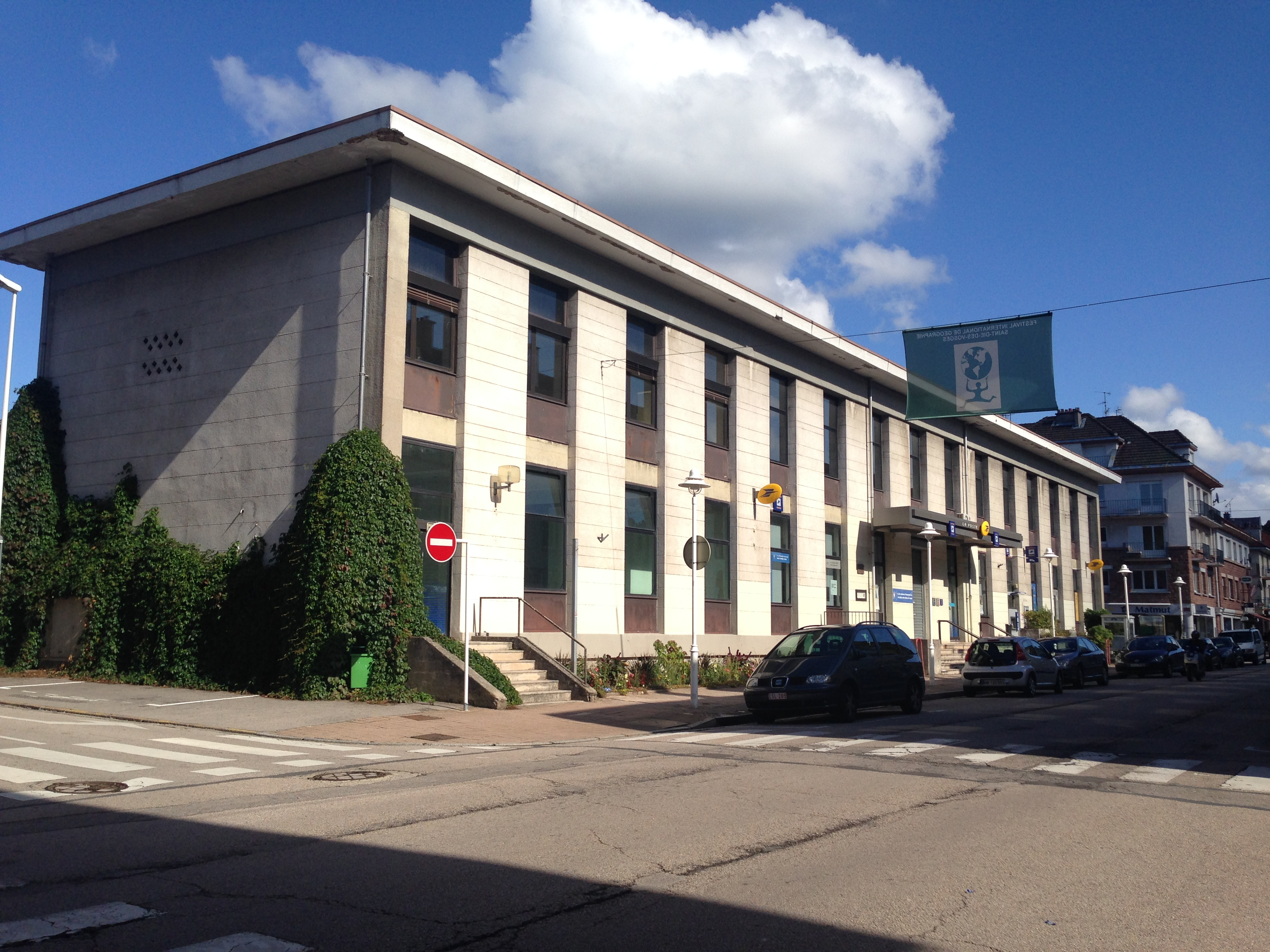
孚日圣迪耶邮局

法国主要的媒体均可在孚日圣迪耶接收，法国电视三台下属的大东部大区频道在部分时段播出孚日圣迪耶所属区域的地方新闻。《孚日早报》是孚日省的省级媒体，在孚日圣迪耶设有一处编辑部。孚日圣迪耶市政府则每月发布《市政杂志》（Magazine municipal），主要刊登当地各类生活及文化讯息，免费向当地民众发放。此外孚日圣迪耶的主要地方性媒体还有孚日电视台（Vosges TV）、蓝色法兰西南洛林广播、《百分百孚日》等。

### 环境
孚日圣迪耶的环境事务由其所属的孚日圣迪耶城市圈公共社区联合各级政府协调负责。自1989年起，当地的城市饮用水由法国苏伊士水业公司负责供应和管理。默尔特河畔建有拉佩什里污水处理中心（Station d'épuration de La Pêcherie），每天可处理近3,000立方米的生活污水。孚日圣迪耶市区西北部建有一处垃圾回收站，每户家庭每天可在此倾倒1立方米的生活垃圾。
2019年，孚日圣迪耶境内共有五家污染企业：Ancienne Concession Peugeot（废旧汽车处理）、Esso Saf（加油站）、Société Dam（机械）、Stahv Saint Dié（运输）和Vosges Bois Lamelles（木材加工）。距离孚日圣迪耶最近的大气环境监测点位于克松吕-隆日梅境内，2015年该监测点测得的二氧化氮浓度平均值为4µg/m³、臭氧浓度平均值为79µg/m³、二氧化硫浓度平均值为0。孚日圣迪耶境内设有一处水环境监测点，该地2015年测得的水体坤化物浓度为1µg/L、汞化物浓度为0.05µg/L、硝酸盐浓度为3.2mg/L、磷酸三正丁酯浓度为0.1µg/L。

### 治安
截至2022年11月，孚日圣迪耶市镇范围内共有一处派出所和一处宪兵队。孚日圣迪耶消防站有26名消防员和70名义务消防员，每年平均出动近三千次。
孚日圣迪耶及其附近的共5个市镇是圣迪耶警区（zone police de Saint Die）的管辖范围。2020年，该警区累计记录各类案件1,156起，其中盗窃类案件479起，经济类案件160起，毒品交易类案件164起。

## 文化
2021年，孚日圣迪耶境内共有1家剧场、2家电影院和1家博物馆。Trainland是当地的一家私人博物馆，展出了1,500件不同比例的铁路模型展品。
孚日圣迪耶城市圈公共社区在孚日圣迪耶设有让·德拉封丹多媒体中心（Médiathèque Jean-de-la-Fontaine），最初建于1965年，后于2016年迁入新址，现每周二、三、五、六向公众开放。

### 城市形态

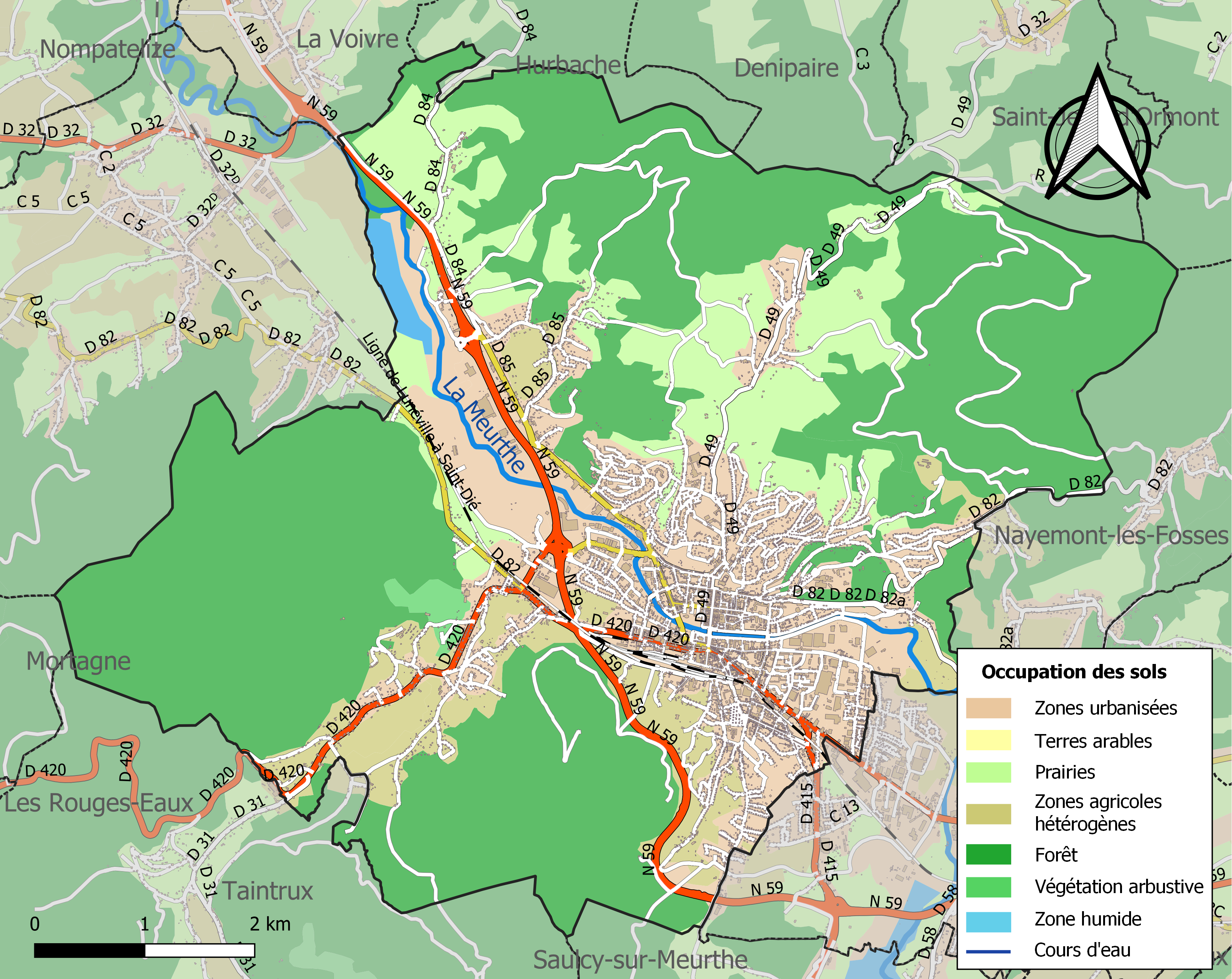
孚日圣迪耶土地利用情况地图

孚日圣迪耶的核心区域位于默尔特河两侧，由于这一区域的默尔特河水深较浅，水流湍急，加之历史上多次发生洪涝灾害，故其城市并未沿河而建。在19世纪中期以前，圣迪耶的城市核心区域位于默尔特河右岸的一处地势较高的地带；后随着铁路的修建，圣迪耶的城市扩张至河流左岸，其城市主轴线与默尔特河垂直分布，使得圣迪耶走向趋于南北。20世纪后，随着默尔特河圣迪耶段的整治，河畔区域开始得到开发，河流逐渐成为圣迪耶城市景观的一部分。
圣迪耶在第二次世界大战期间遭遇毁灭性的打击，其核心区域的建筑物尽数坍塌；战后，圣迪耶的城市重建工程由柯布西耶负责。在其原有主干道的基础上，圣迪耶市中心的街道多被规划为棋盘状，梯也尔街两侧兴建了整齐的柯布西耶式建筑。除此之外，圣迪耶城市外部亦修建了多处集中式居民区。
现代孚日圣迪耶的城市规划事务由当地的城市圈公共社区牵头负责，孚日圣迪耶的克勒曼街区因设施老化而成为其城市规划的重点，该街区的一些老旧高层建筑自21世纪10年代以来陆续拆除，当地政府还组织其居民参与讨论街区规划建设。除克勒曼外，孚日圣迪耶还有多个城市规划项目，其中火车站附近的综合交通枢纽广场于2021年启动，其附近街道的翻新改造工程已于2022年8月基本完工。

### 建筑
孚日圣迪耶始建于中世纪，但由于该城在二战期间遭到严重破坏，当地的大部分建筑始建或重建于20世纪50年代。2019年，孚日圣迪耶获得由法国建筑遗产协会（CNPA）授予的“特色城镇”称号。孚日圣迪耶圣迪耶大教堂、孚日圣迪耶城堡等为法国国家文物保护单位，位于镇中心、高达36米的自由之塔是当地的地标性建筑物。

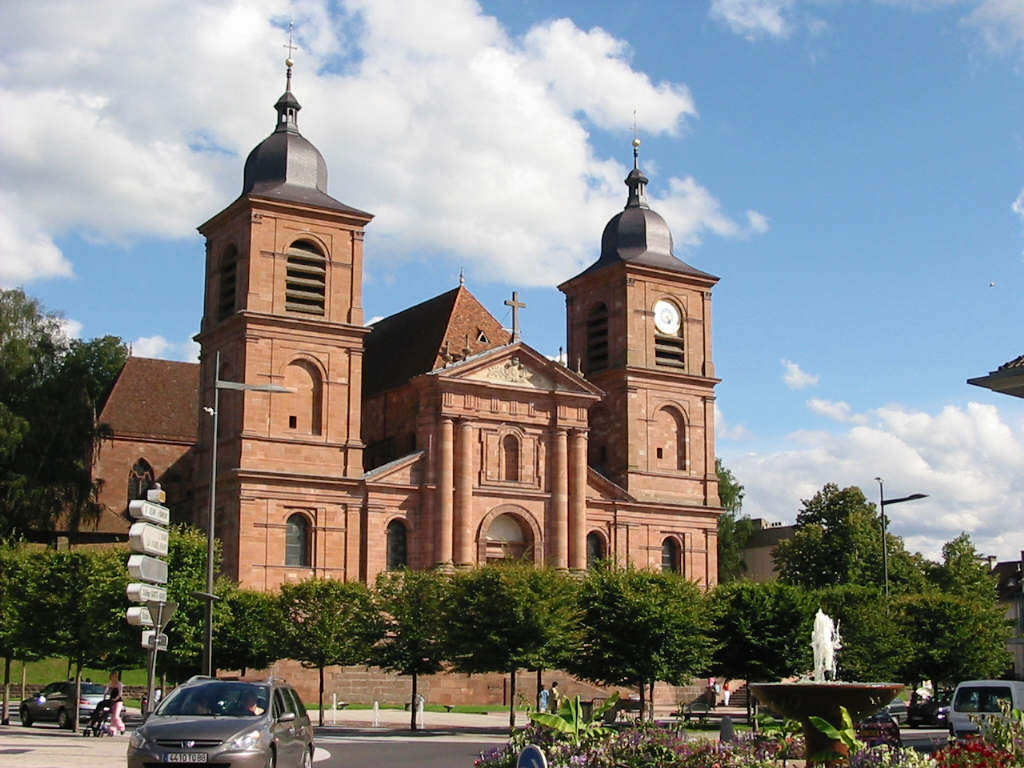
圣迪耶大教堂（法语：Cathédrale Saint-Dié de Saint-Dié-des-Vosges）
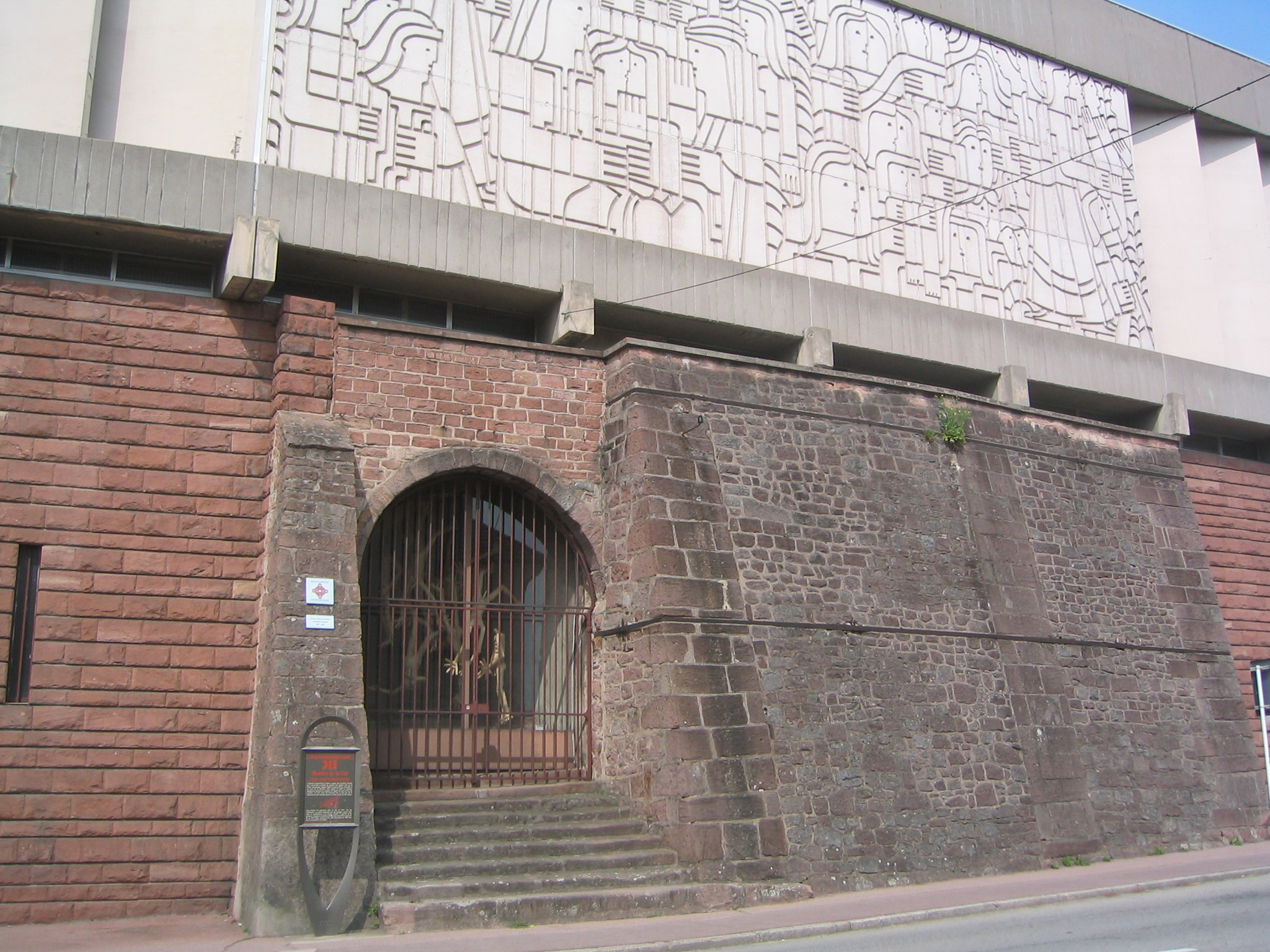
城堡入口
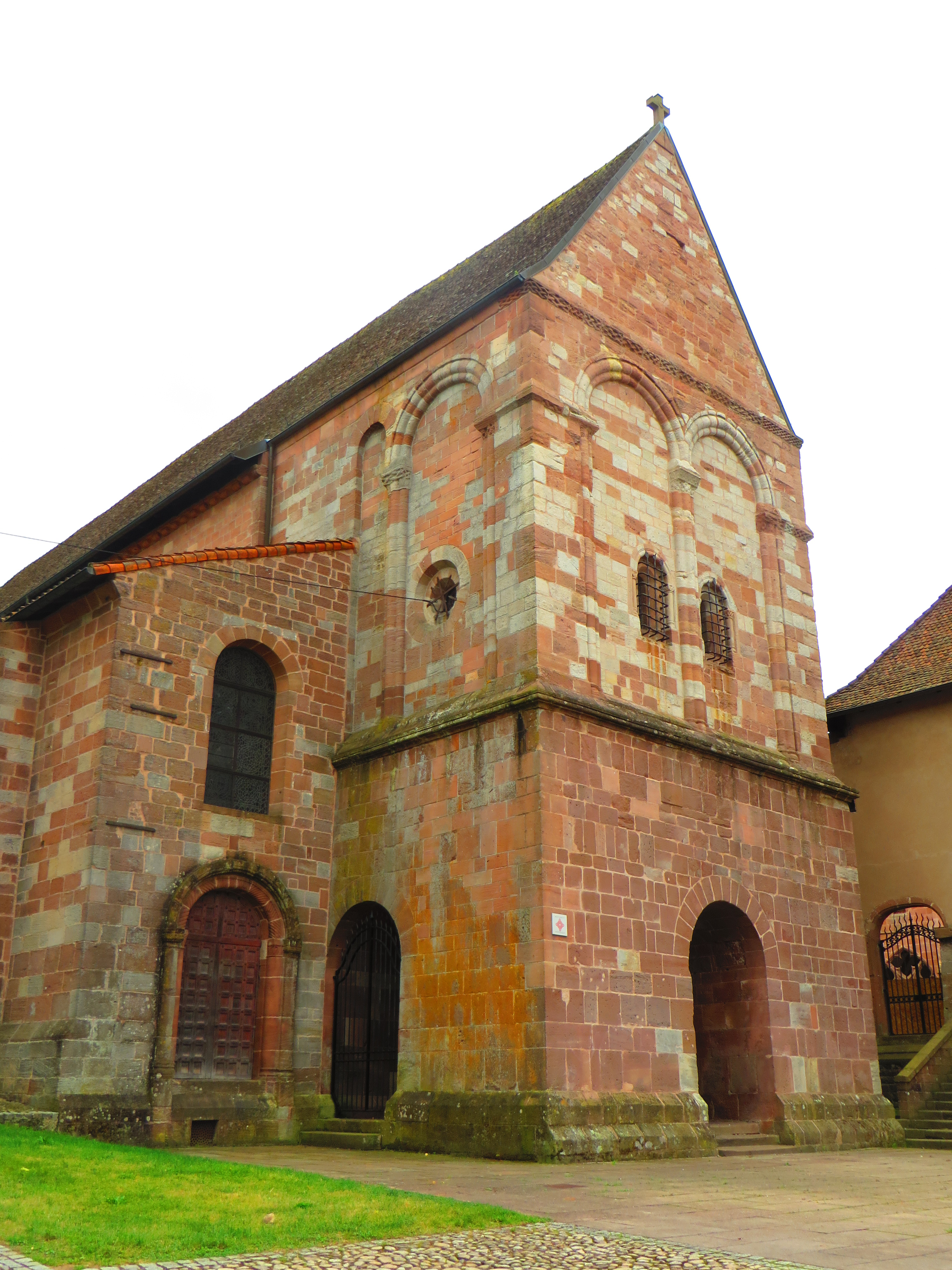
圣母教堂（法语：Église Notre-Dame de Saint-Dié-des-Vosges）
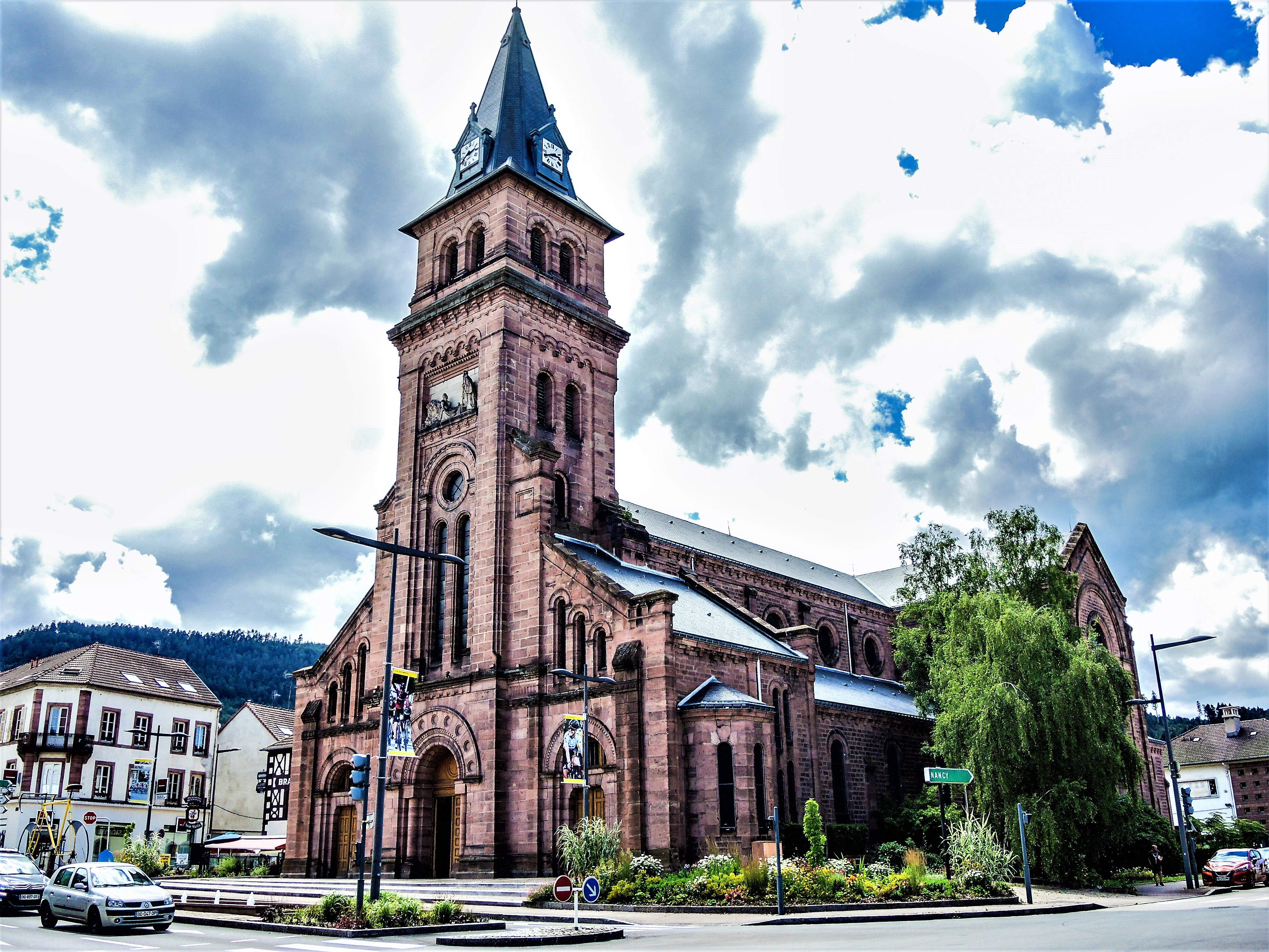
圣马丁教堂（法语：Église Saint-Martin de Saint-Dié-des-Vosges）
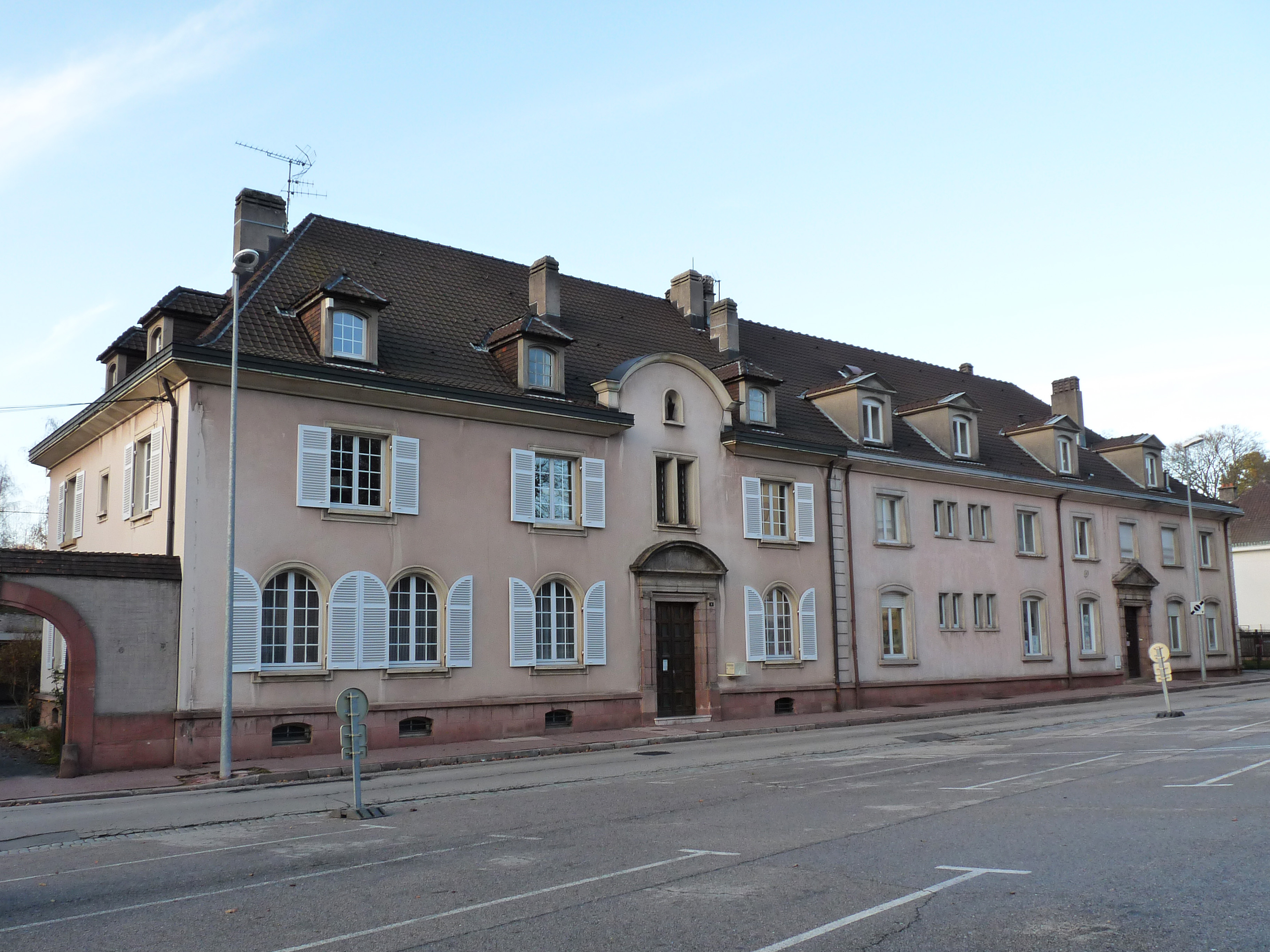
疗养院（法语：Cure de Saint-Dié-des-Vosges）旧址
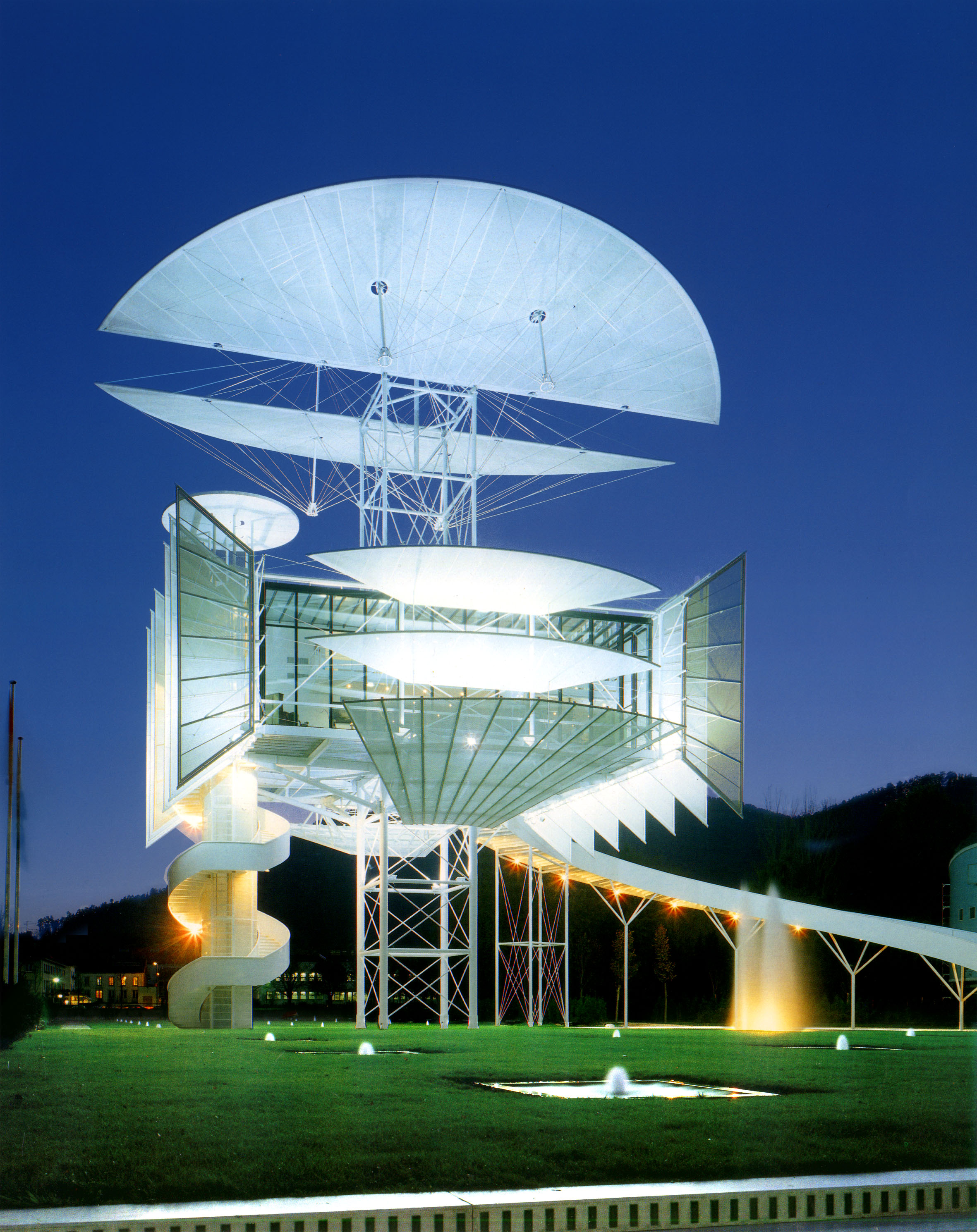
自由之塔
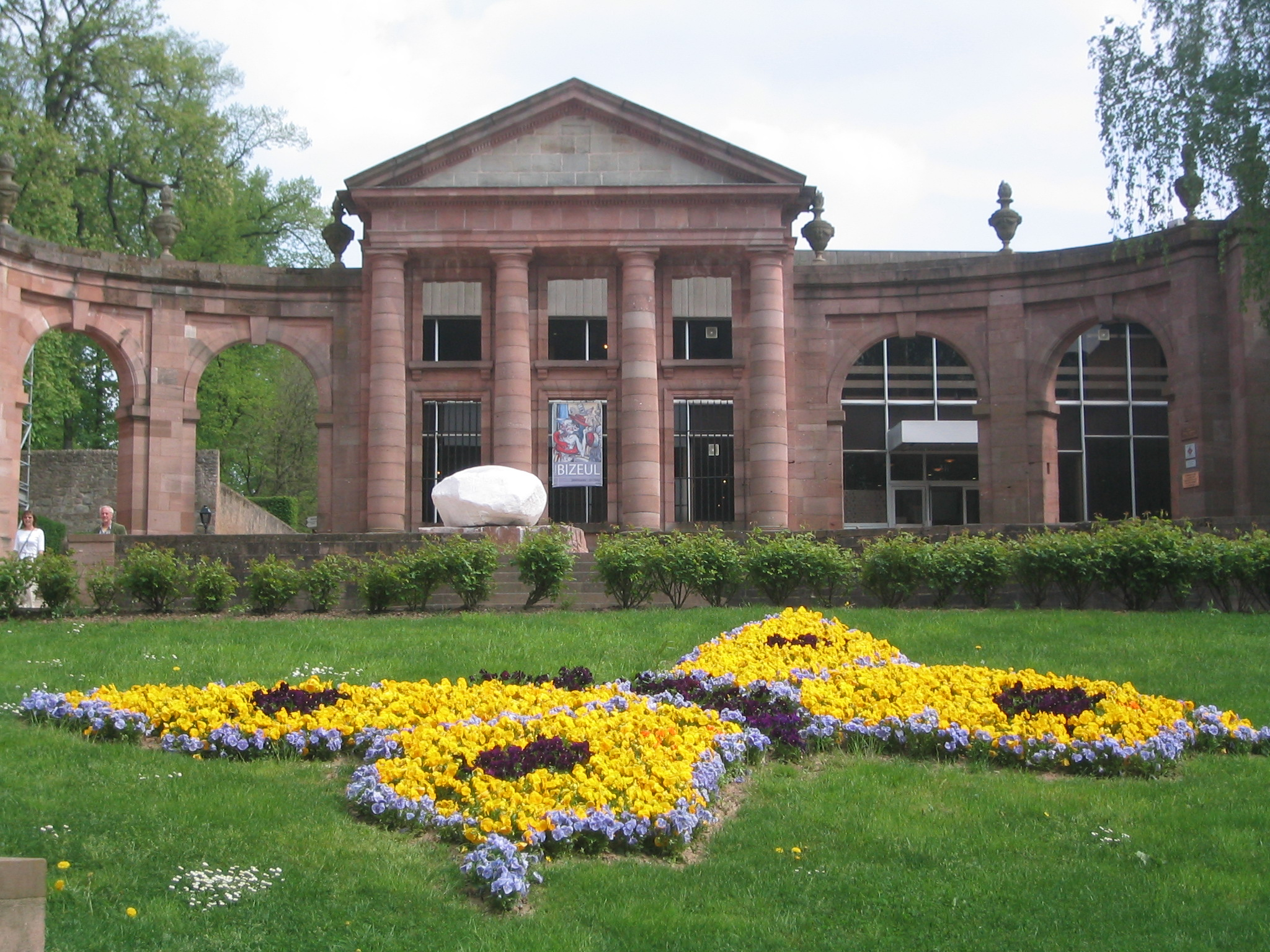
加拉济耶尔宫（法语：Palais de la Galazière）
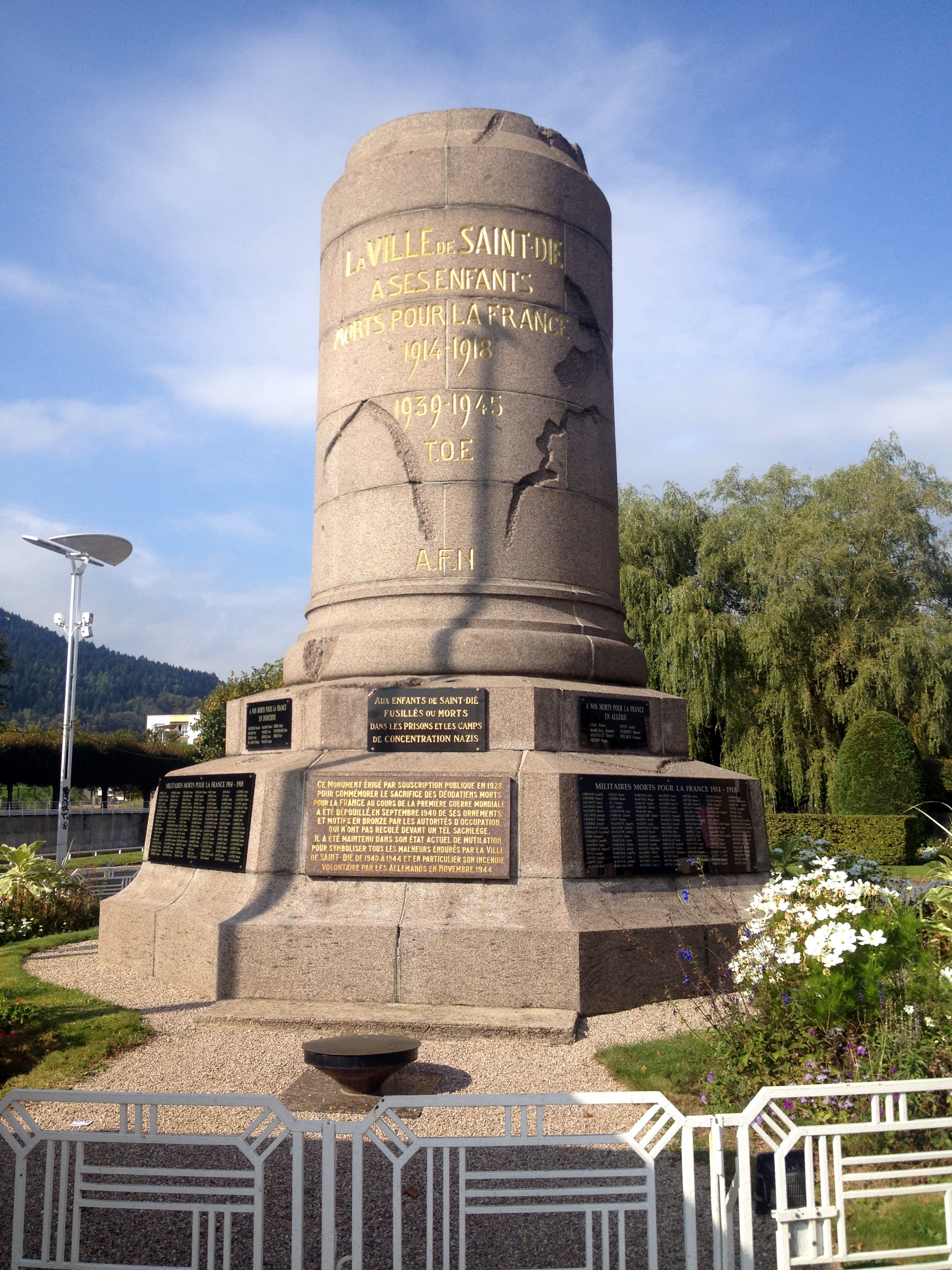
一战纪念碑

### 宗教

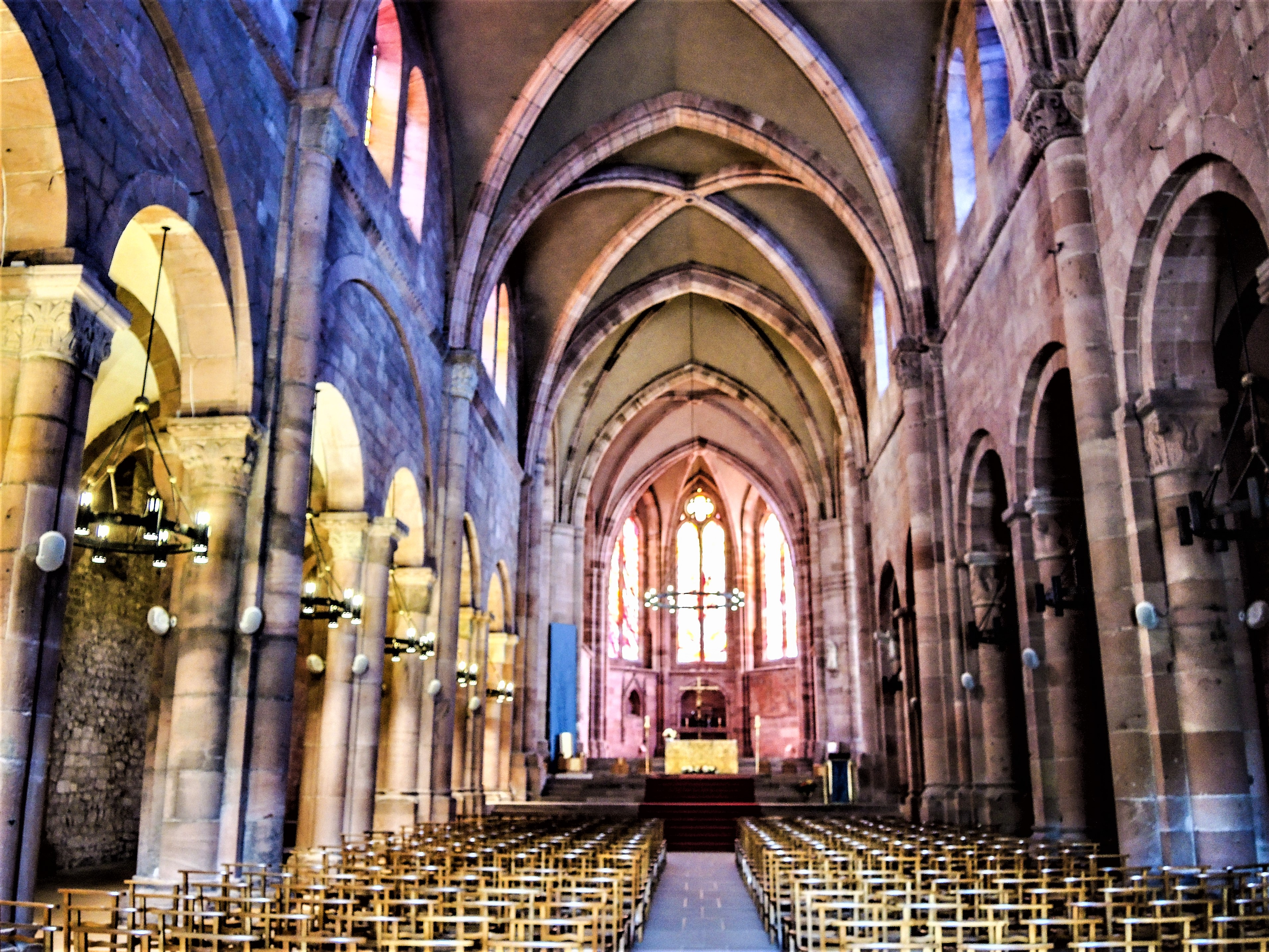
圣迪耶大教堂大厅

孚日圣迪耶是天主教圣迪耶教区的一部分，该教区于1777年由原图勒教区拆分而来，1953年起其行政中心迁至埃皮纳勒，但教座依然保留于孚日圣迪耶，自2016年6月起，迪迪埃·贝尔泰开始担任该教区主教职务。孚日圣迪耶堂区的范围与其市镇重叠，截至2022年9月，该堂区内共有三处教堂和四处祷告室，其中圣迪耶大教堂是主教座所在地，也是当地主要的天主教活动中心。
孚日圣迪耶清真寺（Mosquée de Saint-Dié-des-Vosges）位于市区东南部，建成于2012年9月，是当地主要的穆斯林活动中心。新清真寺修建计划自2022年9月起启动，预计2023年斋月前夕完成修建。
距离孚日圣迪耶最近的佛教文化中心位于市区东北10公里外的吕斯境内。

### 旅游

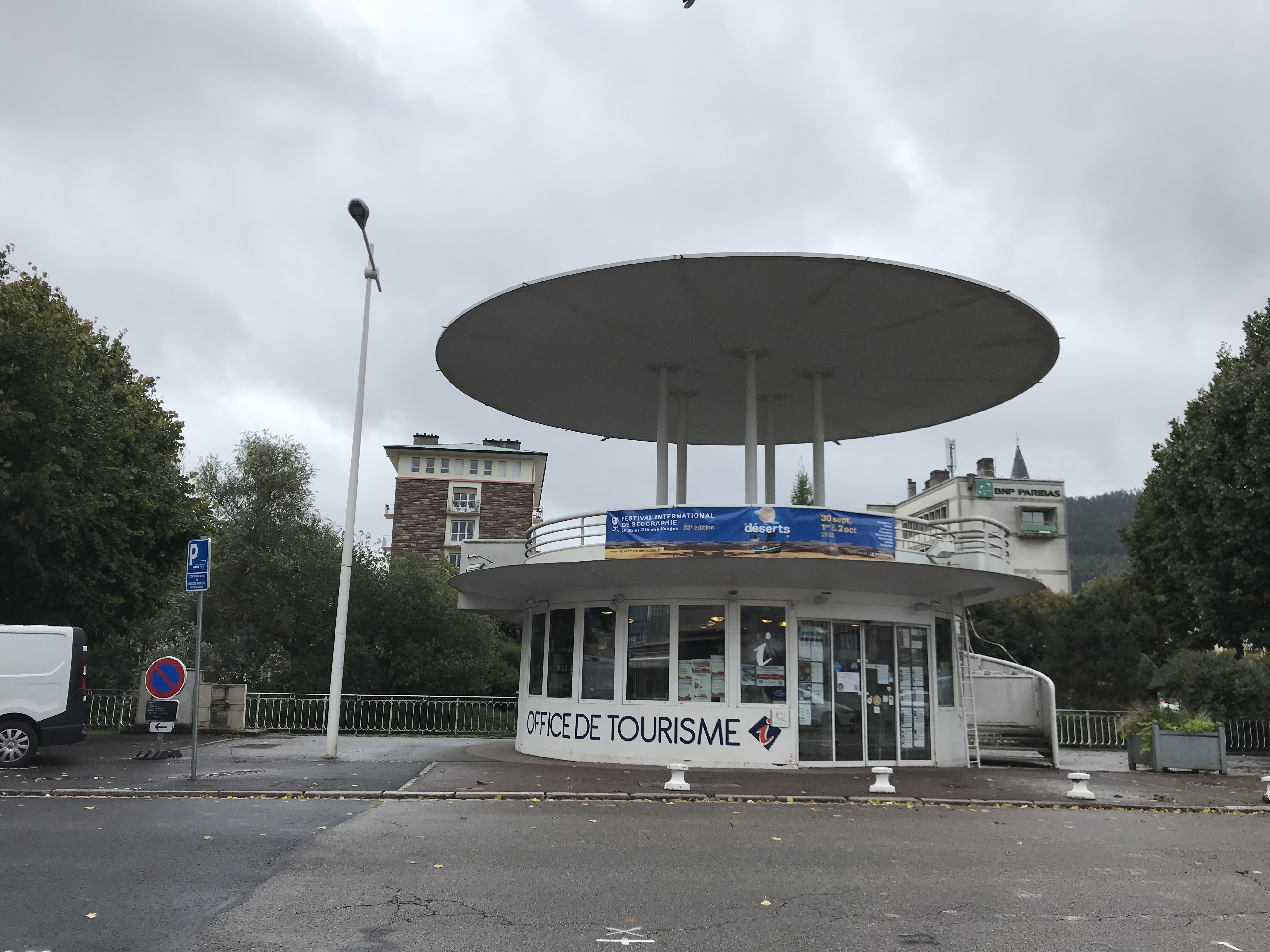
孚日圣迪耶游客接待中心

孚日圣迪耶的旅游事务由其所属的孚日圣迪耶城市圈公共社区负责，其市中心建有一处游客接待中心，为当地游客提供旅游资讯服务。
在旅游接待设施方面，2021年，孚日圣迪耶境内共有7家酒店共计283间房间，其中包括三家三星级酒店、两家二星级酒店和两家无星级酒店。此外，孚日圣迪耶境内还有一处野营车停车场，可同时容纳42辆普通野营车。

### 体育

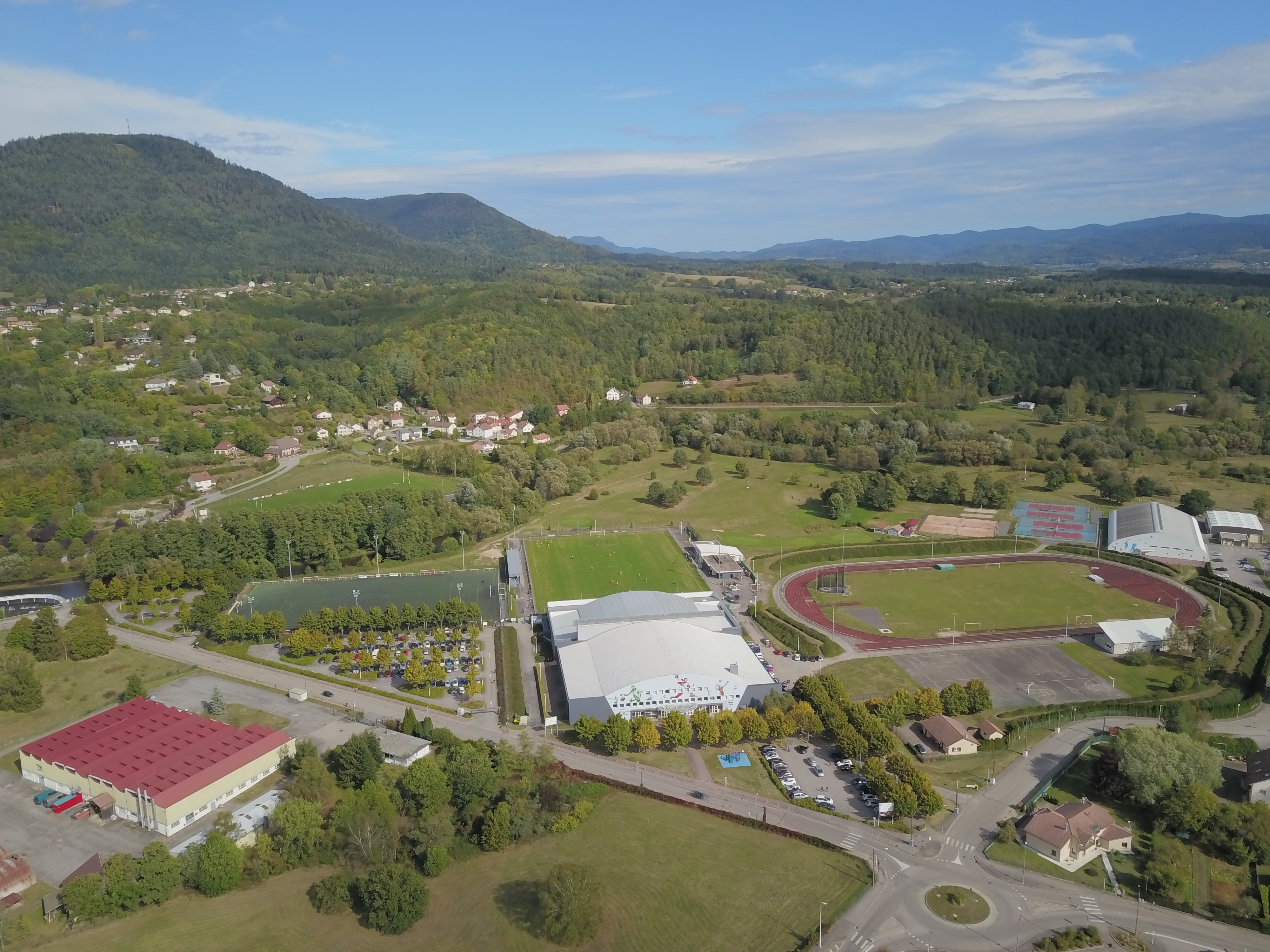
埃米尔·让皮埃尔球场

2021年，孚日圣迪耶境内共有1家游泳池、4间体育馆、2座综合体育场、10处网球场、10处足球或橄榄球场、4处篮球或排球场以及1处高尔夫球场。
截至2022年11月，孚日圣迪耶境内共有两家注册足球俱乐部。代奥达蒂联合体育俱乐部（编号500357）是当地代表性足球俱乐部，成立于1946年，于2019年重组并更名为“圣迪耶凯尔曼联合体育俱乐部”（Stades réunis Saint-Dié Kellermann），2022至2023赛季参加大东部大区足球联赛乙组（法国第七级别），其主场为埃米尔·让皮埃尔球场（Stade Émile Jeanpierre）。除足球外，孚日圣迪耶还有多个团体运动项目，其中孚日圣迪耶排球俱乐部是当地的一支职业女子排球俱乐部，其注册地址位于圣玛格丽特，2022至2023赛季参加法国女子乙级排球联赛。孚日圣迪耶橄榄球俱乐部（SDRB XV）、圣迪耶篮球俱乐部（Saint Dié Vosges Basket）和孚日圣迪耶手球俱乐部（Handball Saint-Dié-des-Vosges）则均为当地的业余体育团体，2022至2023赛季参加区域性的联赛。
在体育设施方面，Géoparc建于2005年，位于孚日圣迪耶市区西北部，是一个私人体育训练中心，建有卡丁车赛道及水上运动设施。2021年6月，孚日圣迪耶圣罗克街区新建了一处社区综合体育活动中心。
2019年环法自行车赛第五赛程日和2022年环法女子自行车赛第五赛程日的终点站均设于孚日圣迪耶。

### 国际地理节
孚日圣迪耶是《宇宙学入门》以及《瓦尔德泽米勒地图》的诞生地，被称为“世界地理之都”。国际地理节是一个学术性的文化活动，自1990年起每年秋季在孚日圣迪耶举办，展会期间其市区内的主要公共设施常被用作展览会场、讲堂或交流中心。

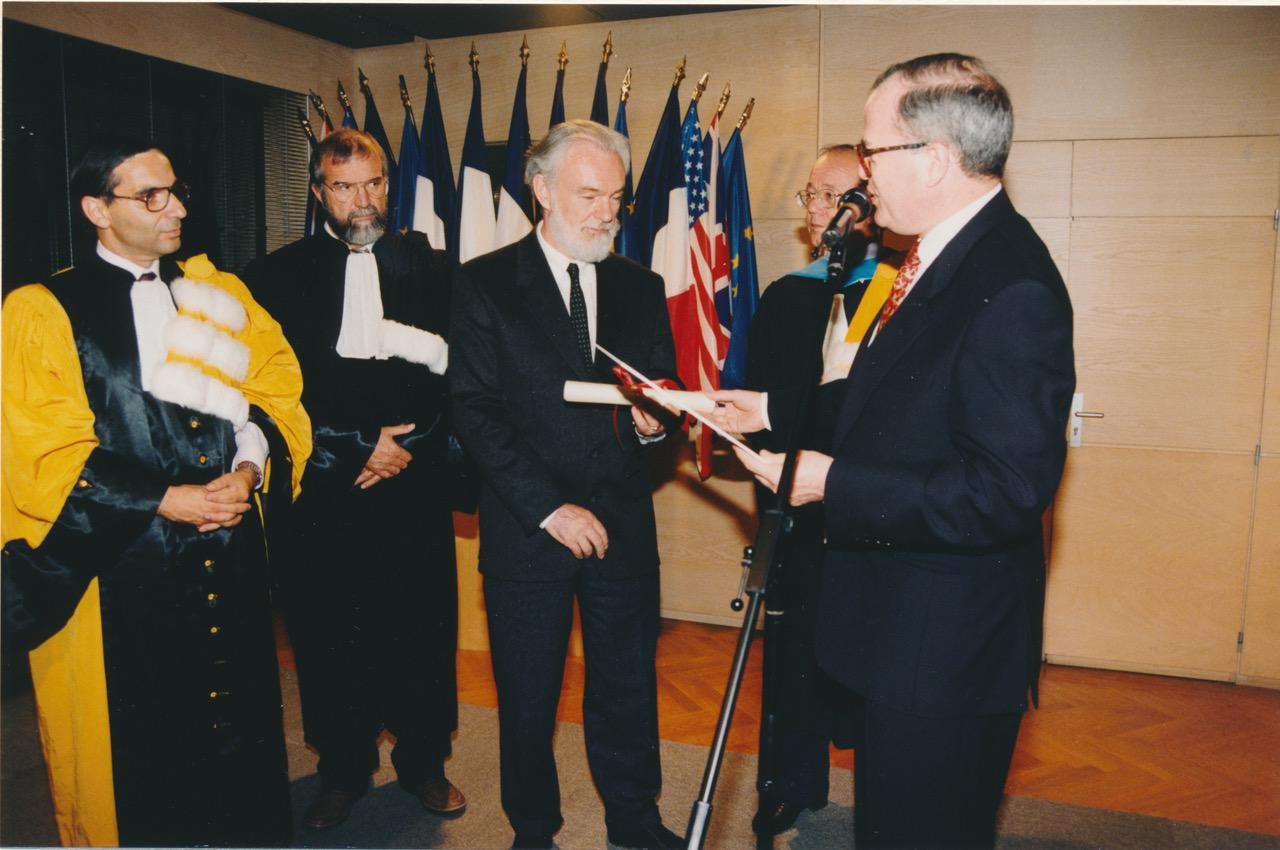
沃特兰·吕德奖（法语：Prix Vautrin-Lud）颁奖现场 （大卫·哈维，1995）
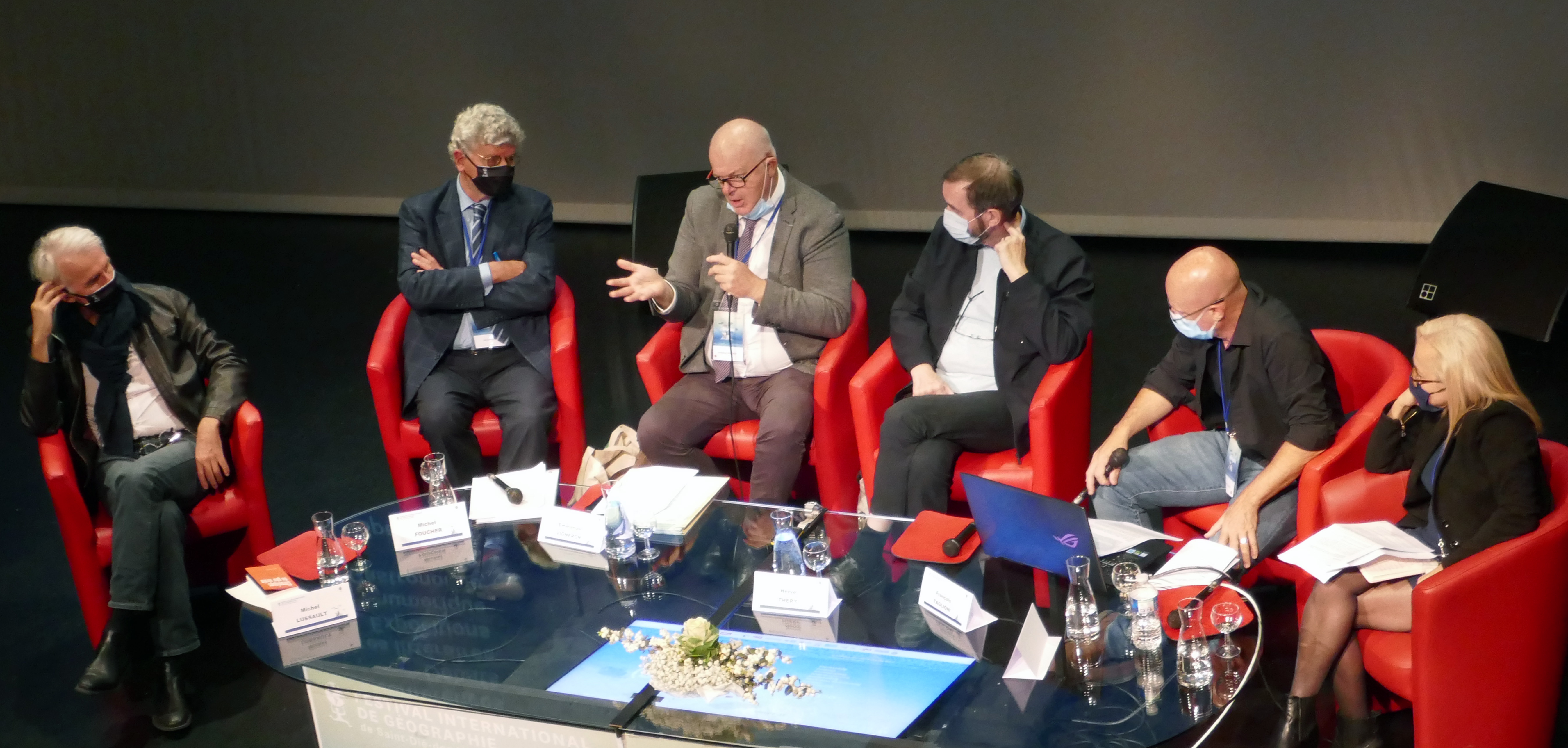
地理辩论赛 （2019）
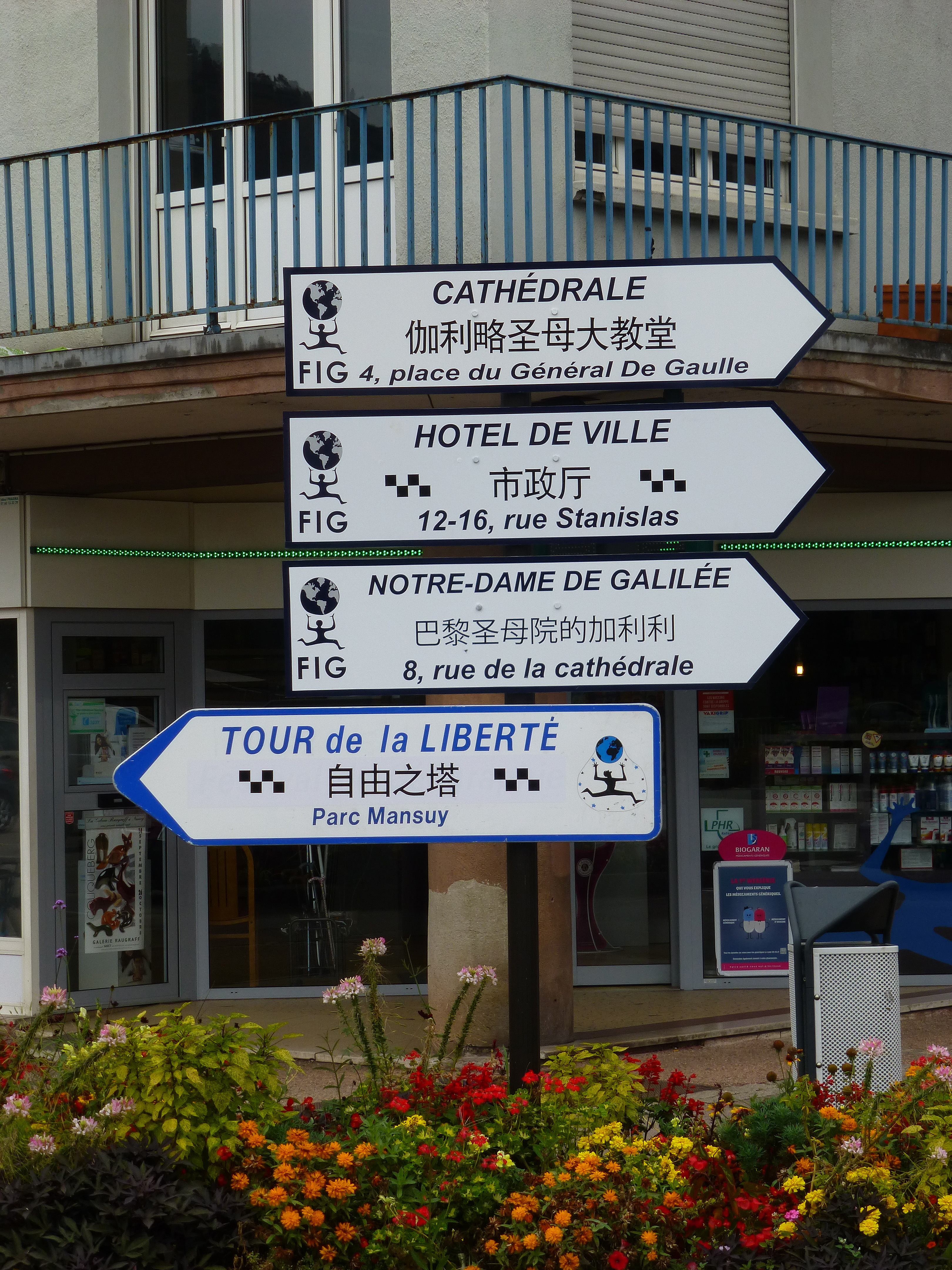
中文路牌 （2013）
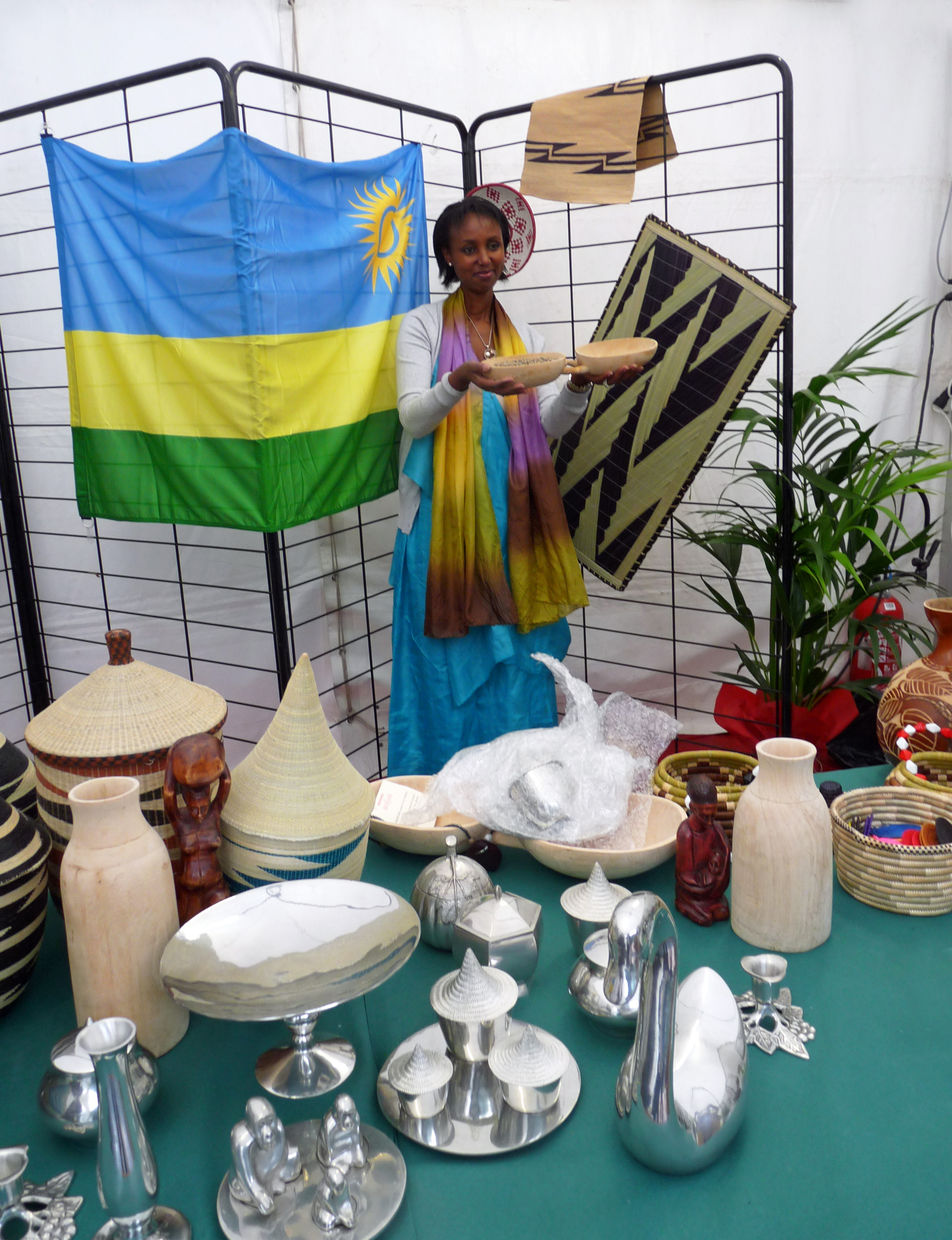
手工艺品展示 （2011）
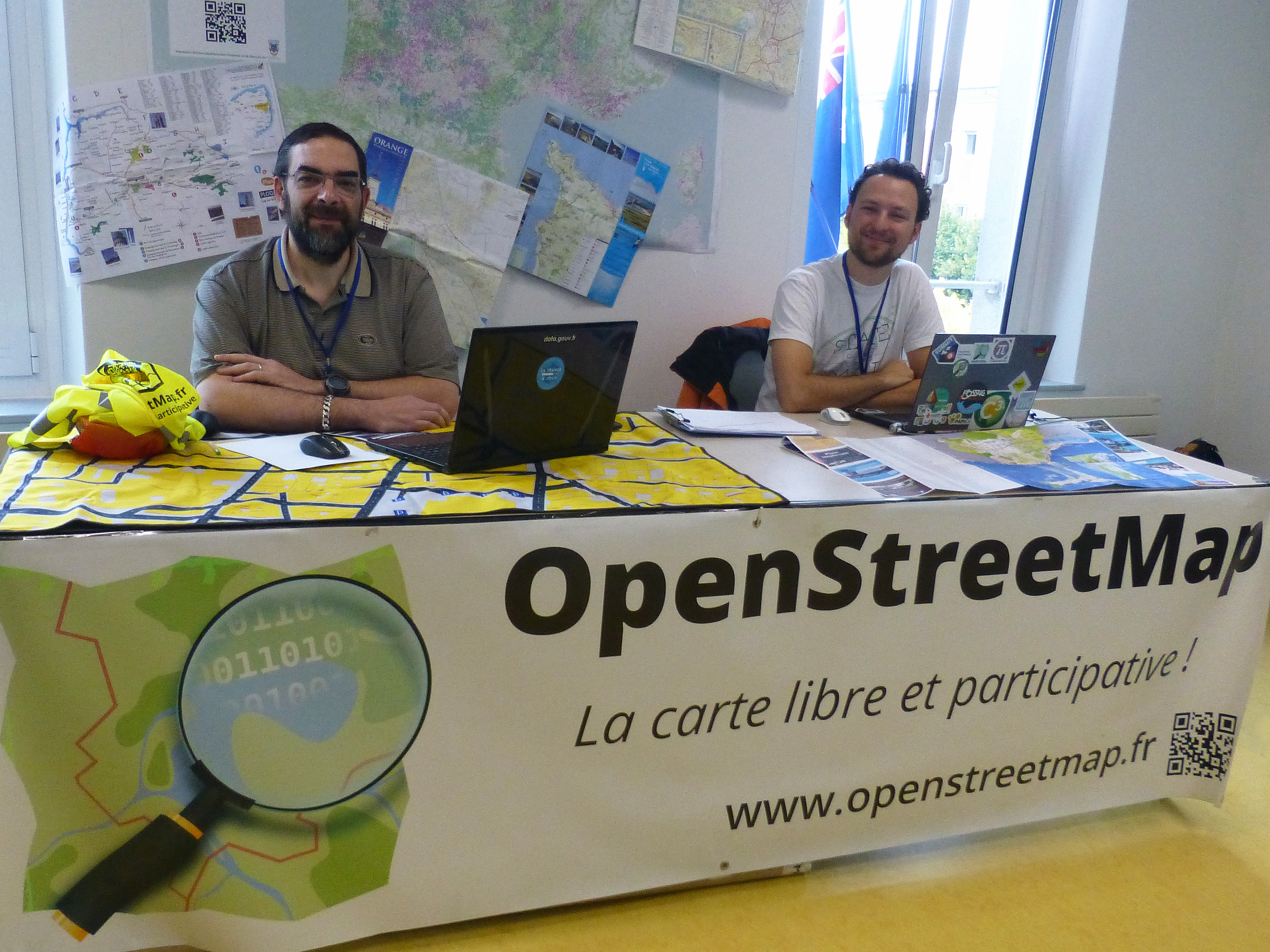
Openstreetmap展台 （2015）
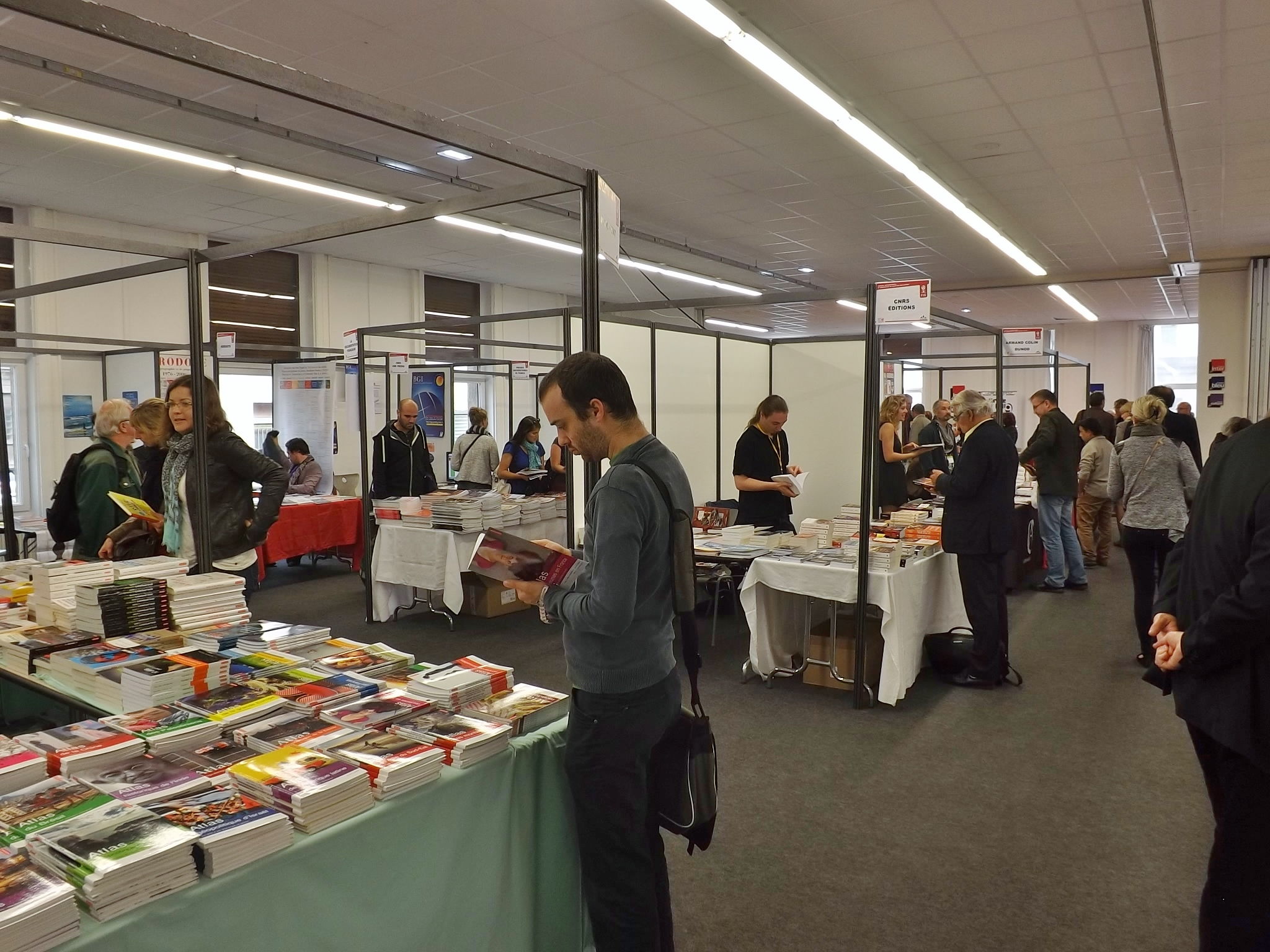
书籍沙龙 （2014）
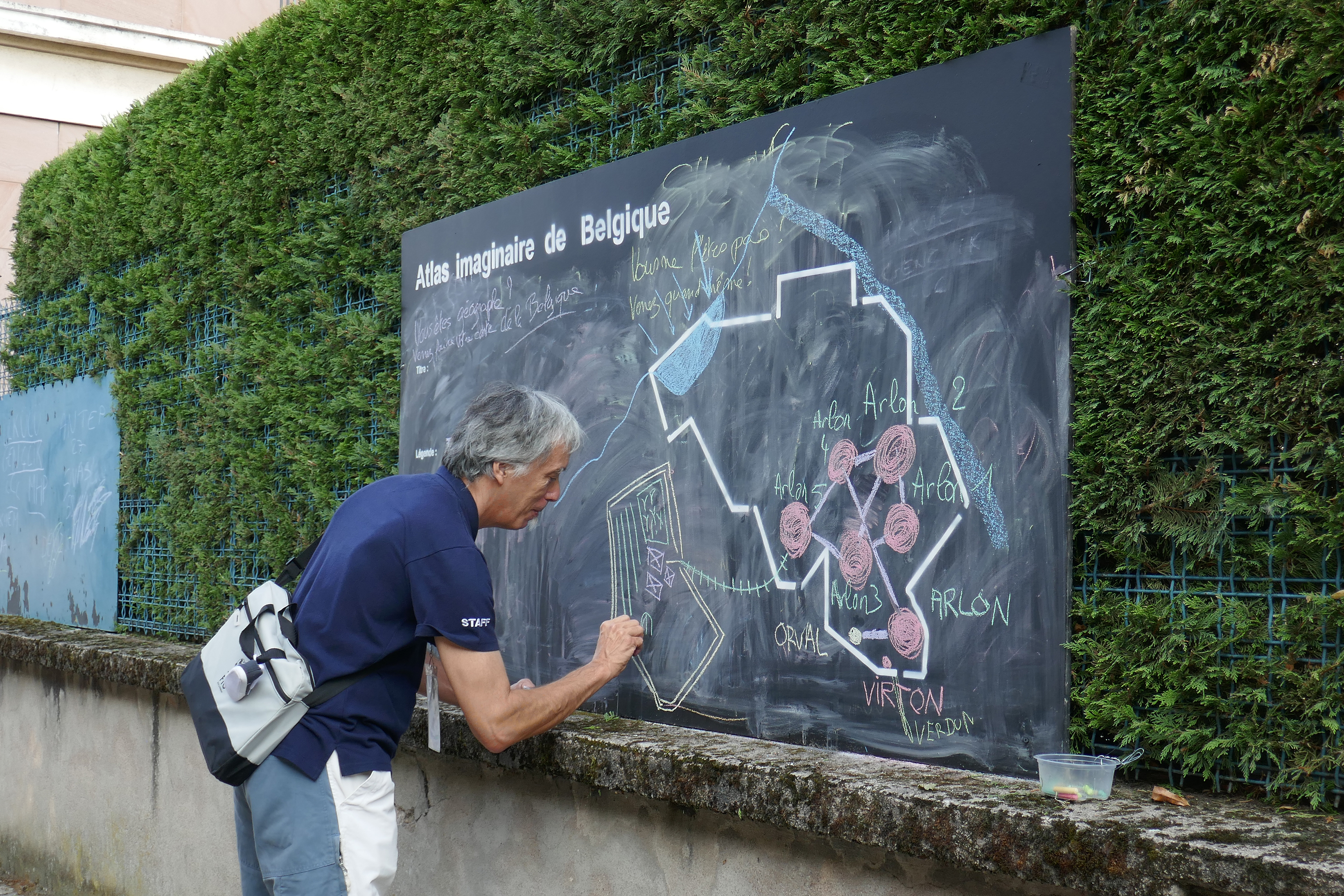
创作版 （2016）

### 集市活动

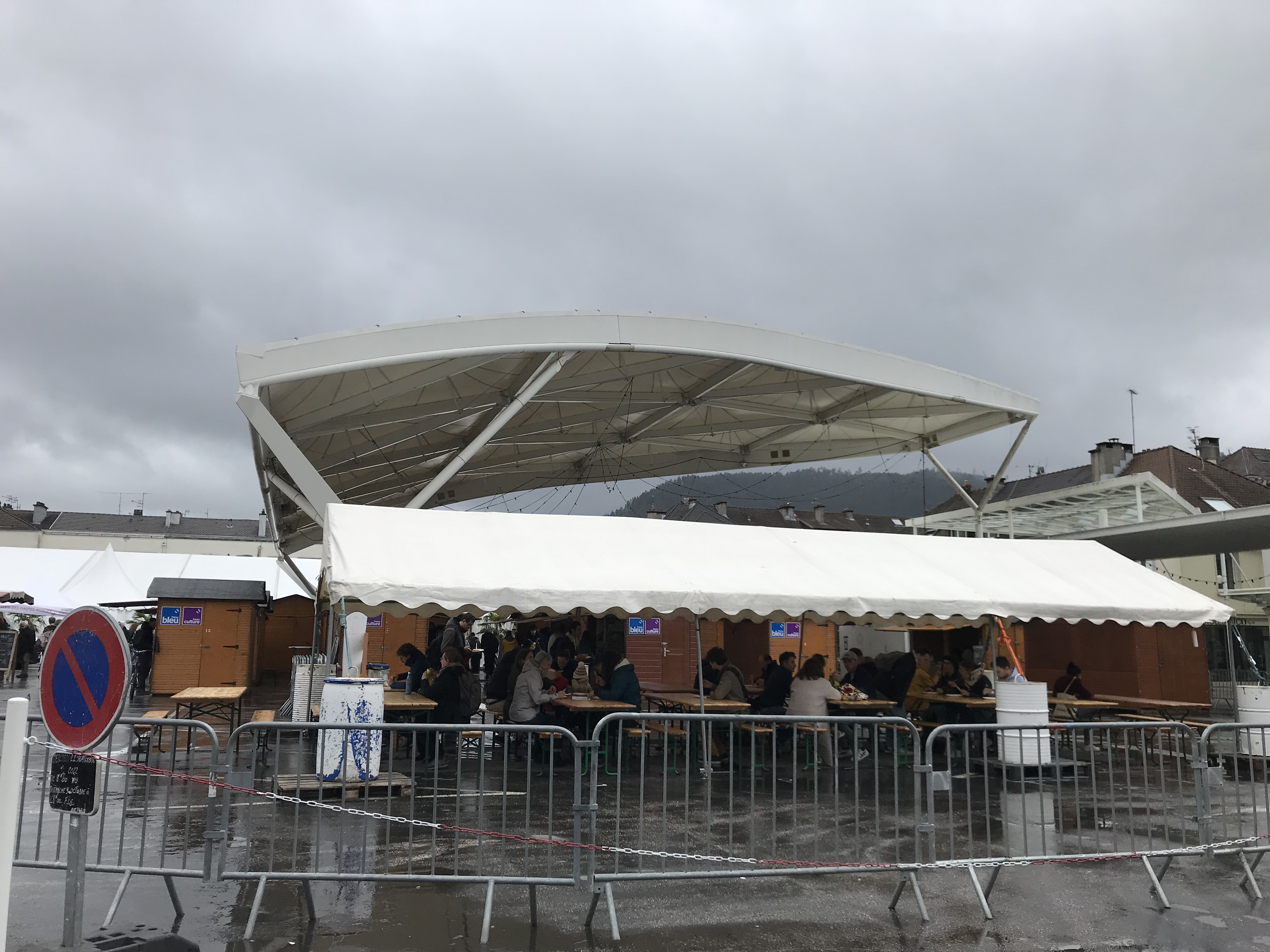
国际地理节期间的露天集市

孚日圣迪耶露天集市广场位于市中心默尔特河右岸，该集市每周二和五上午举办，约有80个席位；与之相邻的塔西尼河滨街则每周六下午举办露天集市，约有50个席位。此外，当地自1951年起每年九月第一个周末举办大型旧货交易集市，每年12月则举办圣诞集市。

### 美食
孚日圣迪耶的传统饮食与法国大部分区域接近，当地的主要地方性美食及特产包括芒斯特奶酪、孚日山圆奶酪（tomes des Vosges）、香肠、蜂蜜等。孚日圣迪耶附近的朗贝维莱被称为“牛头肉之都”，当地每年举办牛头肉美食集市。孚日圣迪耶的传统餐厅及面包房多分布于城市核心区域，当地的“旅行者”餐厅（Les Voyageurs）获得《米其林指南》推荐。在外来食品方面，孚日圣迪耶境内有两家麦当劳餐厅，当地的首家汉堡王于2022年4月开门营业。

## 相关人物
法国地理学家沃特兰·吕德、画家让-巴斯蒂特·雅克·奥古斯丁、文学家费尔迪南·布吕诺和足球运动员卡利杜·高列巴尼出生于孚日圣迪耶。

## 对外交流
截至2022年11月，孚日圣迪耶共与八座城市建立了友好城市关系，另与一座城市互为合作交流城市。

### 友好城市
| - 德国 腓特烈港（1973年） - 比利时 阿爾隆（1961年） - 義大利 卡托利卡（1997年） - 茨里克韋尼察（2006年） | - 美国 洛厄尔（1990年） - 塞内加尔 梅克（1991年） - 加拿大 洛林（1990年） - 波蘭 扎科帕内（1990年） |

### 合作交流城市
- 中国 长治（2013年）

### 文献网站
- Georges Baumont. . Monographies des villes et villages de France. Paris: Le Livre d’histoire. 2006: 460 [1961]. ISBN 2-84373-873-3 （法语）.
- INSEE.  [法国国家经济统计局关于孚日圣迪耶的详细数据统计]. insee.fr.   [2022-09-18]. （原始内容存档于2022-09-22） （法语）.

### 分类资料
历史类
1. ↑  . nominis.cef.fr.   [2022-09-16]. （原始内容存档于2022-09-21） （法语）.
2. ↑  CHANZY charles. . Saint-Dié: Freisz. 1853 （法语）.
3. ↑  Léon Louis. . . Épinal: E. Busy. 1889 （法语）.
4. ↑  Vosges Matin. . vosgesmatin.fr. 2022-08-20  [2022-09-17]. （原始内容存档于2022-09-21） （法语）.
5. ↑  S. Fichtl. . Paris: Errance. 2005: 238 （法语）.
6. ↑  M. Guérard.  (PDF). Boccard. 1837 （法语）.
7. ↑  Albert Ronsin. . Nancy. 1969: 8–15 （法语）.
8. ↑  ville de Saint-Dié-des-Vosges. . saint-die.eu.   [2022-09-17]. （原始内容存档于2022-09-22） （法语）.
9. ↑  Francis Rapp. . Approches. Paris: Tallandier. 2000. ISBN 2-235-02270-7 （法语）.
10. ↑  Vosges Matin. . vosgesmatin.fr. 2017-06-19  [2022-09-17]. （原始内容存档于2022-09-22） （法语）.
11. ↑  . culture.gouv.fr.   [2022-09-17]. （原始内容存档于2022-09-20） （法语）.
12. ↑  Michel Hérold; Françoise Gatouillat. . Paris: CNRS Editions. 1994: 328. ISBN 2-271-05154-1 （法语）.
13. ↑  Benoît Larger. . . Saint-Dié-des-Vosges: Mémoire des Vosges. 2003: 72. ISSN 1626-5238 （法语）.
14. ↑  Raphaël Tassin. . . Ars-sur-Moselle: Serge Domini Éditeur. 2014: 128. ISBN 978-2-35475-079-4 （法语）.
15. ↑  Eva Demmerle. . Ullmann. 2011. ISBN 978-3-8331-5564-2 （法语）.
16. ↑  Albert Ronsin. . Éditions de l’Est. 1992: 226. ISBN 2-86955-127-4 （法语）.
17. ↑  Gymnasium Vosagense.  （法语）.
18. ↑  Jerry Brotton. . Flammarion. 2013: 164 （法语）.
19. ↑  M. Durival. . Nancy: CHEZ HENRY THOMAS, IMPRIMEUR-LIBRAIRE. 1753 （法语）.
20. ↑  Karl Adrien; Golbéry Gaston. . Paris: A. Karl. 1895 （法语）.
21. ↑  André Schontz; Arsène Felten; Marcel Gourlot. . Metz: Éditions Serpinoise. 1999: 316. ISBN 2-87692-414-5 （法语）.
22. ↑  . syt58.fr.   [2022-09-17]. （原始内容存档于2022-09-20） （法语）.
23. ↑  . institutdefrance.fr.   [2022-09-17]. （原始内容存档于2022-09-21） （法语）.
24. ↑  . institutdefrance.fr. 2021-11-13  [2022-09-17]. （原始内容存档于2022-09-22） （法语）.
25. ↑  Daniel Faucher. . Revue de Géographie Alpine. 1929  [2022-09-17]. （原始内容存档于2022-09-22） （法语）.
26. ↑  Vosges Matin. . vosgesmatin.fr. 2019-05-25  [2022-09-17]. （原始内容存档于2022-09-21） （法语）.
27. ↑  . radiofrance.fr. 2011-10-07  [2022-09-17]. （原始内容存档于2022-09-22） （法语）.
28. ↑  ville de Saint-Dié-des-Vosges. . saint-die.eu.   [2022-09-17]. （原始内容存档于2022-09-22） （法语）.
29. ↑  . lesvoivres88240.over-blog.com. 2014-11-04  [2022-09-17]. （原始内容存档于2022-09-21） （法语）.
30. ↑  Vosges Matin. . vosgesmatin.fr. 2019-11-21  [2022-09-17]. （原始内容存档于2022-09-21） （法语）.
31. ↑  . saintdieinfo.fr. 2019-11-23  [2022-09-17]. （原始内容存档于2022-09-22） （法语）.
32. ↑  . saint-die.eu. 2019-11-23  [2022-09-17]. （原始内容存档于2022-09-22） （法语）.
33. ↑  Karine Thilleul. . Nouvelles Editions Place. 2018. ISBN 9782376280279 （法语）.
34. ↑  Vosges Matin. . vosgesmatin.fr. 2022-01-03  [2022-09-17]. （原始内容存档于2022-09-21） （法语）.
35. ↑  . fig.saint-die-des-vosges.fr.   [2022-09-17]. （原始内容存档于2022-09-30） （法语）.
36. ↑  Vosges Matin. . vosgesmatin.fr. 2020-03-17  [2022-09-17]. （原始内容存档于2022-09-22） （法语）.
37. ↑  Vosges Matin. . vosgesmatin.fr. 2021-07-01  [2022-09-17]. （原始内容存档于2022-09-22） （法语）.
38. ↑  Vosges Matin. . vosgesmatin.fr. 2019-12-26  [2022-09-17]. （原始内容存档于2022-09-22） （法语）.
39. ↑  Vosges Matin. . vosgesmatin.fr. 2019-11-11  [2022-09-17]. （原始内容存档于2022-09-21） （法语）.
40. ↑  Vosges Matin. . vosgesmatin.fr. 2022-06-06  [2022-09-17]. （原始内容存档于2022-09-21） （法语）.
41. ↑  Vosges Matin. . vosgesmatin.fr. 2022-06-14  [2022-09-17]. （原始内容存档于2022-09-22） （法语）.

地理类
1. ↑  SNCF GARES & CONNEXIONS. . garesetconnexions.sncf.   [2022-09-17]. （原始内容存档于2022-09-21） （法语）.
2. ↑  Marc DURAND, Université Nancy. . ac-nancy-metz.fr.   [2022-09-18]. （原始内容存档于2022-02-23） （法语）.
3. ↑  . hydro.eaufrance.fr.   [2022-09-18] （法语）.
4. ↑  Vosges Matin. . vosgesmatin.fr. 2014-02-20  [2022-09-18]. （原始内容存档于2022-09-22） （法语）.
5. ↑  . jardinez.com.   [2022-09-18]. （原始内容存档于2022-09-22） （法语）.
6. ↑  Vosges Matin. . vosgesmatin.fr. 2022-06-19  [2022-09-17]. （原始内容存档于2022-09-22） （法语）.
7. ↑  Franceinfo. . francetvinfo.fr. 2022-08-03  [2022-09-17]. （原始内容存档于2022-09-22） （法语）.
8. ↑  sig.ville.gouv.fr. . sig.ville.gouv.fr.   [2022-09-19]. （原始内容存档于2022-09-20） （法语）.
9. ↑  insee.fr. . insee.fr.   [2022-09-19]. （原始内容存档于2022-07-22） （法语）.
10. ↑  insee.fr. . insee.fr.   [2022-09-19]. （原始内容存档于2021-06-07） （法语）.
11. ↑  insee.fr. . insee.fr.   [2022-09-19]. （原始内容存档于2022-09-23） （法语）.
12. ↑  insee.fr. . insee.fr.   [2020-09-02]. （原始内容存档于2018-07-24） （法语）.
13. ↑  insee.fr. . insee.fr.   [2020-09-02]. （原始内容存档于2020-12-18） （法语）.
14. ↑  insee.fr. . insee.fr.   [2022-09-19]. （原始内容存档于2020-11-10） （法语）.
15. ↑  insee.fr. . insee.fr.   [2022-09-19]. （原始内容存档于2022-09-24） （法语）.
16. ↑  TER Grand-est. . ter.sncf.fr.   [2020-09-02]. （原始内容存档于2021-01-19） （法语）.
17. ↑  . bapteme-ulm-vosges.fr.   [2022-09-21]. （原始内容存档于2022-09-22） （法语）.
18. ↑  . strasbourg.aeroport.fr.   [2022-09-21]. （原始内容存档于2022-09-22） （法语）.
19. ↑  . sylvia.saint-die-des-vosges.fr.   [2022-09-21]. （原始内容存档于2022-09-22） （法语）.
20. ↑  . sylvia.saint-die-des-vosges.fr.   [2022-09-21]. （原始内容存档于2022-09-22） （法语）.
21. ↑  . sylvia.saint-die-des-vosges.fr.   [2022-09-21]. （原始内容存档于2022-09-22） （法语）.

社科类
1. ↑  collectivites-locales.gouv.fr. . collectivites-locales.gouv.fr.   [2022-09-10]. （原始内容存档于2022-06-21） （法语）.
2. ↑  ville de Saint-Dié-des-Vosges. . saint-die.eu.   [2022-09-19]. （原始内容存档于2022-09-22） （法语）.
3. ↑   (pdf). archives.developpement-durable.gouv.fr.   [2022-09-20]. （原始内容存档 (PDF)于2022-09-20） （法语）.
4. ↑  Nicole Laugel. . Do Bentzinger. 2008: 189. ISBN 2849601519 （法语）.
5. ↑  . fluo.eu.   [2022-09-20]. （原始内容存档于2022-01-06） （法语）.
6. ↑  . linternaute.com.   [2022-11-12]. （原始内容存档于2021-07-06） （法语）.
7. ↑  . onisr.securite-routiere.gouv.fr.   [2022-09-19]. （原始内容存档于2022-09-28） （法语）.
8. ↑  CA Saint-Dié. . ca-saintdie.fr.   [2022-09-19]. （原始内容存档于2022-09-21） （法语）.
9. ↑  ville de Saint-Dié-des-Vosges. . saint-die.eu.   [2022-09-20]. （原始内容存档于2022-09-22） （法语）.
10. ↑  . senat.fr.   [2022-09-20]. （原始内容存档于2022-09-20） （法语）.
11. ↑  France Bleu. . francebleu.fr. 2021-12-12  [2022-09-20]. （原始内容存档于2021-12-12） （法语）.
12. ↑  . saintdieinfo.fr. 2021-09-01  [2022-09-21]. （原始内容存档于2022-09-22） （法语）.
13. ↑  . election-europeenne.linternaute.com.   [2022-09-18]. （原始内容存档于2022-09-22） （法语）.
14. ↑  . election-departementale.linternaute.com.   [2022-09-18]. （原始内容存档于2022-09-22） （法语）.
15. ↑  . election-regionale.linternaute.com.   [2022-09-18]. （原始内容存档于2022-09-21） （法语）.
16. ↑  insee.fr. . insee.fr.   [2022-09-19]. （原始内容存档于2021-05-01） （法语）.
17. ↑  Commune de Saint-Dié-des-Vosges (88413) - commune actuelle（法文）
18. ↑  . lannuaire.service-public.fr.   [2022-09-19]. （原始内容存档于2022-09-21） （法语）.
19. ↑  Pole Emploi (编). . pole-emploi.fr.   [2022-09-19]. （原始内容存档于2022-09-22） （法语）.
20. ↑  Manageo (编). . manageo.fr.   [2022-11-12]. （原始内容存档于2020-12-03） （法语）.
21. ↑  Le Figaro (编). . entreprises.lefigaro.fr.   [2022-09-19]. （原始内容存档于2022-09-22） （法语）.
22. ↑  Le Figaro (编). . entreprises.lefigaro.fr.   [2022-09-19]. （原始内容存档于2022-09-22） （法语）.
23. ↑  Le Figaro (编). . entreprises.lefigaro.fr.   [2022-09-19]. （原始内容存档于2022-09-22） （法语）.
24. ↑  Le Figaro (编). . entreprises.lefigaro.fr.   [2022-09-19]. （原始内容存档于2022-09-22） （法语）.
25. ↑  Le Figaro (编). . entreprises.lefigaro.fr.   [2022-09-19]. （原始内容存档于2022-09-22） （法语）.
26. ↑  Le Figaro (编). . entreprises.lefigaro.fr.   [2022-09-19]. （原始内容存档于2022-09-22） （法语）.
27. ↑  JDN (编). . journaldunet.fr.   [2022-11-12]. （原始内容存档于2021-05-12） （法语）.
28. ↑  Ministère de la Cohésion des territoires et des Relations avec les collectivités territoriales (编). . cohesion-territoires.gouv.fr.   [2022-09-19] （法语）.[]
29. ↑  JDN (编). . journaldunet.fr.   [2022-09-19]. （原始内容存档于2021-05-10） （法语）.
30. ↑  JDN (编). . journaldunet.fr.   [2020-09-02]. （原始内容存档于2022-02-12） （法语）.
31. ↑  JDN (编). . journaldunet.fr.   [2020-09-02]. （原始内容存档于2020-08-05） （法语）.
32. ↑  ac-nancy-metz.fr (编). . ac-nancy-metz.fr.   [2022-09-18]. （原始内容存档于2020-05-05） （法语）.
33. ↑  . linternaute.com.   [2020-09-02]. （原始内容存档于2018-02-23） （法语）.
34. ↑  . villedata.fr.   [2022-09-18]. （原始内容存档于2021-07-06） （法语）.
35. ↑  . onisep.fr.   [2020-09-02]. （原始内容存档于2020-02-12） （法语）.
36. ↑  FHF. . etablissements.fhf.fr.   [2020-09-02]. （原始内容存档于2018-09-09） （法语）.
37. ↑  CA Saint-Dié. . ca-saintdie.fr.   [2022-09-18]. （原始内容存档于2022-09-21） （法语）.
38. ↑  . linternaute.com.   [2022-11-12]. （原始内容存档于2018-02-24） （法语）.
39. ↑  France 3 Grand-Est (编). . france3-regions.francetvinfo.fr.   [2020-09-02]. （原始内容存档于2021-07-06） （法语）.
40. ↑  Vosges Matin. . vosgesmatin.fr.   [2022-09-19]. （原始内容存档于2022-09-27） （法语）.
41. ↑  ville de Saint-Dié-des-Vosges. . saint-die.eu.   [2022-09-19]. （原始内容存档于2022-09-21） （法语）.
42. ↑  . petitfute.com. Petit Futé.   [2022-01-07]. （原始内容存档于2022-01-07） （法语）.
43. ↑  ville de Saint-Dié-des-Vosges. . saint-die.eu.   [2022-09-19]. （原始内容存档于2022-09-21） （法语）.
44. ↑  ville de Saint-Dié-des-Vosges. . saint-die.eu.   [2022-09-19]. （原始内容存档于2022-09-21） （法语）.
45. ↑  CA Saint-Dié. . ca-saintdie.fr.   [2022-09-19]. （原始内容存档于2022-09-23） （法语）.
46. ↑  linternaute (编). . linternaute.com.   [2022-09-18]. （原始内容存档于2022-09-22） （法语）.
47. ↑  linternaute (编). . linternaute.com.   [2022-09-18]. （原始内容存档于2022-09-22） （法语）.
48. ↑  . lannuaire.service-public.fr.   [2022-11-12]. （原始内容存档于2022-09-20） （法语）.
49. ↑  . demarchesadministratives.fr.   [2022-11-12]. （原始内容存档于2022-09-23） （法语）.
50. ↑  ville de Saint-Dié-des-Vosges. . saint-die.eu.   [2022-09-19]. （原始内容存档于2022-09-22） （法语）.
51. ↑  . linternaute.com.   [2020-09-02]. （原始内容存档于2020-11-25） （法语）.
52. ↑  CA Saint-Dié. . ca-saintdie.fr.   [2022-09-19]. （原始内容存档于2022-09-22） （法语）.
53. ↑  FÉDÉRATION FRANÇAISE DE FOOTBALL - LIGUE DU GRAND EST DE FOOTBALL (编). . lgef.fff.fr.   [2022-09-18]. （原始内容存档于2022-09-22） （法语）.

文化类
1. ↑  Armand Simon. . . Dialogues transvosgiens. 1983 （法语）.
2. ↑  René Loux. . FeniXX. 1976: 528  [2022-09-16]. ISBN 2307125264. （原始内容存档于2022-09-21） （法语）. Même les localités sur le versent ouest des Vosges étaient désignées par des dénominations de notre langue. St-Die, par exemple, a toujours été nommée Sankt-Didel
3. ↑  . France.fr. 2022-07-26  [2022-09-16]. （原始内容存档于2022-09-21） （中文）.
4. ↑  . linternaute.com.   [2022-09-18]. （原始内容存档于2022-09-22） （法语）.
5. ↑  . letudiant.fr.   [2022-09-18]. （原始内容存档于2022-09-20） （法语）.
6. ↑  JDS. . jds.fr.   [2022-09-19]. （原始内容存档于2022-09-21） （法语）.
7. ↑  collectif.  (pdf). hal.archives-ouvertes.fr (HAL). 2020  [2022-09-20]. （原始内容存档 (PDF)于2022-09-20） （法语）.
8. ↑  ville de Saint-Dié-des-Vosges. . saint-die.eu.   [2022-09-20]. （原始内容存档于2022-09-22） （法语）.
9. ↑  Le Corbusier. . . 1938-1946 （法语）.
10. ↑  CA Saint-Dié. . ca-saintdie.fr.   [2022-09-19]. （原始内容存档于2022-09-22） （法语）.
11. ↑  Vosges Matin. . vosgesmatin.fr. 2016-04-13  [2022-09-20]. （原始内容存档于2022-09-22） （法语）.
12. ↑  Vosges Matin. . vosgesmatin.fr.   [2022-09-20]. （原始内容存档于2022-09-21） （法语）.
13. ↑  ville de Saint-Dié-des-Vosges.  (pdf). saint-die.eu.   [2022-09-20]. （原始内容存档 (PDF)于2022-07-14） （法语）.
14. ↑  . saintdieinfo.fr. 2022-08-04  [2022-09-20]. （原始内容存档于2022-09-22） （法语）.
15. ↑  CNPA. . culture.gouv.fr.   [2022-09-19]. （原始内容存档于2022-09-20） （法语）.
16. ↑  Ministère de la Culture. . pop.culture.gouv.fr.   [2022-09-19]. （原始内容存档于2022-09-20） （法语）.
17. ↑  Ministère de la Culture. . pop.culture.gouv.fr.   [2022-09-19]. （原始内容存档于2022-09-20） （法语）.
18. ↑  Vosges Matin. . vosgesmatin.fr. 2019-03-10  [2022-09-19]. （原始内容存档于2022-09-22） （法语）.
19. ↑  La Croix. . la-croix.com. 2016-06-15  [2022-09-20]. （原始内容存档于2022-09-22） （法语）.
20. ↑  . catholique88.fr.   [2022-09-20]. （原始内容存档于2022-10-06） （法语）.
21. ↑  . trouvetamosquee.fr. 2021-02-24  [2022-09-20]. （原始内容存档于2022-09-21） （法语）.
22. ↑  . saintdieinfo.fr. 2022-04-07  [2022-09-20]. （原始内容存档于2022-09-22） （法语）.
23. ↑  Vosges Matin. . vosgesmatin.fr. 2016-09-10  [2022-09-20]. （原始内容存档于2022-09-22） （法语）.
24. ↑  . vosges-portes-alsace.fr.   [2022-09-19]. （原始内容存档于2022-09-22） （法语）.
25. ↑  CA Saint-Dié. . ca-saintdie.fr.   [2022-09-19]. （原始内容存档于2022-09-22） （法语）.
26. ↑  FÉDÉRATION FRANÇAISE DE FOOTBALL - LIGUE DU GRAND EST DE FOOTBALL (编). . lgef.fff.fr.   [2022-09-18]. （原始内容存档于2022-09-22） （法语）.
27. ↑  Vosges Matin. . vosgesmatin.fr. 2022-08-11  [2022-09-18]. （原始内容存档于2022-09-22） （法语）.
28. ↑  . saintdieinfo.fr. 2022-05-20  [2022-09-18]. （原始内容存档于2022-09-22） （法语）.
29. ↑  . saintdieinfo.fr. 2022-06-22  [2022-09-20]. （原始内容存档于2022-09-22） （法语）.
30. ↑  . lorraineaucoeur.com.   [2022-09-18]. （原始内容存档于2022-09-22） （法语）.
31. ↑  Vosges Matin. . vosgesmatin.fr. 2021-05-08  [2022-09-17]. （原始内容存档于2022-09-22） （法语）.
32. ↑  France Bleu. . francebleu.fr. 2022-07-28  [2022-09-17]. （原始内容存档于2022-09-22） （法语）.
33. ↑  France Bleu. . francebleu.fr. 2022-05-14  [2022-09-17]. （原始内容存档于2022-09-22） （法语）.
34. ↑  Vianney Huguenot; Georges Roques. . Haroué: Gérard Louis. 2009-09. ISBN 978-2-35763007-9 （法语）.
35. ↑  ville de Saint-Dié-des-Vosges. . saint-die.eu.   [2022-09-20]. （原始内容存档于2022-09-21） （法语）.
36. ↑  . annuaire-mairie.fr.   [2022-09-20]. （原始内容存档于2022-09-22） （法语）.
37. ↑  . jds.fr.   [2022-09-20]. （原始内容存档于2022-09-21） （法语）.
38. ↑  . jds.fr.   [2022-09-20]. （原始内容存档于2022-09-22） （法语）.
39. ↑  . vosges-tourisme.net.   [2022-09-20]. （原始内容存档于2022-09-21） （法语）.
40. ↑  . lorraineaucoeur.com.   [2022-09-20]. （原始内容存档于2022-09-22） （法语）.
41. ↑  Vosges Matin. . vosgesmatin.fr. 2018-02-07  [2022-09-20]. （原始内容存档于2022-09-21） （法语）.
42. ↑  . saintdieinfo.fr. 2022-03-28  [2022-09-20]. （原始内容存档于2022-09-22） （法语）.
43. ↑  saint-die.eu (编). . saint-die.eu.   [2022-09-21]. （原始内容存档于2020-11-29） （法语）.

综合类
1. 1 2 3 4  communes.com. . communes.com.   [2020-09-02]. （原始内容存档于2021-01-22） （法语）.
2. 1 2 3 4 5 6 7 8 9 10 11 12 13 14 15 16 17 18 19 20 21 22 23  Géoportail. . geoportail.fr.   [2022-09-18]. （原始内容存档于2022-09-20） （法语）.
3. ↑  utdallas.edu. . utdallas.edu.   [2020-09-02]. （原始内容存档于2020-12-01） （英语）.
4. 1 2 3  Cassini. . cassini.ehess.fr.   [2020-09-02]. （原始内容存档于2020-10-31） （法语）.
5. 1 2 3 4 5 6 7 8  Georges Baumont, Saint-Dié des Vosges. Origines et développement （法文）
6. 1 2  Édouard Ferry. . Tome 16. Saint-Dié: Bulletin SPV. 1891 （法语）.
7. 1 2 3 4  catholique88.fr. . catholique88.fr.   [2020-09-02]. （原始内容存档于2020-10-25） （法语）.
8. 1 2  . catholique88.fr.   [2022-09-17]. （原始内容存档于2022-09-21） （法语）.
9. 1 2  . francebleu.fr. 2018-02-01  [2022-09-17]. （原始内容存档于2022-09-21） （法语）.
10. 1 2 3 4  . francebleu.fr.   [2022-09-17]. （原始内容存档于2022-09-22） （法语）.
11. 1 2  F. Koch. . 1819 （法语）.
12. 1 2 3  Michel Baumont. . Annales de géographie. 1937  [2022-09-17]. （原始内容存档于2022-09-22） （法语）.
13. 1 2  Christian Pierret. . . Moyennes montagnes : Vie ou survie ?. Revue de géographie alpine. 1995 （法语）.
14. 1 2 3  . linternaute.com.   [2020-09-02]. （原始内容存档于2015-05-07） （法语）.
15. 1 2 3 4 5 6   (pdf). ficheinfoterre.brgm.fr. BRGM. 1988  [2022-09-18]. （原始内容存档 (PDF)于2022-09-20） （法语）.
16. 1 2 3  . linternaute.fr.   [2020-09-02]. （原始内容存档于2017-10-14） （法语）.
17. 1 2 3  . infoclimat.fr.   [2020-09-02]. （原始内容存档于2021-07-06） （法语）.
18. 1 2  climat-data.fr. . climat-data.fr.   [2020-01-30]. （原始内容存档于2021-07-06） （法语）.
19. 1 2 3  sig.ville.gouv.fr. . sig.ville.gouv.fr.   [2020-09-02]. （原始内容存档于2020-12-01） （法语）.
20. 1 2 3 4 5  Le Monde (编). . lemonde.fr.   [2020-09-02]. （原始内容存档于2020-11-25） （法语）.
21. 1 2  Ministère de l'Intérieur (编). . mobile.interieur.gouv.fr.   [2022-09-18]. （原始内容存档于2022-09-22） （法语）.
22. 1 2 3  INSEE, Dossier complet - Commune de Saint-Dié-des-Vosges (88413), RES T1 - Établissements actifs employeurs par secteur d'activité agrégé et taille fin 2019 （法文）
23. 1 2 3  . linternaute.com.   [2022-11-12]. （原始内容存档于2018-03-01） （法语）.
24. 1 2 3  . linternaute.com.   [2022-09-18]. （原始内容存档于2021-07-06） （法语）.
25. 1 2 3  . linternaute.com.   [2022-11-12]. （原始内容存档于2021-07-06） （法语）.